# چهارمنار (یزد)
محلهٔ چهارمِنار (به لهجه یزدی: چارمُنار)، وسیع‌ترین محلهٔ تاریخی شهر یزد به شمار می‌آید که در حال حاضر در مرکز شهر واقع شده است. این محله، از جمله محلات برجسته و دارای اهمیت ویژه در بافت تاریخی یزد است که برخی از مهم‌ترین حوادث تاریخ یزد پس از اسلام در آن به وقوع پیوسته است.

محله چهارمنار، تنها محله بافت تاریخی یزد است که آثار و ابنیه آن در دو مقطع زمانی متمایز در فهرست میراث جهانی یونسکو به ثبت رسیده‌اند. نخست، باغ دولت‌آباد در سال ۲۰۱۱ میلادی به همراه هشت باغ ایرانی دیگر موفق به کسب این عنوان گردید و سپس در هجدهم تیرماه سال ۱۳۹۵ شمسی، کلیه آثار ثبت ملی این محله به ثبت جهانی نائل آمدند.

## موقعیت مکانی محله
با وجود آنکه در طول تاریخ، تعیین حدود و ثغور محلات شهرهای ایران به صورتی دقیق و قطعی مرسوم نبوده است، اما شواهد و قرائن تاریخی حاکی از آن است که محله چهارمنار از غرب به بلوار دولت‌آباد (نواب صفوی) و کوچه دیوار بلند، از شمال غرب به نرسی‌آباد، از شرق به بلوار امامزاده جعفر و محلات تخت استاد، مصلی، امامزاده و کوچه میرقطب، از شمال به خیابان انقلاب و محلات باغ صندل، شاه عبدالقیوم، ابوالمعالی، کوچه شیخداد و محله میدان شاه (بعثت) و از جنوب به خیابان شهید مطهری و کوچه بیوک، باغ گلشن، و نهایتاً از همان سمت به محله تازه تأسیس زینبیه (بخشی از محلۀ مصلی سابق) منتهی می‌شده است. 
 شایان ذکر است که محدوده مذکور، حدود امروزی محله چهارمنار را شامل می‌شود. چرا که با گسترش تدریجی شهر یزد و تبدیل باغات و صحراهای پیرامون چهارمنار به منازل مسکونی و احداث معابر جدید، بر وسعت این محله کهن نیز افزوده شده است.

## وجه تسمیۀ نام چهارمنار
سید شمس‌الدّین محمد یزدی پسر سید رکن‌الدّین قاضی در سال ۷۱۷ قمری (۶۹۶ شمسی)، مجموعه‌ای جامع شامل مدرسه، خانقاه، داروخانه، دارالسیاده، بازار، حمام؛ کاروانسرا  و سایر امکانات مورد نیاز یک مجموعه دانشگاهی را در کوچه بهروک احداث نمود.وی در این مجموعه، دو مدرسه را روبروی یکدیگر بنا نهاد و آنها را با چهار منارِ مزین به کاشی‌های سبز رنگ زینت بخشید. احداث این چهارمنار، موجب نامگذاری محله به این نام گردید.

با توجه به حضور خادمانی در این مجموعه که مسئولیت روشن کردن قندیل‌ها و چراغ‌های مدرسه و خانقاه را بر عهده داشتند  که به «چراغچی» معروف بودند ، و همچنین با عنایت به موقعیت چهارمنار در مسیر ورودی شهر، می‌توان چنین استنباط کرد که این خادمان با روشن نمودن آتش در چهارمناره‌ها، به کاروانیان نزدیک شدن به شهر را اطلاع می‌دادند.حضور خاندان‌هایی با شهرت و نام خانوادگی «چراغچی» در محله چهارمنار نیز موید این مدعا است. بدین ترتیب، روشنایی شبانه چهارمناره‌ها به تدریج موجب تغییر نام کوچه بهروک به چهارمنار گردید. شایان ذکر است واژۀ «مِنار» در زبان عربی از ریشۀ «نار» به معنای جایگاه آتش است.

## واکاوی در نام کوچه بَهروک و کوچه بُندون
کوی چهارمنار، در آغاز به نام کوچه بَهروک/پَهروک شهرت داشته است. این محله که در بیرون از حصار شهر یزد و در میان باغستان‌های وسیع واقع بوده است، در متون تاریخی همچون جامع‌الخیرات با القاب «رأس بهروک» و «سکه بهروک» همراه با اهرستان یاد شده است. در نسخۀ خطی تاریخ جدید یزد، نگاشته شده در دوران صفوی، نیز نام این محله به صورت «کوچه پهروک» ذکر گردیده است. 

اشاره به کوچه پهروک در نسخۀ خطی کتاب «تاریخ جدید یزد»، ذیل موضوع مسجد جدید چهارمنار

«پهروک» را باید از ریشه‌های «پَهرَگ» زبان پهلوی و «پَهره» فارسی به معنای مکان نظامی، پاسگاه، برج دیده‌بانی، یا به عبارتی معاصر، کلانتری دانست  این واژه به معنای محافظت، نگهبانی، و پاسبانی نیز به کار رفته است. به نظر می‌رسد که واژه «بهروک» در نسخه‌های عربی جامع‌الخیرات معرب «پهروک» بوده و صورت معرب دیگر آن، یعنی «فهرج»، به معنی حصار و مکان نظامی نیز آمده است 

شایان ذکر است که در دوره ایلخانان مغول و حکمرانی اتابکان یزد، کوچه بهروک، محلی مسکونی بوده و از وضعیت نظامی و پادگانی خارج گشته بود، چنانکه در جامع‌الخیرات، یکی از موقوفات مجموعه شمسیه، خانه محمدشاه خیاط واقع در جوار دارالسیّاده شمسیه ذکر گردیده است.  

پس از احداث مجموعه شمسیه و ساخت چهار مِنار در آن، به تدریج نام محله از کوچه بهروک به چهارمنار تغییر یافت. مولف جامع مفیدی که در قرن یازدهم هجری در این محله سکونت داشته، به صراحت به این تغییر نام اشاره کرده و یادآور شده‌ که کوچه بهروک اکنون به چهارمنار شهرت یافته است.  بنابراین، می‌توان استنباط نمود که در دوران صفوی، نام چهارمنار بر کوچه بهروک غلبه یافته و به عنوان نام رایج این محله مورد استفاده قرار می‌گرفته است.

شایان توجه است که در منابع تاریخ محلی یزد مربوط به قرن نهم هجری، چهارمنار همواره به عنوان بخشی از «کوچه بهروک» معرفی شده است  امروزه نیز بخش وسیعی از محله چهارمنار، «کوچه بندون» نامیده می‌شود. اگرچه اطلاعات دقیقی درباره وجه تسمیه «کوچه بندون» در دسترس نیست، اما این واژه در منابع اواخر دوره قاجار به صورت‌های «کوچه بندان»، «کوچه بندار»، «کوچه بیدون» و «کوچه میدون»  نیز مشاهده می‌شود.

رایج‌ترین تفسیری که برای واژه «بندان» می‌توان ارائه داد، ارتباط آن با ریشه «بَند» به معنای سد و راه‌بند است  که با واژه «پهره» هم‌خانواده بوده و به مکانی اطلاق می‌شده است که دارای حصار، دیوار و برج دیده‌بانی باشد. با توجه به اینکه محله چهارمنار از دوران زندیه دارای حصار و دروازه بوده است،  می‌توان احتمال داد که علت شهرت بخشی از این محله به «بندان» از اواخر دوره قاجار به بعد، وجود همین استحکامات باشد.

ورودی کوچه بندان، از سمت کوچه شهید چیتی واقع در خیابان انقلاب. پاییز ۱۳۸۷ خورشیدی

لیکن، برخی از اهالی چهارمنار بر این باورند که «بندان»، نام زنی زرتشتی بوده است. همچنین، گروهی دیگر از ساکنین این محل معتقدند که «بندار»، شهرت «نمیر نمیریان» ملقب به (گورِ (Gowr) نمیر تفتی) بوده است که به دلیل مالکیت باغات متعدد در چهارمنار (محدوده سمت خیابان انقلاب فعلی، از کوچه شهید طاووسی و خانه حاجی‌صوت تا مسجد موسی بن جعفر، واقع در مقابل کوچه باغ صندل) به این نام خوانده می‌شده است. با توجه به اینکه «بندار» در فرهنگ لغت به معنی سرمایه‌داری است که دارای باغ و ملک وسیع است ، این فرضیه نیز از قرائن موجود قابل استنتاج است.

لیکن، باید توجه داشت که نام «کوچه بندون» یا «بندار» به بخش وسیعی از محله چهارمنار اطلاق می‌شده است، چنانکه در استشهادنامه مربوط به سال ۱۳۱۰، مسجد کوچک این محله («مسجد دروازه»، معروف به «مسجد آقا سیدجواد حیدری») واقع در نزدیکی دروازه چهارمنار، در کوچه بندار ثبت شده است . از این رو، برخی بر این باورند که «کوچه بندون»، واژه‌ای تحریف‌شده از «کوچه بهروک» است .

جمله‌ای که روی سماور مسجدِ میرحضر شاه حک شده است: «قرائت‌خانه قرآن چهارمنار و کوچه‌بندان».

با توجه به اینکه احمد کاتب در دوره تیموری، «مسجد جدید چهارمنار» یا «میرخضر شاه» را واقع در کوچه بهروک ذکر کرده  و نیز با عنایت به وجود موقوفاتی از جمله یک سماور قدیمی متعلق به دوران پهلوی در موزه مسجد میرخضر چهارمنار که بر بدنه آن عبارت «قرائت‌خانه قرآن چهارمنار و کوچه‌بندان» حک شده است، می‌توان اذعان داشت که «کوچه بندون»، واژه‌ای تحریف‌شده از «کوچه بهروک» است که  به بخش وسیعی از محله چهارمنار اطلاق می‌شده است، اما از اواخر روزگار قاجار به عنوان ذیل و تابعی از «چهارمنار»  و به مثابه برزنی از این محله شناخته می‌شود.

## مشاهیر آرمیده در چهارمنار
کوی چهارمنار، به سبب دوری از مراکزحکومتی یزد، در طی قرون متمادی به پناهگاهی امن برای نخبگان و دیوان‌سالاران مبدل گشت. این گروه از فرهیختگان، به منظور مصون ماندن از نفوذ حاکمان محلی و حفظ ایمنی جان و مال خویش، این محله را برای سکونت برگزیدند. بر این مبنا، آرامگاه نزدیک به ده تن از وزیران و دیوان‌سالاران ایرانی که همگی از سادات بوده‌اند، در این کوی  استقرار یافته است. همچنین، برخی از شخصیت‌های برجسته تصوف نیز در این محله آرام گرفته‌اند.
- سید شمس‌الدّین محمد  بن سید رکن‌الدّین یزدی، وزیر و قاضی‌القضات امپراتوری ایلخانی و نایب وزارت سلطان ابوسعید ایلخانی، در مدرسۀ شمسیه آرام گرفته است[۳۵].

- سید غیاث‌الدّین علی یزدی  ، از رجال عهد ‌‍‌‌آل اینجو و وزیر شیخ ابواسحاق آل اینجو، که در شیراز به قتل رسید، در بقعه‌ای معروف به غیاثیه در محله چهارمنار مدفون است.[۳۶][۳۷] احتمال می‌رود این آرامگاه، همان بقعه شاه سیدرضا باشد.

- سید رکن‌الدّین شاه‌حسن ، نواده دختری سید شمس‌الدّین و وزیر شاه‌شجاع مظفری، که در شیراز به قتل رسید، در جوار جدّ خود، سید شمس‌الدین، مدفون است.[۳۸][۳۹]

- سید جلال‌الدّین میرخضر شاه ، پسر سید غیاث‌الدّین علی، هنرمند و خوشنویس و از ثروتمندان و دولتمردان یزد در عصر تیموری، به عنوان شیخ و پیر سلسله مرشدیه، در حظیره و خانقاه ابواسحاقیه جنب مسجد بزرگ چهارمنار مدفون است.[۴۰]

- ملکه‌خانم ، از خاندان نعمت‌اللهی و از زنان مرتبط با حکومت صفوی یزد و از سلسلۀ میرزائیان عباسیه، در بقعه ملتیکه (پایگاه بسیج کنونی) مدفون است.[۴۱]

- پیرعلم ، از مشایخ صوفیه، در خانقاهی به همین نام واقع در کوچۀ بیدآباد (پیرعلم کنونی) در محله چهارمنار مدفون است.[۴۲]

- سید امیر جلال‌الدّین حسن (متوفی ۱۰۸۴ق)، از سادات عریضی و از نوادگان امامزاده ابوجعفر، داروغه و مباشر مالیاتی یزد در عصر صفوی [۴۳] و جد اعلای آقا سیدجواد حیدری، در بقعه‌ای منسوب به زیارتگاه سیدجلال‌الدّین در چهارمنار مدفون است.[۴۴]

- سید صادق ، فرزند سید امیر جلال‌الدّین حسن، داروغه و مباشر مالیاتی یزد در عصر صفوی، در چهارمنار مدفون است.[۴۵]

- سید جلیل‌الدّین ، [۴۶] (یا جلال‌الدّین حسن ثانی)، فرزند سید صادق و نواده سید امیر جلال‌الدّین حسن، در اواخر عصر صفوی عهده‌دار کلانتری و امور مالی یزد بود.[۴۷]

- سید ابوسعید  و   سید سلطان حیدری  ، فرزندان سید جلال‌الدّین حسن ثانی [۴۸] و متولیان کاروانسرای حیدری، به داشتن کراماتی معروف بودند. احتمالاً ایشان در این کاروانسرا (مجموعه ورزشی چهارمنار کنونی) مدفون هستند. [۴۹]

نایب محمد، فرزند میرزا رضا کرمانی قاتل ناصرالدین شاه، در چاپارخانۀ چهارمنار

از دیگر مشاهیری که در محلۀ چهارمنار اقامت گزیده‌اند، اما در سایر اماکن به خاک سپرده شده‌اند، می‌توان به نام‌آورانی چون  محمد مفید مستوفی‌بافقی ، مورخ و جغرافی‌دان عصر صفوی؛  سیدابوالحسن حیدری ، شاعر و پیش‌نماز مسجد بزرگ چهارمنار در دوران فتحعلی‌شاه قاجار؛  مجتهد مصلایی، مرجع تقلید و پیش‌نماز همان مسجد در دوران ناصرالدین‌شاه و مشروطه؛نایب محمد، معاون ادارۀ پست یزد در چاپارخانه و فرزند میرزا رضا کرمانی، قاتل ناصرالدین شاه؛  میرزا محمدعلی عالمی ، شاعر و صوفی و امام جماعت مسجد میرخضر شاه و رئیس انجمن ادبی یزد در دورۀ پهلوی؛   محمد بقائی  ، نمایندۀ مجلس شورای ملی؛  اقدس بقائی ، رئیس انجمن زنان یزد در عهد پهلوی؛  محمدعلی اسلامی ندوشن ، نویسنده، ایران‌شناس و حقوقدان برجستۀ معاصر، روح‌الله مفیدی و ایرج مفیدی از جمله بازیگران پیشکسوت عرصۀ سینما، تئاتر و تلویزیون اشاره کرد.

## اقتصاد محلی و مشاغل مردم چهارمنار
با عنایت به موقعیت جغرافیایی شهر یزد و قرارگیری آن در اقلیم کویری و به تبع آن، عدم وجود بستر مناسب برای کشاورزی و دامپروری به‌طور گسترده، پیشۀ غالب ساکنین این دیار، به صنایع نساجی معطوف بوده است. کوی چهارمنار نیز از این قاعده مستثنی نبوده و نام‌های خانوادگی متأثر از حرفۀ نساجی و پارچه‌بافی، به کرّات در میان اهالی این محله به چشم می‌خورد. نام‌هایی همچون: سوف‌باف، محرمات،محرماتی {{مُحَرَمات پارچه‌ای راه راه با بافت مشابه ترمه است و معمولاً به عنوان شال کمر مورد استفاده قرار می‌گرفته است. محرماتی نیز به فردی اطلاق می‌شده است که به تولید این نوع پارچه اشتغال داشته است.}}، ترمه‌باف، طاقه‌باف، نیرنگ، دستمال‌باف، چیتی، مخملی، رفوگر و ... گویای این مدعاست.

یک نمونه چرخ نخ‌ریسی نساجان چهارمناری در موزۀ میرخضرشاه، اهداییِ سید احمد سیدابراهیمی

در میان انواع صنایع ریسندگی، شَعربافی و ترمه‌بافی از ازمنه‌ی قدیم تا چند دهه گذشته، بیشترین رواج را در میان اهالی چهارمنار داشته است . رونق ترمه‌بافی در چهارمنار به حدی بود که این محله به عنوان یکی از مراکز اصلی تولید و دوخت ترمه در یزد شناخته می‌شد. این مهم در اسناد و منابع تاریخی و همچنین در نام خانوادگی برخی از ساکنین چهارمنار قابل مشاهده است. از جمله ترمه‌بافان نامدار چهارمنار در دوران پهلوی می‌توان به محمدعلی طاقه‌باف و پدرش، میرزا حسن پوشش (معروف به حسن شتردار)، سیدولی چراغچی و ... اشاره نمود.

همچنین در چهارمنار، گروهی نه چندان اندک به پیشۀ زرگری و طلافروشی اشتغال داشته‌اند. نام‌های خانوادگی چون «زرگر» و «زرگرچی» و امثال آنها در محله چهارمنار شهرتی نامأنوس نبوده و در منابع دوره قاجار نیز این نام‌ها به‌عنوان پیشه و شهرت در میان اهالی چهارمنار ذکر شده است.  امروزه نیز طلافروشان این محله از سرشناس‌ترین افراد در صنف زرگری یزد به شمار می‌روند.

فاطمه صغرا گلابتون، خیاط چیره‌دست چهارمناری. سال ۱۳۲۰ خورشیدی

افزون بر آنچه ذکر شد، قنادی و شیرینی‌پزی نیز از جمله مشاغلی بود که گروهی از اهالی چهارمنار به آن اشتغال داشتند. خاندان عابدی از قنادان باسابقه و خاندان سادات موسوی از شیرینی‌پزهای قدیمی ساکن این محله به شمار می‌آیند. همچنین، در گذشته سیدمحمود چراغچی، فرزند سید ابوالقاسم، در مغازه خود واقع در حوض ملتکیه (مغازه کنونی محمدحسین محرمات مشهور به عباس موتوری) به فروش شیرینی مشغول بود. حسین پویه {سالاری} معروف به «حسین چوغور» نیز از بستنی‌فروشان دوره گرد ساکن چهارمنار بوده است.

زنان محله چهارمنار نیز هر یک در منزل خود که به مثابه یک واحد تولیدی عمل می‌کرد، غالباً به شعربافی و امور نساجی اشتغال داشته و به اقتصاد خانواده یاری می‌رساندند. افزون بر این، گروهی از آنان با فروش تنقلاتی همچون خروس‌قندی کسب روزی می‌نمودند و برخی دیگر که از تبحر بیشتری برخوردار بودند، به امور پزشکی نظیر درمان به شیوۀ طب سنتی، حجامت، یا مامایی مشغول بودند. یکی از مشهورترین ماماهای کوی چهارمنار در روزگاری نه چندان دور، «مامان سکینه» از خاندان عاشق طوسی بوده است.

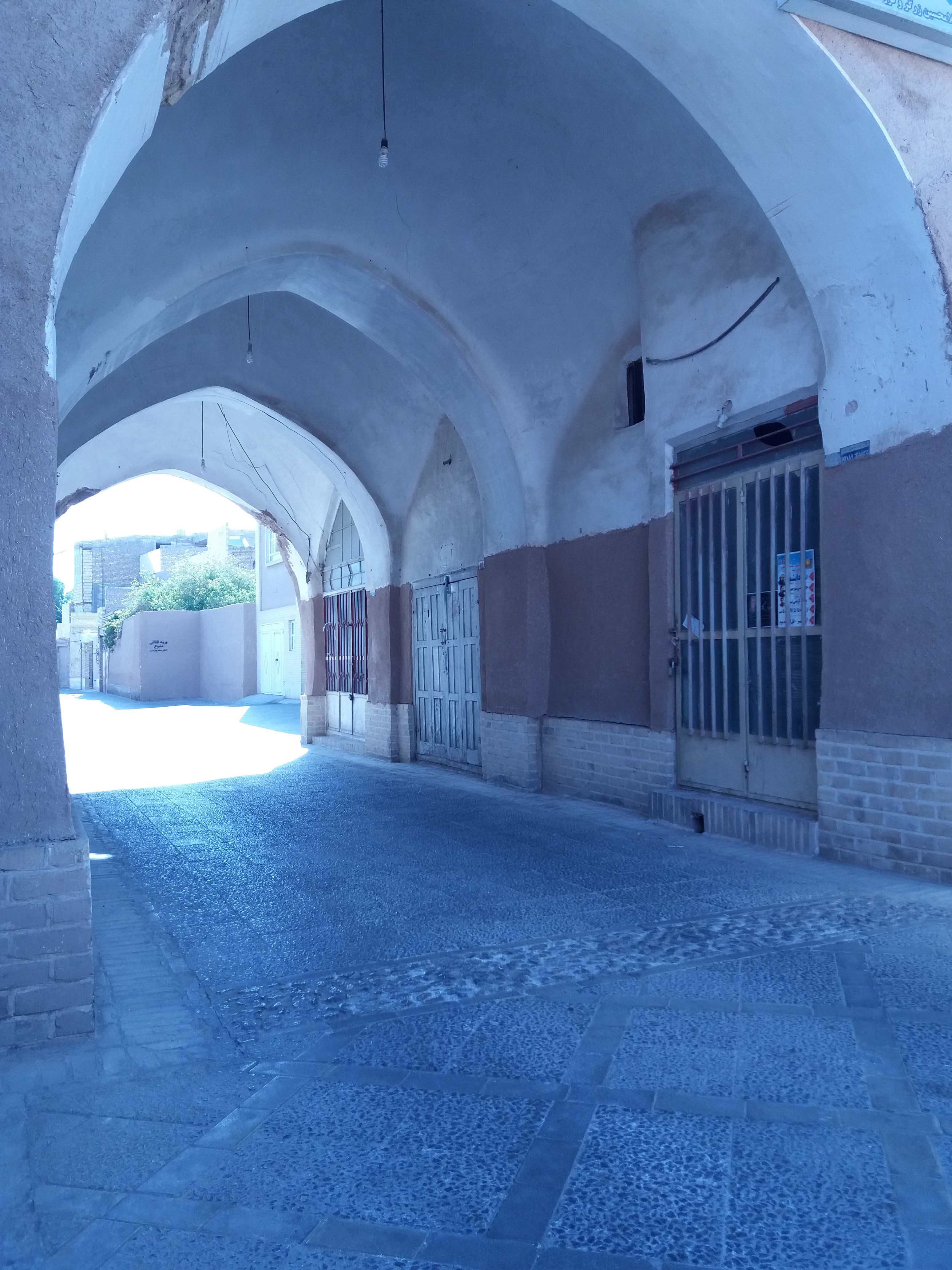
بازارچۀ صدری چهارمنار نزدیک دروازۀ چهارمنار

در مجموع تا چند دهه پیش، کوی چهارمنار مأمن اماکن متعددی با کارکردهای اقتصادی بود. اماکنی همچون کاروانسرای سید حیدری که محلی برای دادوستد عمده و خرد محصولات کشاورزی بود (این محصولات عمدتاً از روستاها و باغ‌های اطراف شهر به این مکان آورده می‌شد) و همچنین «نواقلی» واقع در کنار مسجد کوچک چهارمنار که عهده‌دار دریافت عوارض از بارهای وارده بود، گواهی بر این مدعاست. علاوه بر این، وجود بازارچه‌هایی همچون بازارچه کاشی‌زاده (سر حوض ملتکیه)، بازارچه صدری چهارمنار (که امروزه رونق گذشته خود را از دست داده است)، بازارچه میرخضر شاه،بازارچه گنجی کوچه بیدآباد که در خیابان‌کشی سال ۱۳۲۲ خورشیدی تخریب شد، بازارچۀ تخریب شدۀ جنب «حسینیۀ شهداء» و نیز مغازه‌های قدیمی «کوچه شهید چیتی» (که در دهه ۱۳۸۰ خورشیدی تخریب و جای خود را به پارکینگ داد) همگی دلیلی بر رونق اقتصادی این محله در گذشته بوده‌اند.

## مردم شناسی و فرهنگ اهالی چهارمنار
محله چهارمنار یزد، به واسطۀ حضور مراکز علمی متعدد، از دیرباز تا چنددهه پیش یکی از کانون‌های علمی یزد به شمار می‌رفته و ساکنان آن از فرهنگ و سوادی درخور بهره داشته‌اند. از جملۀ این مراکز می‌توان به مدرسه شمسیه با کارکرد آموزش علوم دینی و پزشکی و دارای کتابخانه‌ای نفیس، مدرسه غیاثیه و مسجد میرخضرشاه که کودکان در آن به کسب علوم دینی می‌پرداخته و واعظ و دانشمندانی راهنمای مردم بوده‌اند، اشاره نمود. همچنین حضور عالمان و دانشمندانی چون میرزا محمد سمیع طبیب ، سیدابوالحسن حیدری شاعر، میرزا علی اکبر مجتهد مصلّائی از مراجع تقلید و ... در طول تاریخ این محله، در ارتقای سطح فرهنگی ساکنان آن بی‌تأثیر نبوده است.

امیررضا وزیری، بازیگر چهارمناری از خانواده‌های ریشه‌دار و فرهیختۀ وزیری و بدیعی، در سریال «پرانتز باز» در کنار طناز طباطبایی

علاوه بر آنچه گفته شد، پیشه و معیشت اهالی چهارمنار عمدتاً بر نساجی و شَعربافی استوار بود. ذات حرفۀ نساجی که شاغلین آن را به انزوا در گوشه‌ای از زیرزمین‌های نمناک و تاریک هدایت می‌کرد، به گونه‌ای بود که اکثر شَعربافان یزدی را افرادی آرام و محافظه‌کار بار می‌آورد. لذا زنان و مردان چهارمنار که همواره در کنج خانه یا زیرزمین خانه‌های قدیمی مشغول بافتن و دوختن بودند، به ندرت پیش می‌آمد که برای دیگران مزاحمتی ایجاد کرده و یا موجب جار و جنجال شوند.در نقطه مقابل محله چهارمنار، محلاتی وجود داشتند که ساکنین آنها به مشاغلی دشوار، مانند پیشۀ مسگری، اشتغال داشتند. این افراد به دلیل سروصدای ناشی از مسگری، از اعصاب ضعیفی برخوردار بوده و در نتیجه، به سادگی کنترل خویش را از دست داده و درگیر مجادله و نزاع می‌شدند .

روح‌الله مفیدی نصرآبادی، چهره‌پرداز و بازیگر سینما و تلویزیون، فعال فرهنگی و از پیشگامان اجرای تئاتر در یزد بود و چندین سال در محلۀ چهارمنار سکونت داشت.

یکی از عوامل مؤثر در انزوا و گوشه‌گیری اهالی چهارمنار، که در شکل‌گیری خلق و خوی آرام ساکنین این محل نقش به‌سزایی ایفا نمود، حضور صوفیان و دراویش در خانقاه‌های متعدد این محله بود. زیرا محله چهارمنار از دیرباز یکی از مراکز مهم تصوف خانقاهی یزد محسوب می‌شده است . صوفیان و دراویش، که پیروان پرشماری در یزد داشتند، همواره روشی مبتنی بر دنیاگریزی و انزوا را در پیش گرفته و از برخورد و مجادله با قدرت‌های زمان پرهیز می‌کردند . این شیوه زندگی، به تبعیت از مشی صوفیان، در میان بسیاری از اهالی یزد و به ویژه ساکنین محله چهارمنار نیز رواج یافت.

حسین ناصربافقی،موسیقی‌دان چهارمناری و مروج فرهنگ و هنرایرانی، در جوار استاد خویش، محمدرضا شجریان.دهۀ ۱۳۷۰ خورشیدی

مراسم پیوند زناشویی خانواده‌ای اصالتاً چهارمناری، از شهروندانِ خوشنام شهر هیوستون در ایالت تگزاس آمریکا، با حضور عاقد، مخلوطی از فرهنگ ایرانی و آمریکایی. سالِ ۲۰۱۰ میلادی

همچنین باید خاطر نشان ساخت که همان‌گونه که سطح فرهنگ ساکنان محلۀ چهارمنار در مرتبه‌ای شایسته و مطلوب قرار دارد و شمار عربده‌کشان، معتادان به مواد مخدر، و زنان بدکاره در این محله به‌ندرت و به‌اندازه انگشتان دست نمی‌رسد، به همان میزان نیز تعصب سنتی و حمیت مذهبی در میان اهالی چهارمنار در سطحی بالا و چشمگیر است. این تعصب را می‌توان جلوه‌ای از عدم انعطاف‌پذیری و خشک‌مزاجی گروهی از ساکنان این محله دانست که بی‌تردید، ریشه در اقلیم خشک و طبیعت سخت‌گیرانۀ یزد دارد.

فاطمه صغرا گلابتون، زن چهارمناری با پوشش بومی و سنتی بانوان مسلمان یزد - اسفند ۱۳۶۳

یک زن یزدی با پوشش امروزی و غیر سنتی در محلۀ چهارمنار و زیارتگاه سیدشمس‌الدّین

جلوۀ بارز حمیت مذهبی اهالی چهارمنار را می‌توان در پوشش زنان این محله مشاهده نمود؛ تا چند سال پیش چادر، آن هم با غلبۀ رنگ‌های تیره، تنها پوشش پذیرفته شده در میان ساکنان چهارمنار به شمار می‌رفت. حتی در سال ۱۳۵۰ و در خلال سلطنت پهلوی دوم، که ترویج بی‌حجابی در زمرۀ فعالیت‌های فرهنگی حکومت قرار داشت ، و در شرایطی که بخشی از سکانس‌های فیلم «مکافات» به کارگردانی کامران قدکچیان در محلّۀ چهارمنار فیلمبرداری می‌شد، برای سکانسی در خانۀ علومی‌ که قرار بود دختری همراه با آواز مصطفی جاویدان در مراسم عروسی به رقص درآید، عوامل فیلم با توجه به جوّ حاکم بر یزد و محلّۀ چهارمنار، تصمیم گرفتند کلاهی بر سر دختر رقصنده قرار دهند تا برچسب بی‌حجابی از او زدوده شود و از بروز هرگونه مشکل احتمالی در این زمینه جلوگیری به عمل آید. 

لذا جای شگفتی ندارد که قریب به اتفاق زنان چهارمناری از چادر به عنوان پوشش استفاده می‌کنند و در دهه‌های پیشین ساکنان این محل، به ویژه سالمندان، به سختی حضور زنان غیرچادری را در محله خود برمی‌تابند. در باور برخی از ایشان، زن غیرچادری که در گویش محلی «فُرمی» یا «مانتویی» نامیده می‌شود، نمادی از زن غیراصیل و بی‌هویت است.

در سالیان گذشته، در مواردی معدود در محلۀ چهارمنار؛ مشاهده شده است که طی آن، زنی غیربومی به دلیل عدم استفاده از چادر و پوشش مانتو، ناچار به ترک منزل مسکونی خود و کوچ از این محله گردیده است. البته در چند سال اخیر، با توجه به وقایعی همچون ثبت جهانی یزد و حضور گردشگران، افزایش مهاجران شهرستانی، وقایع پاییز ۱۴۰۱ و ...، از شدت این حمیت مذهبی و تعصب سنتی تا حدی زیادی کاسته شده است. به نحوی که حتی در همان خانواده‌های سنتی سابق نیز، پوشش‌های جدید و مد روز در میان زنانشان مشاهده می‌شود و نشانی از سنت‌گرایی پیشین در میان ایشان به چشم نمی‌خورد. 

نمود دیگری از تعصب سنتی و حمیت مذهبی اهالی چهارمنار را می‌توان در واقعۀ بهائی‌کشی ملاحظه نمود. اگرچه در دوران مظفرالدّین شاه قاجار، محلۀ مسجد جامع مرکز پیروان بهائیت در یزد به شمار می‌رفت و جمعیت بهائیان در آن منطقه قابل توجه بود،اما در میان محله‌های یزد، بیشترین تعداد کشته‌شدگان بهائی در بلوای بهائی‌کشی، متعلق به محلۀ چهارمنار بود که به هشت نفر می‌رسید. اگرچه آشوب بهائی‌کشی ابعاد و زوایایی متعدد داشت، لیکن یکی از ابعاد آن، مؤید عمق تعصبات برخی از ساکنین این محله در گذشته است.

## ساکنان غیرمسلمانان در چهارمنار
محلۀ چهارمنار یزد، به دلیل استقرار در بافت شهری یزد و فاصله از بازار بزرگ شهر، عمدتاً محل سکونت مسلمانان بوده است. زیرا یهودیان بیشتر در اطراف بازار ساکن بوده و به تجارت قماش و پارچه اشتغال داشتند و زرتشتیان نیز با توجه به باورهای مذهبی خود، به کشاورزی گرایش داشته و در حومه شهر زندگی می‌کردند.

با این حال، تعداد اندکی از غیرمسلمانان نیز در چهارمنار ساکن بوده‌اند که از جملۀ آنها می‌توان به چند خانوادۀ بهایی در دوران قاجار و پهلوی اشاره کرد. 

ایضاً، با توجه به وجود باغات کوچه‌بندان که در تملک نمیرنمیریان، از زرتشتیان متمول تفتی، بوده است، تعدادی از کشاورزان زرتشتی نیز در کوچه‌بندان سکونت داشته‌اند؛ اما امروزه دیگر اثری از حضور زرتشتیان در این منطقه نیست.علاوه بر این، در حال حاضر، دو خانوادۀ یهودی‌تبار که به اسلام گرویده‌اند، در محلۀ چهارمنار ساکن هستند .

## برخی رویدادهای تاریخی محله چهارمنار
- غیاثیه چهارمنار و قحطی یزد

تصویری از بقعۀ شاه سید رضا در دهۀ ۱۳۴۰ خورشیدی که احتمالاً باقیماندۀ مدرسۀ غیاثیه است

در سدۀ هشتم هجری، امیر غیاث‌الدّین علی یزدی، وزیر شیخ ابواسحاق اینجو، در جوار رودخانه و سیل‌گیر چهارمنار، نقشۀ احداث بقاع ثلاث (مدرسه، خانقاه و مسجد) را از شیراز به یزد ارسال نمود. این مجموعه شامل مدرسه‌ای دو طبقه بود که با کاشی‌های نفیس و خوش‌نقش، آراسته به خطوط دلنشین اثر خطاط نامدار، عبدالله صیرفی تبریزی، مزین شده بود. نقل است که صیرفی در قبال این اثر، سی هزار دینار دریافت کرده است. درگاه مدرسه با دو منارۀ باشکوه زینت یافته و اطراف این بنا، باغات سرسبز و درختان دل‌انگیز احداث شده بود. مورخان، سال اتمام این مجموعه را ۷۳۳ هجری قمری ثبت کرده‌اند.

در پی زوال ایلخانان و در بحبوحۀ منازعات آل‌مظفر و  آل‌اینجو، نبردی سهمگین میان شیخ ابواسحق، حاکم فارس، و مبارزالدّین محمد مظفری، حاکم یزد، درگرفت. در این گیر و دار، شهر یزد ماه‌ها در محاصرۀ سپاهیان شیخ ابواسحق قرار گرفت و قحطی هولناکی دامن‌گیر اهالی آن دیار شد. شدت قحطی و گرسنگی به حدی بود که مردم یزد به ناچار به خوردن جانورانی همچون سگ و گربه روی آوردند و و حتی روایت شده است که برخی افراد، به افعال شنیع دست زده و به خوردن گوشت انسان مبادرت می‌ورزیدند.

با وجود تمامی تلاش‌ها، شیخ ابواسحاق که چندین فیل در اختیار داشت و آن‌ها را برمی‌انگیخت تا با خرطوم‌های خود درختان را از ریشه برکنده و حصار یزد را تخریب کنند، در تسخیر این شهر ناکام ماند. مبارزالدین مظفر نیز، به دلیل خصومت و دشمنی، قصد ویران‌سازی مدرسۀ غیاثیه را که به دست وزیر شیخ ابواسحاق بنا نهاده شده بود، داشت. با این حال، به واسطۀ شفاعت بزرگان و معتمدین یزد، تنها درگاه و ساباط غیاثیه تخریب گردید.

غیاث‌الدین علی که در شیراز اقامت داشت، در پی دسیسه‌چینی دشمنانش، به اتهامی واهی مبنی بر داشتن روابط نامشروع با تاجی/تاشی خاتون، مادر شیخ ابواسحاق، مواجه گردید. از بیم جان، در میان گل‌های بهاری شیراز پنهان شد. با این حال، شیخ ابواسحاق او را یافته و در همان مکان او را به قتل رساند. پیکر غیاث‌الدین علی، وزیر مقتول، در سال ۷۴۶ هجری قمری از شیراز به یزد منتقل شد و در مدرسه‌ای که به دست خود او بنا نهاده شده بود، به خاک سپرده شد.
 این احتمال، هر چند ضعیف، وجود دارد که بقعه شاه سیدرضا، باقی‌مانده‌ای از مجموعه غیاثیه باشد.
- لشکر اسنکدر در چهارمنار

پس از مرگ تیمور لنگ، نزاعی بر سر جانشینی وی در میان شاهزادگان تیموری درگرفت. در این میان، اسکندر بن عمر شیخ بن تیمور از جمله مدعیانی بود که با هدف تصرف ایالت فارس، عزم تسخیر یزد را نمود. لیکن این فتح چندان آسان میسر نشد و سپاهیان وی نزدیک به سه ماه به محاصره یزد پرداختند تا آنکه به مقصود خود نائل آمدند. در این مدت، لشکر اسکندر تیموری در چهارمنار و اهرستان اتراق گزید.بی‌شک، این اقامت سه ماهه لشکر کثیرالعددی که نیازمند تأمین مایحتاج و ارضای غرایز طبیعی و شهوانی خویش بود، مصائب فراوانی را بر مردم یزد تحمیل نمود.

- خشکسالی و قحطی و سیل در چهارمنار

در سال ۸۵۸ هجری قمری، خشکسالی عظیمی ولایات یزد را فراگرفت که در پی آن، بیماری واگیردار «وبا» گریبان‌گیر مردم شد. در نتیجه، بیشتر باغات یزد به کلی نابود گردید. در این میان، بزرگان و مفاخر شهر همچون عمادالدین مسعود بنی تمیمی، عمارت کنندۀ ملتکیه و حمام زنانۀ چهارمنار، شرف‌الدین علی یزدی، و بسیاری دیگر از شخصیت‌هایی که خدمات شایانی به شهر یزد ارائه داده و عامل رونق و شکوفایی آن بودند، چشم از جهان فروبستند.

اما گویی این خشکسالی پایان مصائب مردم یزد نبود، چرا که دو سال بعد و در ۲۳ فروردین ماه سال ۸۶۰ ه.ق نیز سیل ویرانگری یزد و مناطق اطراف آن را در نوردید. این سیل موجب نابودی بسیاری از باغ‌ها و روستاها و تخریب بخش عظیمی از بناهای محلات یزد، از جمله باغ صوفیان، اسکندریه، باغ کمال، دهوک اعلی و سفلی، مصلی عتیق، درِ مدرسۀ عبدالقادریه، پشت باغ عزآباد و کوچه خطیر تا چهارمنار شد. 

- مجتهد مصلایی و حاکم قجری

در زمانی که برای نخستین بار شاهزاده سلطان حسین میرزا، ملقب به جلال‌الدّوله، فرزند ارشد مسعود میرزا ظل‌السلطان، پسر ناصرالدین شاه و نواده دختری (همدم الملوک) امیرکبیر، زمام امور یزد را به دست گرفت، در بدو ورود خود به مقر حکومتی، در باغ دولت‌آباد جلوس کرد. بزرگان و شخصیت‌های سرشناس یزد جهت عرض تبریک و خوش‌آمدگویی به حضور او شرفیاب شدند. پس از آن‌که افراد بسیاری آمدند و رفتند، جلال‌الدوله رو به اطرافیان کرد و پرسید: «آیا کسی هست که هنوز به نزد ما نیامده باشد؟» حاضران در پاسخ گفتند: «بله، عالمی است به نام شیخ علی‌اکبر مصلایی.» جلال‌الدوله، به کنایه و یا به جدیت، گفت: «بسیار خب، ما خود به دیدار او خواهیم رفت.»

جلال‌الدوله با تشریفات بسیار روانه مسجد بزرگ چهارمنار گردید.در آنجا روحانی ساده‌زیست و بی‌پیرایه‌ای را دید که بر روی زیلویی گسترده، در حال تدریس برای شاگردان خویش است. جلال‌الدوله خطاب به یکی از خدمتکاران خود گفت: «بروید و فرش «قَرَمَنگوله» را از خزانه بیاورید!» در همان دم، علی‌اکبر مجتهد مصلایی رو به حاکم کرده و گفت: «ما نیازی به فرش نداریم. اگر قصد بخششی دارید، بهتر است نذری را که پیش‌تر کرده‌اید، ادا فرمایید.» جلال‌الدوله با حیرت و شگفتی گفت: «من برای بانو فاطمه معصومه نذری کرده بودم (ظاهراً همان فرش را) و به خداوند قسم، جز من کسی از این نذر من آگاه نبود.»

- بلوای بهائی‌کشی یزد در چهارمنار

بلوای بهائی‌کشی (که به اشتباه بابی‌کشی نامیده می‌شود)، آشوبی بود که در دوران سلطنت مظفرالدین شاه قاجار، در اولین روز تیرماه سال سال ۱۲۸۲ هجری شمسی، مصادف با ۲۱ ربیع‌الاول ۱۳۲۱ هجری قمری به وقوع پیوست. در خلال این حوادث، ۸۴ تن از پیروان بهائیت، از جمله دو زن، کشته شدند.عوامل متعددی در وقوع این واقعه مؤثر بودند که از زمره نتایج آن، می‌توان به زمینه‌سازی برای برپایی مشروطه غیر اسلامی و غیر شرعی اشاره نمود .

میرزا علی‌محمد ورقا یزدی و فرزندش روح‌الله ورقا یزدی، از بهائیان یزد در غل و زنجیر که در زمان قاجار کشته شدند.

یکی از نخستین و مهم‌ترین عوامل ایجاد آشوب، اختلافات فرقه‌ای و نفاق عمیق میان بابیه ازلی و بهائی بود. ازلیان، میرزا یحیی نوری معروف به صبح ازل را جانشین برحق علی محمد باب می‌دانستند، در حالی که بهائیان، برادر بزرگتر و نانتی یحیی نوری، حسینعلی نوری ملقب به بهاءالله را به عنوان رهبر خود می‌پذیرفتند.همین اختلاف نظر بنیادین، موجب شد تا این دو گروه با خشونت تمام درصدد نابودی یکدیگر برآیند. 

شایان ذکر است که به دلیل جمعیت کمتر ازلیان نسبت به بهائیان، این گروه اغلب به تقیه روی آوردند و با تظاهر به اسلام و تشیع، کوشیدند تا هویت واقعی خود را پنهان کنند. برخی از آنان حتی با نفوذ در میان روحانیت و یا انتشار شایعات دروغین، فتاوای قتل برای بهائیان صادر می‌کردند .

علت دیگری که به وقوع حادثه بهائی‌کشی دامن زد، مقاومت اتابک اعظم، صدراعظم وقت ایران، در برابر زیاده‌خواهی‌ها و سیاست‌های استعماری دولت‌های بیگانه، به ویژه انگلستان بود. این مقاومت سرسختانه، دولت‌های خارجی را بر آن داشت تا با ایجاد آشوب و ناآرامی در ایران، اتابک را نالایق و ناکارآمد جلوه داده و زمینه را برای برکناری یا حذف او فراهم آورند. ازلیان که با عوامل انگلیسی مناسباتی عمیق داشتند ، در این آشوب‌ها نقشی فعال ایفا نمودند و نهایتاً اتابک اعظم نیز توسط جوانی مشروطه‌خواه بابی به نام عباس‌آقا صراف تبریزی به قتل رسید .
به هر روی، آتش خانمان‌سوز فتنه و آشوب بهائی‌کشی در یزد، نخست از محله چهارمنار شعله‌ور شد و به‌سرعت سراسر شهر را در کام خود فرو برد. دو تن از اوباش و اراذل این محله، به نام‌های «جواد زرگر» فرزند علی زرگر و «حاجی صادق {عابدی}» فرزند زینل ، در اقدامی، جوانی بهائی به نام علی، فرزند غلام‌حسین ترمه‌باف را با ضربات چاقو به شدت مجروح ساختند. سپس، بی‌درنگ به سوی امامزاده جعفر گریخته و در آنجا بست‌نشینی و تحصن پیشه کردند تا از تعقیب مأموران حکومتی در امان باشند .

اگرچه این غائله با دخالت قوای حکومت مرکزی به پایان رسید و جواد زرگر که ابزار دست آتش‌افروزان این آشوب، نظیر جلال الدوله حاکم یزد، شده بود، به فرمان وی در روستای بهائی‌نشین عباس‌آباد پیشکوه (ته دشت) گردن زده شد ، اما در هیچ‌یک از سه منبع بهائیان در خصوص واقعه بهائی‌کشی یزد، مطلبی دال بر ارتکاب قتل فردی بهائی از سوی این دو شخص مشاهده نمی‌شود .

صدرالسلطان، از بهائیان اردکان، در دوران قاجار توسط سلطان‌العلما و ضیاءالعلما، که به احتمال فروان از ازلیان نهان‌زیست و متظاهر به اسلام و از اجداد سید محمد خاتمی بودند ، کشته شد.

ذکر این نکات حائز اهمیت است که، علی زرگر، فردی تبهکار و مجرم بود که به دلیل قتل عبدالوهاب تفتی، پیشکار مشیرالممالک، یکی از گوش‌هایش را به عنوان مجازات بریده بودند و متعاقباً به سبب ارتکاب جرمی دیگر، گوش دیگر وی نیز بریده شد و در زندان شیراز محبوس گردید . همچنین، آزادی او از زندان به دستور جلال‌الدوله، حاکم یزد، که وی نیز با بابیان و انگلیسی‌ها مناسباتی داشت، صورت پذیرفت  آزادی‌ای که بی‌شک با هدف بهره‌برداری سیاسی حاکم یزد از وی صورت گرفته بود؛ زیرا هیچ توجیهی منطقی برای آزادی فردی با چنین سوابق جنایی قابل تصور نیست.

همچنین حکم قتل بهائیان، عمدتاً به صورت خلاف واقع به مراجع مسلمان نسبت داده شده است.در منابع بهائی آمده است که پس از فرار حاجی صادق عابدی و علی زرگر به امامزاده جعفر، سید حیدر بارنویس به منزل میرسیدعلی حائری، از مراجع و روحانیون برجستۀ یزد، مراجعه کرد تا مجوز قتل بهائیان را دریافت کند. با این حال، میرسیدعلی حائری با این درخواست مخالفت نمود و آن را خلاف شرع دانست. اما سید حیدر بارنویس با حضور در امامزاده جعفر، مدعی شد که حکم قتل عام بهائیان از سوی میرسیدعلی حائری صادر شده است. این ادعا دروغین، بر دامنۀ خشونت‌ها افزود و موجب تشدید اغتشاشات در یزد شد. .از این رو، بعید نیست که سید حیدر بارنویس، ازلیِ نهان‌زیستِ متظاهر به اسلام بوده و با این دروغ‌پراکنی، قصد قتل مخالفان خود را داشته باشد.

در نهایت نکتۀ مبهم و قابل تأمل در واقعۀ بهائی‌کشی یزد، محل سکونت قربانیان است. مرکز پیروان بهائیت در یزد، محلۀ وقت‌الساعت (مسجد جامع) بود  و بسیاری از یهودیان ساکن در این محله به بهائیت گرویده بودند. امروزه نیز تنها کنیسۀ فعال یهودیان یزد به نام «کنیسه ملاآقا بابا» در محلۀ مسجد جامع واقع شده است . اما اکثر کشته‌شدگان بهائیِ بلوایِ بهائی‌کشی شهر یزد، ساکن محلۀ چهارمنار و سپس محلۀ فهادان بودند که اغلب بهائیان این محلات، مسلمان‌زاده و از اقشار متوسط و ضعیف جامعه، نظیر شعربافان و ترمه‌بافان، بودند . طبق اسناد سازمان ملی بهائی، هیچ‌یک از بهائیان ساکن محلۀ مسجد جامع در این واقعه کشته نشدند .

| نام کشته‌شدگان                      | محل و مکان قتل |
| ---------------------------------- | --- |
| مشهدی حسین شاطر دیوان              | توسط خلیل، کالسکه‌چیِ مشیرالممالک، در کوچه‌بندان کشته شد |
| علی پسر غلام‌حسن ترمه‌باف            | توسط جواد زرگر و حاجی صادق {عابدی} مجروح و سپس توسط عوامل مرموزی در خانه‌اش در کوچه‌بندان، از پشت‌بام به پایین انداخته شد و پس از قتل، قطعه‌قطعه شد                                                                  |
| محمد اخوان‌صفا                      | در کوچه‌بندان، توسط افراد مرموزی کشته می‌شود؛ سپس، پس از قتل، جسدش را به میدان امیرچقماق برده و آتش زدند |
| میرزا غلامحسین، خواهرزادۀ اخوان‌صفا | در کوچه‌بندان، مقابل چشم دو خواهر خود و مادرش به قتل می‌رسد. مادرش در جهت ممانعت از قطعه‌قطعه کردن جسد فرزندش نیز، از ناحیه بازو شدیداً مجروح می‌شود. چند زن چهارمناری زخم مادر را پانسمان کرده و از او پرستاری کردند |
| سید علی ترمه‌باف پسر سید حسن        | در حوض‌ملتکیه، سه نفر به رهبری سید حیدر بارنویس و خلیل کالسکه‌چی با شلیک چند گلوله وی را به قتل رساندند. سپس، سید محمد زرگر سر مقتول را از بدن جدا کرد                                                             |
| غلام‌حسن ترمه‌باف                    | به روستای منشاد می‌گریزد و در آنجا به قتل می‌رسد. پس از قتل، سرش را به شهر می‌آورند |
| میرزا ابراهیم خرمشاهی              | به روستای «دره» گریخته و در آنجا کشته می‌شود |
| محمدهاشم دلال                      | به مهریز گریخته و در آنجا به قتل می‌رسد |

- شل‌زبانی مکتب‌دار چهارمناری

میرزا حسن پوشش مشهور به حسن شتردار در سنین سالخوردگی. اواخر دهۀ ۱۳۵۰ خورشیدی

روایت شده است که در مکتب‌خانۀ چهارمنار (پایگاه بسیج کنونی)، مکتب‌داری مشغول آموزش قرآن به کودکان و خردسالان بود. وی از ایشان خواست تا آیات ۷ و ۸ سورۀ زلزال، «فَمَن يَعۡمَلۡ مِثۡقَالَ ذَرَّةٍ خَيۡرࣰا يَرَهُ» و «وَمَن يَعۡمَلۡ مِثۡقَالَ ذَرَّةٍ شَرࣰّا يَرَهُ» را تلاوت کنند. اما مکتب‌دار دچار اختلال در تکلم و شل‌زبانی بود و برخی حروف را به‌درستی ادا نمی‌کرد، به‌طوری که «خَيۡرࣰا يَرَهُ» را «خَـیّــاً یَیَه» و «شَرࣰّا يَرَهُ» را «شَـیـاً یَیه» تلفظ می‌نمود. کودکان نیز به‌تبعیت از او، آیات را با تلفظی نادرست و مشابه مکتب‌دار قرائت می‌کردند.

مکتب‌دار از این موضوع آزرده شده و به کودکان تذکر داد: «شما مثل من نگویید خیّاً یَیَه و شیاً یَیه». مقصود وی این بود که تلفظ صحیح، «خَيۡرࣰا يَرَهُ» و «شَرࣰّا يَرَهُ» است، اما به‌واسطۀ اختلال گفتاری، همان تلفظ نادرست را تکرار می‌کرد. کودکان نیز گمان می‌بردند که با توجه به تأکید و تذکر مکتب‌دار، «شیاً یَیه» و «خیاً یَیَه» تلفظ صحیح است و از او تقلید می‌کردند. در پی این تقلید، استاد خشمگین شد و با ترکه، کودکان را تنبیه کرد که چرا با وجود راهنمایی وی، همچنان تلفظ اشتباه را تکرار می‌کنند.

یکی از کودکان به نام میرزا حسن، از بی‌انصافی و ناآگاهی مکتب‌دار و تنبیه بدنی خشمگین شده، از طبقۀ دوم مکتب‌خانه به پایین رفت. مکتب‌دار که گمان می‌کرد میرزا حسن قهر کرده است، به تدریس خود ادامه داد. اما ناگهان متوجه سر و صدایی شد و دریافت که میرزا حسن کلنگی آورده و پله‌های مکتب‌خانه را تخریب کرده است و او عملاً در طبقۀ دوم مکتب‌خانه محبوس شده است. در نهایت، با تلاش فراوان اهالی محل و همسایگان، مکتب‌دار را به زحمت از طبقۀ دوم آزاد کردند.

- جشن نمایندۀ شدن دکتر بقائی

ایستاده از راست: غلامرضا بقائی در کنار محمد بقائی با لباس نظامی. اوایل دهۀ ۱۳۲۰. منزل پدری شان در کوچه حمام چهارمنار.

دکتر محمد بقایی دو دوره در ادوار بیست و یکم و بیست و دوم مجلس شورای ملی به عنوان نماینده مردم تفت و یک دوره نیز در مجلس بیست و سوم به نمایندگی از مردم تهران برگزیده شد. روايت است پس از انتخاب او به عنوان نماینده مردم تفت در دهه چهل خورشیدی، اهالی چهارمنار جشنی باشکوه به مناسبت پیروزی وی در انتخابات تدارک دیدند و سراسر حوض ملتکیه تا خانه پدری بقائی در کوچه حمام چهارمنار را چراغانی کردند. سرپرستی این جشن را سید جلال میراب مَهینی از بزرگان چهارمنار بر عهده داشت. نقل شده است که اهالی چهارمنار از این رویداد چنان مسرور بودند که محمد بقایی را بر دوش خود حمل نمودند و چندین شتر و گاو قربانی کرده و در مجموع هزینه‌ای معادل مخارج ایام ویژه‌ای چون سوگواری محرم را صرف این مراسم نمودند.

## زنان برجستۀ چهارمنار
- ارسلان‌نسب خاتون: صفوه‌الدّین ارسلان‌نسب خاتون [۱۲۷] دختر سید شمس‌الدّین و فاطمه خاتون و نوادۀ خواجه رشیدالدین فضل‌الله همدانی وزیر بود. وی که تنها فرزند سیدشمس‌الدّین بود پس از فوت پدرش تولیت موقوفات شمسیه را برای مدت کوتاهی در دست گرفت. رکن‌الدّین شاه حسن وزیر آل‌مظفر فرزند او بود [۱۲۸][۱۲۹][۱۳۰].

- ملکه خانم: از خاندان نعمت‌اللهی [۱۳۱] و از سلسلۀ میرزائیان عباسیه بود. موقوفاتی برای برگزاری مراسم عزاداری در ملتکیه چهارمنار وقف کرد [۱۳۲]. مقبرۀ وی هم اکنون در میان پایگاه بسیج محله (مکتب‌خانه سابق) قرار دارد.

- عصمت‌الملوک نقیب‌زاده: عصمت‌الملوک نقیب‌زاده (میرخضرشاهی)، از نوادگان میرخضرشاه و از دبیران با سابقه یزد بود. حوزه فعالیت وی تدریس دروس مختلف در مدارس دخترانه بود. نقیب‌زاده همچنین مدیریت مدارسی مانند همت و شاهدخت را بر عهده داشت. شایستگی وی در مدیریت دبستان همت، در دی ماه ۱۳۳۷ منجر به تقدیر ریاست فرهنگ (آموزش و پرورش) یزد از او شد [۱۳۳].عضویت در شورای آموزش و پرورش یزد، از دیگر مسئولیت‌های وی در عرصه تعلیم و تربیت بود [۱۳۴].

آموزگاران زن یزدی. اولین نفر از چپ: نقیب‌زاده، فرد وسط: اقدس بقائی. سال ۱۳۵۰.

سفر استانی اشرف پهلوی به یزد برای شرکت در سمینار منطقه‌ای سال زن. نفر آخر اقدس بقائی رئیس سازمان زنان یزد. سال ۱۳۵۵

- اقدس بقائی: اقدس بقایی (۱۳۰۹-۱۳۹۳ خورشیدی)، فرزند میرزا ابوالحسن‌خان بقایی، فرماندار یزد، و فرخنده خانم، از سادات رضوی یزد، در محلۀ چهارمنار یزد به دنیا آمد [۱۳۵]. وی در سن یازده‌سالگی با پسرخاله‌اش نامزد و در پانزده‌سالگی با او ازدواج کرد. بقایی پس از ازدواج، تصمیم به ادامۀ تحصیل گرفت که در ابتدا با مخالفت خانواده‌اش مواجه شد. با این حال، او در سال تحصیلی ۱۳۳۷-۱۳۳۶ موفق به اخذ دیپلم گردید.

در سال ۱۳۳۲ خورشیدی، نخستین آموزشگاه خیاطی یزد را با عنوان «شهرزاد» در این شهر تأسیس کرد و به آموزش هنر خیاطی با روش «متریک» به هنرجویان پرداخت. او در سال ۱۳۴۱، به منظور تکمیل روش «متریک»، به کشور اتریش سفر کرد و پس از طی دوره‌ای هشت‌ماهه و کسب موفقیت و اخذ برترین نمره، در سال ۱۳۴۲ به ایران بازگشت در سال ۱۳۴۱ به تدریس خیاطی و خانه‌داری در چهار دبیرستان یزد، شامل دبیرستان‌های اشرف، شاهدخت، ایراندخت و شهناز، اشتغال داشت. وی در سال ۱۳۴۴ به عنوان مدیر اولین هنرستان دخترانۀ یزد با عنوان «محمد طاهری» منصوب شد. دو سال بعد، ضمن حفظ سمت در هنرستان طاهری، مدیریت اولین هنرستان بازرگانی دخترانۀ یزد را نیز بر عهده گرفت.

علاوه بر فعالیت‌های آموزشی و مدیریتی، بقایی سرپرستی افتخاری ۱۱ مؤسسۀ خیریۀ یزد را نیز بر عهده داشت. همچنین با یاری و همکاری مردم، ۱۷ مرکز سوادآموزی را در سطح استان یزد تأسیس کرد. از دیگر مسئولیت‌های متعدد وی می‌توان به ریاست سازمان زنان یزد به مدت نه سال، ریاست هنرستان حرفه‌ای و بازرگانی «محمد طاهری»، ریاست انجمن وابسته به جمعیت شیر و خورشید سرخ ایران، مسئولیت پیش‌آهنگی بانوان، عضویت در انجمن حفاظت آثار باستانی، نایب‌رئیسی انجمن نیکوکاری، مسئولیت خانه‌های فرهنگ روستایی، مسئولیت نهضت سوادآموزی بانوان، عضویت در هیئت منصفۀ دادگاه اطفال بزهکار و عضویت در هیئت‌رئیسۀ سازمان شیر و خورشید سرخ (بازرس) اشاره نمود .

اقدس بقایی که طعم مادر شدن را هیچ‌گاه نچشید، در پی عوارض ناشی از سکتۀ قلبی و مغزی، در تاریخ ۲۴ آبان ۱۳۹۳ در بیمارستان سیدالشهداء یزد در حالی که دچار کما شده بود، بستری گردید. وی سرانجام در تاریخ ۵ آذر ۱۳۹۳ چشم از جهان فروبست و در قطعۀ خانوادگی در آرامگاه خلدبرین یزد به خاک سپرده شد .
- بدرالملوک بدیعی: بدرالملوک بدیعی، در سال ۱۳۱۲ شمسی، در محله چهارمنار یزد متولد شد. پدر او، حسین خان بدیعی، از شاعران خوش‌قریحه و خوش‌خط عصر خویش به شمار می‌رفت، چنان‌که خاندان بدیعی به واسطه هنر ایشان، از سوی مظفرالدین شاه قاجار، مفتخر به لقب «بدیع‌الممالک» گردیدند.

بدرالملوک در عنفوان جوانی، در سن پانزده سالگی، به پیوند همسری میرزا محمد وزیری، فرزند اعتدال‌الملک، حاکم یزد قاجار، در آمد. حاصل این ازدواج، سه پسر و یک دختر بود که از آن جمله می‌توان به مهندس امیررضا وزیری، هنرمند نام‌آشنای تئاتر و تلویزیون، اشاره نمود.
بدرالملوک، هنر شعرآفرینی را در محضر پدر خویش فرا گرفت. هر چند در نظم اشعارش، گاه نشانه‌هایی از عدم آشنایی کامل با ظرایف صنایع بدیع به چشم می‌خورد، اما با توجه به اینکه وی از تحصیلات آکادمیک و کلاسیک در این رشته بی‌بهره بود و در هیچ انجمن و محفل ادبی حضور نیافت و از راهنمایی‌های اساتید فن بهره‌مند نگردید، این امر جای شگفتی ندارد .

نمونه‌ای از اشعار بدرالملوک بدیعی:
| ای خدا یار و مددکارم تویی      |  | ظاهر و باطن همه یارم تویی      |
| تو صبوری خواستی من سالها       |  | صبر کردم آگه از کارم تویی      |
| قهر و بدگویی نکردم از کسی      |  | شاهد گفتار و کردارم تویی       |
| گلشن جانم خزان شد ای دریغ      |  | با خبر از صدق گفتارم تویی      |
| دفتر اوراق جانم پیش توست       |  | داروی درد دل زارم تویی         |
| دختر درویش را اندر بهشت جای ده |  | زیـــرا مــددکــــارم تــویــی |

- سیده بی‌بی طاهره چراغچی: سیده بی‌بی طاهره چراغچی، متولد ۱۳۳۲ خورشیدی، فرزند سیدولی چراغچی و از نوادگان سیدمرتضی مازاری، تاجر حنا، و از سمت مادری از نوادگان علی‌اکبرخان تبریزی از خوانین تبریز عصر قاجار است. وی با وجود تحصیلات ابتدایی، به اذعان خود، قریحه شاعری نداشت تا اینکه در رؤیایی از دست یکی از سادات، قرآنی دریافت کرد که با گشودنش چشمه‌ای جوشید، وی از آن آب هم وضو می‌گیرد و هم می‌نوشد. این امر به‌طور معجزه‌آسا قریحه شاعری را در او بیدار کرد و بیماری صعب‌العلاجش را شفا داد [۱۳۹]. در رؤیای دیگری، با پیامبر اسلام دیدار کرد و به تشویق ایشان به انتشار اشعار خود پرداخت. چراغچی در مقدمۀ مجموعه اشعار خود تأکید دارد که هرگز ادعای شاعری نکرده و اگر کسی آثار او را «شعر» ننامد، بر ایشان ایرادی نیست؛ چرا که هدف او تنها ابلاغ آن چیزی است که توسط پیامبر به وی عطا شده است. از این رو، بیشتر اشعار چراغچی در مدح پیامبر اسلام و خاندانش سروده شده است [۱۴۰].

نمونه‌ای از اشعار چراغچی در ستایش علی‌بن‌ابی‌طالب:
| چون صدای او به فزت الکعبه شد |  | هم زمین و آسمان در لرزه شد |
| چون زدند شمشیر بر فرق سرش    |  | شد خضابِ خون علی در صورتش   |

بخشی از منظومۀ «اسکندرِ ذوالقرنین و خضر» سرودۀ چراغچی :
| آنگه سوی کوه قاف هر دو آمدند   |  | مردم آن شهر فریاد آمدند           |
| آمده جان بر لب ما مردم‌ها       |  | دست یأجوج و مأجوج بین حال ما      |
| قتل و غارت جان و مال ما کنند   |  | ظلم ناحق بین که بر ما کنند        |
| گفت ذوالقرنین چنین بر مردمان   |  | سازم ســـدی ز آهـــن بهـــرتـــان |
| سد را چون او بساخت و ره بِـبَـست |  | مردمان گفتند که او اسکندر است     |

## نقش‌آفرینی اهالی چهارمنار در انقلاب ۱۳۵۷
اهالی محلۀ چهارمنار، همچون بسیاری از مردم ایران، به عنوان بخشی از جنبش انقلاب ۱۳۵۷، در سقوط حکومت پهلوی نقش‌آفرینی کردند. در این میان، گروهی از اهالی فعالیت‌های بیشتری در جریان وقایع انقلاب داشتند. ذیلاً به معرفی برخی از این افراد پرداخته می‌شود.

- آقا سید جواد حیدری: براساس اسناد ساواک، سید جواد حیدری به عنوان امام جماعت مساجد برخوردار و چهارمنار یزد فعالیت می‌کرد. وی در جریان انقلاب اسلامی سال ۱۳۵۷، با دریافت دستورات و پیام‌های سید روح‌الله خمینی از طریق برادرش حاج سیدعلیرضا حیدری که در نجف ساکن بود، نقش مهمی در هدایت و سازماندهی نهضت اسلامی در استان یزد ایفا نمود. همچنین در منزل وی، نوار، کتب و اعلامیه‌های مربوط به انقلاب نگهداری می‌شد [۱۴۳].

سید جواد حیدری، در سن شصت سالگی، دهه ۱۳۶۰ خورشیدی

علاوه بر این، در برخی گزارش‌های ساواک ادعا شده است که سیدجواد حیدری، خود را در جایگاهی بالاتر از  محمد صدوقی می‌دانست و قصد داشت رهبری انقلاب اسلامی در یزد را به طور مستقل بر عهده گیرد . البته صحت این ادعا، با توجه به مشی محتاطانه و محافظه‌کارانه سیدجواد حیدری و نیز سیاست سازمان ساواک در ایجاد انشقاق و تفرقه میان نیروهای انقلابی ، مستلزم بررسی دقیق‌تر و همه جانبه می‌باشد.

حیدری را می‌توان از جمله روحانیونی با گرایش‌های سنتی دانست که برخلاف  محمد صدوقی، بر دوری جستن از امور سیاسی و عدم مداخله در آن اعتقاد داشت؛ رویکردی که پس از انقلاب نیز همواره آن را دنبال کرد. به همین سبب، سازمان ساواک یزد، این فاصله‌گیری و محافظه‌کاری را نوعی حس خودبرتربینی حیدری نسبت به صدوقی تلقی می‌نمود. لیکن، در حقیقت، این برداشت، مبتنی بر تحلیلی نادرست بود. گرچه حیدری از نظر خط و مشی، با برخی از رفتارها و تصمیم‌های مسئولان جمهوری اسلامی موافق نبود، اما با توجه به اینکه پیش از آغاز نهضت آیت‌الله خمینی، از طریق  سید موسی صدر با فعالان لبنانی در ارتباط بوده و به آنان کمک‌های مالی ارسال می‌کرده است و همچنین با عنایت به فعالیت‌های پنهانی و کمک به خانواده‌های تبعیدی و مخالفان حکومت پهلوی، می‌توان او را از مخالفان و مبارزان علیه رژیم شاه به شمار آورد .

سید علیرضا حیدری در کنار مهران فاطمی استاندار سابق یزد. حسینیه بزرگ چهارمنار.

- آقا سیدعلیرضا حیدری: سیدعلیرضا حیدری، فرزند سیدابوالقاسم، در سال ۱۳۱۸ خورشیدی متولد شد. او پس از پایان تحصیلات ابتدایی، به تحصیل در علوم حوزوی پرداخت و دوره‌های مقدماتی را در مدرسه خان یزد گذراند. در سال ۱۳۴۵ خورشیدی به عراق رفت و تحصیلات خود را در حوزه علمیه نجف ادامه داد. حضور او در درس خارج سید روح‌الله خمینی در نجف، به یکی از دوره‌های مهم تحصیلی‌اش تبدیل شد و زمینه ارتباط گسترده‌اش با سید روح‌الله خمینی را فراهم کرد. این ارتباط منجر به دستگیری او و فرزندش توسط حکومت بعثی صدام حسین پس از سفر سید روح‌الله خمینی به پاریس شد. پس از بازگشت به ایران، مدتی در قم اقامت داشت و در سال ۱۳۶۳ به یزد بازگشت. او در یزد به فعالیت‌های مختلف از جمله امامت جماعت در مسجد بزرگ چهارمنار و مسجد شاه طهماسب، تدریس علوم دینی، و توسعه مراکز دینی با نام «فاطمیه» پرداخت و در این زمینه نقش مؤثری ایفا کرد [۱۴۷].

- شیخ عباس دوست‌حسینی: عباس دوست‌حسینی (معروف به دوست‌حسینی یزدی)، فرزند علی، در سال ۱۳۱۵ خورشیدی در یزد زاده شد. وی در سال ۱۳۴۴ خورشیدی، در حالی‌ که از طلاب مدرسه عبدالرحیم‌خان یزد بود، به قم مهاجرت کرد و به اتهام شرکت در دعای توسل و دعا برای سید روح‌الله خمینی بازداشت شد. دوست‌حسینی که تحصیلات خود را در علوم دینی در حوزه‌های علمیه‌ی یزد و قم پیگیری کرده و از سخنرانان مذهبی برجسته به‌شمار می‌رفت، در کشورهای حاشیۀ خلیج فارس نیز سفرهای تبلیغی داشت. پس از این دستگیری، به تحصیلات دانشگاهی روی آورد و در سال ۱۳۵۰ خورشیدی از دانشکدۀ الهیات مشهد موفق به اخذ مدرک کارشناسی در رشتۀ الهیات شد. با این‌ حال، تحت فشارهای رژیم وقت، تاب مقاومت نیافت و ناگزیر به همکاری‌هایی با سازمان ساواک تن داد. وی در ادامه، در شهرهای مختلف، به‌ویژه شهرستان بم، به ایراد سخنرانی‌های نوبه‌ای پرداخت [۱۴۸].

چنان‌که در میان اهالی چهارمنار مشهور است، او در مجالس وعظ و خطابه، به انتقاداتی تند و گزنده علیه حکومت پهلوی و شخص محمدرضا شاه می‌پرداخت و بدین‌سان، جمع کثیری را به سوی خود جذب می‌نمود. پیروان وی نیز با الهام از سخنان آتشین او، به سر دادن شعارهایی علیه رژیم پهلوی همت می‌گماشتند که این امر، موجب شناسایی و دستگیری شماری از آنان گردید.

با شروع دورۀ جدید مبارزات گروه‌های انقلابی علیه حکومت پهلوی و گسترش دامنه‌ی انقلاب در کشور، دوست‌حسینی نیز در سال‌های ۱۳۵۶ و ۱۳۵۷ با تغییر رویکرد خود، به ایراد سخنرانی‌های انقلابی و انتقادی روی آورد. وی در سال ۱۳۵۶ خورشیدی، با وجود سکونت در محلۀ چهارمنار یزد، مراسم بزرگداشت سیدمصطفی خمینی را در بافق سازماندهی کرد.
دوست‌حسینی در سخنرانی‌های آتشین خود، به فعالیت بهاییان در کارخانۀ ذوب‌آهن بافق به‌شدت اعتراض می‌کرد و حتی دولت را تهدید کرده بود که در صورت عدم اخراج بهائیان (که تعدادشان در ذوب‌آهن بافق قابل‌توجه بود) آنان را به قتل خواهد رساند. همین موضع‌گیری‌های صریح موجب شد تا در شهریورماه ۱۳۵۷، پرویز ثابتی، رئیس اداره‌ی امنیت داخلی ساواک، دستور دستگیری او را به ساواک یزد و هرمزگان صادر کند. دوست‌حسینی در شهرستان میناب دستگیر و به مدت یک هفته بازداشت شد. 

دوست‌حسینی، پس از پیروزی انقلاب، به دلیل همکاری با ساواک، ناگزیر به ترک لباس روحانیت و خلع لباس گردید .

حسین مقدس در سن ۸۷ سالگی در مسجد میرخضرشاه

- حسین مقدس: حسین مقدس فخرآبادی، معروف به حسین مقدم، متولد سال ۱۳۱۶ خورشیدی، صاحب کتابفروشی «آوای اسلام» در خیابان شاه (انقلاب فعلی) بود. بر اساس گزارش‌های ساواک، وی از حامیان سرسخت محمد صدوقی محسوب می‌شد و هر شب در مسجد حظیره در جلسات سخنرانی او شرکت می‌کرد. نامبرده همواره خواسته‌های محمد صدوقی را تأمین، و علیه مخالفان او اقدام می‌نمود. عمده فعالیت حسین مقدم در جریان انقلاب اسلامی ۱۳۵۷، تکثیر و پخش نوارهای سخنرانی روحانیون مخالف حکومت پهلوی، از جمله ابوالقاسم مناقب، شاهرخ‌زاده و به‌ویژه سید روح‌الله خمینی بود. وی به دلیل این فعالیت‌ها، تحت نظر و پیگیری شدید ساواک قرار داشت [۱۵۱].

پس از پیروزی انقلاب، مقدس در شهر مشهد به تأسیس مهمانسرایی مبادرت ورزید و به پذیرایی از زائران حرم علی بن موسی‌الرضا، از جمله هیئت عزاداران چهارمنار، پرداخت. وی در حال حاضر در «کوچۀ شهید طاووسیِ» برزنِ کوچه‌بندانِ چهارمنار اقامت دارد و تا چند سال پیش، مغازۀ «آوای اسلام» توسط فرزند او اداره می‌شد.

- سیداحمد دعائی: سید احمد دعایی، فرزند سید محمد، مشهور به آخوند زارچی، در سال ۱۳۰۹ خورشیدی در کوچۀ سنگ‌تراشی، مجاور زیارتگاه امامزاده ابوجعفر یزد، متولد شد. وی که برادر بزرگ‌تر سید محمود دعایی بود، پس از اتمام دورۀ تحصیلات ابتدایی، به فراگیری علوم حوزوی در مدرسۀ شفیعیۀ یزد پرداخت و پس از مدتی رهسپار قم شد و در نزد استادان نامدار حوزۀ علمیۀ قم به تکمیل دروس خود همت گماشت. پس از بازگشت به یزد، در درس خارج محمد صدوقی حضور یافت و به موجب همین حضور، از سوی محمد صدوقی مأموریت تبلیغ دین و ترویج عقاید انقلابی در شهرهای مختلف به وی واگذار شد. سید احمد دعایی که فردی با سفرهای متعدد و گسترده بود، در سفرهای خود به نجف، نقش فعالی در انتقال اعلامیه‌ها و رساله‌های  سید روح‌الله خمینی، از جمله کتاب «تحریر الوسیله»، به ایران ایفا نمود [۱۵۲]. این فعالیت‌ها موجب شد که وی تحت نظر ساواک قرار گیرد [۱۵۳] . دعایی سال‌ها به‌عنوان امام جماعت مسجد ملااسماعیل و تخت استاد یزد فعالیت داشت و برای امور تبلیغی و منبر، به کشورهای گوناگونی از جمله امارات، کویت، انگلستان و هند نیز سفرهایی انجام داد. سید احمد دعایی در کوچۀ بیدآباد محلۀ چهارمنار سکونت داشت و سرانجام در بهمن‌ماه سال ۱۳۹۸ از دنیا رفت.

- محمد جواد حرزاده: محمدجواد حرزاده، فرزند کاظم و نوۀ غلامرضا حرزاده (متوفی ۱۳۲۵خورشیدی)، محتسب بازار یزد و یکی از عوامل پایان‌دهنده به بلوای قحطی نان یزد در عصر قاجار، در سال ۱۳۲۸ در محلۀ چهارمنار متولد شد. وی تحصیلات خود را در مدرسۀ سعدی آغاز کرد، لیکن به سبب بیماری پدرش، هشت سال تحصیل را وانهاد و در خواربارفروشی پدر در محلۀ پشت باغ، خیابان شاهپور (فرخی کنونی) روبروی بیمارستان پهلوی (شهید رهنمون کنونی) به یاری رساندن به او مشغول شد. در سن شانزده‌سالگی پدر خود را از دست داد و هم‌زمان با ادارۀ امور خانواده و مغازۀ موروثی، به تحصیل شبانه در آموزشگاه‌های «ایرانشهر» و «مارکار» همت گماشت.حضور وی در مجالس وعظ و خطابۀ محمد صدوقی و شرکت در جلسات عقیدتی سیدرضا پاک‌نژاد، زمینۀ گرایش او را به افکار انقلابی فراهم آورد [۱۵۴].

از راست: محمدجواد حرزاده در کنار برادر بزرگترش اُسا رضا حرزاده.دهۀ ۱۳۵۰ خورشیدی

از سال ۱۳۴۸ خورشیدی، مغازۀ پدری را به کتاب‌فروشی و انتشارات «حُر» مبدل ساخت و همواره به نشر اعلامیه‌ها و کتب ممنوعه، از جمله رساله‌های سید روح‌الله خمینی، مبادرت می‌ورزید. در سال ۱۳۵۴ به استخدام ادارۀ برق درآمد و در شکل‌گیری راهپیمایی‌های اعتراضی علیه حکومت پهلوی، نقشی بسزا ایفا نمود. او با ایجاد خاموشی‌های برنامه‌ریزی‌شده در شب، فرصتی برای معترضان انقلابی فراهم می‌آورد تا بدون شناسایی، بر دیوارهای شهر شعار نگاشته و به پخش اعلامیه بپردازند .

بر اساس اسناد ساواک، حرزاده فردی متعصب در امور مذهبی بوده و همواره تحت نظارت مأموران امنیتی قرار داشته است .
بنا بر روایات نقل‌شده، وی کتب و اعلامیه‌های ممنوعه را در چاهی نیمه‌عمیق واقع در منزل پدری خویش در چهارمنار مخفی می‌نمود.افزون بر این، نامبرده به همراه برادر کوچک‌تر خود، حسین حرزاده، در ساواک یزد مورد بازجویی قرار گرفته‌اند. گفته می‌شود حسین حرزاده به دلیل جراحات ناشی از ضرب و شتم در ساواک، مدتی بعد دچار خون‌ریزی مغزی و خون‌دماغ شده و جان ‌به ‌جان‌آفرین تسلیم کرده است.

محمدجواد حرزاده پس از انقلاب اسلامی، عهده‌دار مناصب و مسئولیت‌های متعددی از جمله فرماندهی بسیج یزد، قائم‌مقامی فرماندهی سپاه استان یزد، بازرسی استانداری یزد، شهردار تفت، شهردار منطقۀ دو یزد و... بود. وی هم‌اکنون در جایگاه مسئول ستاد اقامۀ نماز جمعۀ یزد مشغول به فعالیت می‌باشد .

شایان‌ذکر است محمدحامد حرزاده، مدیرکل حفظ آثار و نشر ارزش‌های دفاع مقدس استان یزد ، فرزند او و محمدمهدی حرزاده، معاون آموزشی نهاد رهبری دانشگاه‌های کل کشور  ، و محمدمسعود حرزاده، معاون آموزشی پادگان خاتمی یزد، برادرزاده‌های وی می‌باشند.
- میرزامحمدعلی عالمی: میرزا محمدعلی عالمی، متخلص به صمصام، روحانی، شاعر، ادیب، عارف، آموزگار، خطاط و هنرمند یزدی، در سال ۱۲۹۱ خورشیدی در یزد و در محلۀ چهارمنار چشم به جهان گشود. وی تنها فرزند ذکور میرزا محمد مجتهد مصلائی و نوادۀ آیت‌الله میرزا علی‌اکبر مجتهد مصلائی، مرجع تقلید یزدی، و از احفاد شیخ مفید بود [۱۶۱].

مراسم رونمایی از ضریح امامزاده ابوجعفر یزد با حضور شاهزاده محمودرضا پهلوی. اولین روحانی در سمت چپ؛ میرزا محمدعلی عالمی. سال ۱۳۵۶

عالمی در سرودن شعر مهارتی وافر داشت و در این وادی «صمصام» تخلص می‌کرد. البته در برهه‌ای از زمان، گرایشاتی به گروه‌های تصوف نعمت‌اللهی از خود نشان داد که این امر موجب نکوهش او توسط برخی از روحانیون یزد گردید . عالمی در بخش اعظم دوران سلطنت رضاشاه و محمدرضاشاه، فعالیت سیاسی چشمگیری نداشت و بیشتر رویکرد سکوت و انزوا را برگزیده بود . اگرچه وی در سال ۱۳۵۷ از جمله روحانیونی بود که علیه حکومت پهلوی فعالیت می‌کردند، لیکن در سال ۱۳۵۶ به دلیل حضور در مراسم افتتاح ضریح حرم امام‌زاده جعفر یزد و همراهی و مشایعت شاهپورمحمودرضا پهلوی، برادر شاه ، مورد انتقاد شدید روحانیون یزد از جمله محمد صدوقی قرار گرفت . با این وجود، با توجه به همکاری مشترک ایشان در جریان انقلاب اسلامی، به نظر می‌رسد که کدورت‌های پیشین برطرف شده باشد.

از جمله اقدامات شایان‌توجه عالمی در اوایل پیروزی انقلاب اسلامی، می‌توان به تغییر نام قریب به ۲۵ خیابان، معبر، چهارراه و بلوار شهر یزد از نام‌های دوران پهلوی به نام‌های جدید، عمدتاً با رویکرد اسلامی-انقلابی، اشاره نمود که با همکاری سیدرضا پاک‌نژاد و راشد یزدی و در محل ساختمان شهرداری یزد صورت پذیرفت .میرزا محمدعلی عالمی در ۲۵ فروردین ۱۳۶۷ چشم از جهان فروبست. به دلیل علاقه و احترام ساکنان چهارمنار به او، مسجد میرخضرشاه، در میان اهالی به «مسجد عالمی» نیز شهرت یافته است.

## خانواده‌ها و ساکنان قدیمی محلهٔ چهارمنار
هرچند احراز دقیق قدمت سکونت خانواده‌ها و سکنۀ محلۀ چهارمنار، و تشخیص بومیان اصیل آن، مقدور نمی‌نماید، لیکن بر اساس پژوهش‌های انجام یافته و شواهد و اظهارات موجود، خاندان‌های ذیل از جمله ساکنان  ریشه‌دار این محله و شهر یزد محسوب می‌شوند که در عرصه‌های مختلف اجتماعی، سیاسی و فرهنگی، چه در سطح محلی و ملی، و چه در خارج از مرزهای ایران، نقش‌آفرینی نموده‌اند. 

خاندان بدیعی:از سکنه قدیمی محله چهارمنار یزد، با دربار قاجاریه ارتباط و مراوده داشته‌اند. این خاندان، به ویژه از طریق پیوندهای خویشاوندی با حکام قاجار یزد همچون اعتدال‌الممالک، به دربار نزدیک بوده‌اند.خاندان بدیعی، ریشه زرتشتی داشته و نیاکان ایشان پیرو آیین زرتشت بوده‌اند.وحدت علی‌شاه، جد بزرگ این خاندان، از شاهزادگان وابسته به دودمان زند بود. تنها فرزند او، حسین‌خان بدیعی، در عصر قاجار به عنوان شاعری نام‌آور و خوشنویسی برجسته شناخته می‌شود. به پاس خدمات و توانایی‌های حسین خان بدیعی، مظفرالدین شاه قاجار لقب «بدیع‌الممالک» را به او اعطا نمود. این لقب، نشان از جایگاه والای هنری و اجتماعی این خاندان در آن دوره دارد. از جمله افراد برجسته این خاندان می‌توان به بدرالملوک بدیعی، شاعر، و امیررضا وزیری، بازیگر تئاتر و تلویزیون، اشاره کرد.  

سید هادی نقیب‌زاده، دندان‌پزشک سال ۱۳۵۴.

- سادات نقیب‌زاده (میرخضرشاهی):خاندان نقیب‌زاده، از نوادگان سید جلال‌الدّین میرخضرشاه بن سید غیاث‌الدّین علی، دست‌کم از دوران تیموریان در محله چهارمنار یزد ساکن بوده و از خاندان‌های معروف و ثروتمند این شهر به شمار می‌روند. چنین به نظر می‌رسد که نام خانوادگی این خاندان تا اواسط دهه ۱۳۳۰ خورشیدی، میرخضرشاهی بوده [۱۶۸] و پس از آن، احتمالاً به دلیل آنکه اجدادشان منصب نقیبی داشته‌اند، به نقیب‌زاده تغییر یافته است. از جمله افراد برجسته این خاندان در دوران معاصر می‌توان به دکتر سید هادی نقیب‌زاده، از دندانپزشکان مشهور دوره پهلوی، سید عزیزالله نقیب‌زاده، معاون حسابداری اداره فرهنگ یزد (آموزش و پرورش) در دوران پهلوی، و عصمت‌الملوک نقیب‌زاده، دبیر و مدیر دبیرستان دخترانه شاهدخت یزد، اشاره کرد. منزل قدیمی این خانواده امروزه در خیابان انقلاب، واقع در کوچه نقیب‌زاده (بیدآباد)، قرار دارد.

آرامگاه سید ابوالقاسم حیدری و فرزندش، سید جواد حیدری، واقع در امامزاده ابوجعفر یزد.

- سادات حیدری: خاندان سادات حیدری، از دیرباز در کوی چهارمنار ساکن بوده‌اند. این خاندان از یک سو به ارسلان نسب خاتون، دختر سید شمس‌الدین، و از سوی دیگر به امیر جلال‌الدین حسن (متوفی به دوران صفویه) - که خود از احفاد امامزاده ابوجعفر به شمار می‌رود - منسوب می‌باشند[۱۶۹]. در حال حاضر، فرد شاخصی از این خاندان در کوی چهارمنار سکونت ندارد. از میان افراد سرشناس این خاندان در دوران معاصر، می‌توان به آقا سید جواد حیدری اشاره نمود که در کوی چهارمنار اقامت داشته است.
- سادات حسینی مازاری (چراغچی):خاندان سادات مازاری (چراغچی) از جمله خاندان‌های اصیل و ثروتمندی بوده‌اند که از دیرباز در کوی چهارمنار سکونت داشته‌اند. برخی از دکان‌های بازارچه‌های چهارمنار و همچنین اماکنی مانند چاپارخانه، در گذشته جزو املاک این خاندان محسوب می‌شده است. اگرچه زمان دقیق حضور ایشان در کوی چهارمنار به طور قطع مشخص نیست، اما با توجه به مسئولیت ایشان در روشنایی بقعه سید شمس‌الدین - که به نظر می‌رسد منشأ شهرت ایشان به «چراغچی» نیز همین امر باشد - احتمال سکونت ایشان در این کوی، از دوران ایلخانی به بعد، بعید نمی‌نماید. از جمله افراد سرشناس این خاندان، می‌توان به سید مرتضی مازاری (پدربزرگ سیدولی چراغچی) اشاره کرد که از تاجران متمول حنا در عصر قاجار بوده و در جوار زیارتگاه سید جلال‌الدین مدفون است.

شادروان سید احمد غزنویان، متولد ۱۳۱۰ خورشیدی، در مسجد میرخضرشاه، شهریور ۱۴۰۳

- سادات حسینی غزنویان:خاندان غزنویان، اصالتاً اهل خراسان و از مهاجران بیرجند به یزد می‌باشند. استقرار این خاندان در کوی چهارمنار، به حدود سیصد سال پیش بازمی‌گردد. به نظر می‌رسد که تجارت گستردۀ کالا میان هرات و یزد، انگیزۀ اصلی این مهاجرت بوده باشد؛ چرا که بیرجند، از مراکز مهم واسطۀ تجارت میان یزد و افغانستان به شمار می‌رفته است [۱۷۰] و همین امر، مهاجرت برخی از تجار بیرجندی به یزد را در پی داشته است. جد اعلای خاندان غزنویان، «میر زینل» نام داشته و نوۀ او، سید جواد، فرزند سید میرحامد، در بقعۀ شاه سیدرضا مدفون است. شهرت ایشان به «غزنویان» به این دلیل است که سید ولی - نوۀ سید جواد - برای گریز از رفتن به سربازی اجباری در دوران رضاشاه، به همراه تنی چند از دوستان خود به ادارۀ ثبت احوال مراجعه می‌نماید تا با تغییر تاریخ تولد و نام خانوادگی، موعد اعزام خود را به تعویق اندازد. مأمور ثبت احوال که در آن زمان، شخصی به نام «محمود غزنوی» بوده است، با الهام از نام خانوادگی خود، «غزنویان» را به عنوان نام خانوادگی سیدولی برمی‌گزیند. غالب افراد خاندان غزنویان به شغل زرگری اشتغال داشته و از ثروتمندان شهر یزد به شمار می‌رفته‌اند.تا ماه بهمن ۱۴۰۳، سید احمد غزنویان، فرزند سید ولی، به عنوان بزرگ این خاندان شناخته می‌شد و با توجه به سکونت بیش از نه دهه در کوی چهارمنار، از کهنسالان مورد احترام اهالی محلۀ چهارمنار به شمار می‌آمد.
- زرگر: صنف زرگران، از دیرباز در کوی چهارمنار حضور داشته و از جمله متمولین بنام یزد محسوب می‌شده‌اند. در اسناد و متون تاریخی دوران قاجار، از چندین خاندان زرگر در این کوی نام برده شده است [۱۷۱][۱۷۲][۱۷۳]. قدمت و حضور مستمر این خاندان در کوی چهارمنار، موجب پیوندهای خویشاوندی گسترده میان ایشان و سایر اهالی محل گردیده است، به نحوی که خاندان‌هایی همچون مازاری(چراغچی)، زرگرچی، غزنویان، موسی‌الرضایی، طباطبایی، جِفری، فرقانی و ... با ایشان نسبت خانوادگی دارند.

از راست: رضاعابدی در کنار سید جلال میراب مَهینی. دهۀ ۱۳۹۰ خورشیدی

- عابدی:خاندان عابدی، قریب به دو قرن و نیم است که در کوی چهارمنار ساکن بوده و همواره نقشی فعال در امور این محل ایفا نموده‌اند. نیای بزرگ این خاندان، «حاجی عابد» نام داشته است و وجه تسمیۀ نام خانوادگی ایشان نیز به همین موضوع بازمی‌گردد. از جمله افراد سرشناس این خاندان، می‌توان به «حاج صادق عابدی»، فرزند زینل، اشاره نمود که نقشی اساسی در وقایع و آشوب‌های منجر به بهائی‌کُشی در چهارمنار و شهر یزد ایفا کرده است [۱۷۴]. افزون بر این، اسدالله، مشهور به علی‌محمد عابدی، از جمله احیاکنندگان هیئت عزاداران حسینی چهارمنار به شمار می‌رود. همچنین، وی از بنیان‌گذاران هیئت کودکان - یا به اصطلاح آن روزگار، جوانان - چهارمنار، در حدود هفتاد سال پیش، بوده و خود نیز در زمرۀ نوحه‌خوانان آن هیئت قرار داشته است. صادق عابدی، فرزند اسد، نیز تولیت حسینیۀ بزرگ چهارمنار را بر عهده داشت و به مدت چند دهه، با همکاری افرادی مانند حاج حسین طاقه‌باف، مسئولیت اجرای برخی از مفاد وقف‌نامۀ مسجد میرخضر شاه، از جمله طبخ و توزیع آش گندم در میان اهالی محله، را به انجام می‌رساند. در حال حاضر، خاندان عابدی را می‌توان پرجمعیت‌ترین خاندان از میان خاندان‌های قدیمی ساکن در کوی چهارمنار دانست. شایان ذکر است که تولیت آرامگاه سید شمس‌الدین و حسینیۀ بزرگ چهارمنار، بر عهدۀ رضا عابدی، فرزند عباسعلی عابدی، می‌باشد.
- صوت داودی:خاندان صوت‌داودی از ساکنان قدیمی کوی چهارمنار (کوچه بندون) محسوب می‌شوند. سابقه حضور ایشان در این محله به بیش از یکصد و بیست سال می‌رسد. جد بزرگ این خاندان، حسن پسر محمد، معروف به «حسنِ مَمَل»، از خادمان زیارتگاه شاه سیدرضا بوده است.همچنین، مراسم روضه‌خوانی در خانه‌ای متعلق به این خاندان، از سال ۱۳۰۳ هجری شمسی تا به امروز، به طور مستمر، برگزار شده و از قدیمی‌ترین مراسم‌های روضه‌خوانی یزد به شمار می رود. علاوه بر این، هر ساله، مراسم پخت آش گندم در این خانه، که به «خانه صوت‌ها» یا «حاجی صوت» مشهور است، برگزار می‌شود.
- طاقه‌باف: خاندان طاقه‌باف، از پیشکسوتان هنر ترمه‌بافی در شهر یزد و ساکنان اصیل کوی چهارمنار بوده‌اند. علت شهرت این خاندان به طاقه‌باف بدین‌گونه است که محمدعلی طاقه‌باف، در هنگام انتخاب نام خانوادگی، قصد داشت نام ترمه‌باف را برای خود برگزیند. اما پس از آنکه متوجه شد فرد دیگری از اهالی فهادان این نام را برای خود برگزیده است، اعتراض نموده و بر اصالت خود در این هنر اصرار ورزید. اما کارمند ادارۀ ثبت احوال که دریافته بود محمدعلی روزانه ده طاقه ترمه می‌بافد، نام خانوادگی «طاقه‌باف» را برای او برمی‌گزیند. احمد طاقه‌باف، از ایثارگران ورزشکار یزد و فرزند محمدعلی طاقه‌باف، آخرین جان‌باخته چهارمناری جنگ تحمیلی ایران و عراق است.
- خاندان مرحوم:خاندان مرحوم از ساکنان قدیمی کوی چهارمنار بوده‌اند. از جمله افراد سرشناس این خانواده می‌توان به حاج حسن، فرزند اکبر پسر علی، اشاره نمود. وجه تسمیۀ نام خانوادگی ایشان به «مرحوم» -به معنای مورد رحمت خدا قرار گرفته- به این صورت بوده است که به دلیل دوستی و رفاقت میان حاج حسن و شیخ غلامرضا فقیه خراسانی، و به پیشنهاد شیخ غلامرضا، حاج حسن این نام خانوادگی را برای خود برمی‌گزیند. همسر حاج حسن که به «بی‌بی صغری» نام داشته و اصالتاً تبریزی بوده است نیز به پیروی از همسر خود، نام خانوادگی «مرحوم» را برای خود انتخاب می‌کند.

حاج حسن مرحوم ابتدا در «میدان خان» به شغل کفشگری اشتغال داشته و سپس به حرفۀ عطاری روی می‌آورد. پدران وی نیز به شغل درودگری و نجّاری اشتغال داشته‌اند. گفتنی است برخی از افراد خاندان مرحوم در بقعۀ شاه سیدرضا مدفون هستند. همچنین سیدولی چراغچی داماد حاج حسن مرحوم بوده است.

- خاندان خادمی (خادم چهارمنار):خاندان خادمی از خاندان‌های باسابقه در محله چهارمنار هستند که پیشینه حضور ایشان در این محله به بیش از ۱۵۰ سال می‌رسد. وجه تسمیه نام خانوادگی ایشان بدین سبب است که عبدالخالق، جد بزرگ این خاندان، از کارکنان و خادمان مسجد میرخضرشاه بوده و در روزگار رضاشاه، مأمور ثبت احوال نام خانوادگی «خادم چهارمنار» را برای او برمی‌گزیند که در بین اهالی چهارمنار به «خادمی» شهرت می‌یابد. علی‌محمد خادمی، فرزند عبدالخالق نیز، پس از پدر به خدمت‌رسانی در مسجد بزرگ چهارمنار اشتغال داشته است.

از چپ: محمدعلی صدوقی، سید محمد خاتمی، میرزا محمدعلی معزالدینی و حسن معزالدینی.خانۀ معزالدینی درباغ دولت‌آباد.۱۳۸۵ شمسی

- معز الدینی:خاندان معزالدینی از خاندان‌های ریشه‌دار یزد و از نوادگان میرزا محمد مُعزّ یزدی، پدربزرگ محمدتقی‌خان بافقی، حاکم یزد و کرمان به شمار می‌روند [۱۷۵]. گرچه خاستگاه این خاندان، محله پیربرج بوده است، اما نقش ایشان در کوی چهارمنار، از آن رو حائز اهمیت است که پس از گذشت سیصد سال از احداث باغ دولت‌آباد، میرزا محمدعلی‌خان معزالدینی، از افراد این خاندان، در اوایل انقلاب اسلامی به یزد بازگشته و در سال ۱۳۶۳ هجری شمسی، به پیشنهاد محمد صدوقی، تولیت موقوفات باغ دولت‌آباد را بر عهده می‌گیرد و ساکن باغ می‌شود. این باغ، پیش از آن، مخروبه‌ای غیرقابل سکونت و مامن افراد ناباب بود، اما به همت وی، آبادانی خود را بازیافته و بر اعتبار کوی چهارمنار نیز افزود. لازم به ذکر است که در حال حاضر، یکی از افراد این خاندان در جوار باغ دولت‌آباد به کار اشتغال داشته و در محله چهارمنار سکونت دارد.

از چپ: میرزا ابوالحسن‌خان بقائی در کنار محمدبقائی یزدی و نادر بقائی، دهه ۱۳۳۰.

اشرف بقائی و احتمالاً نامدار بقائی در منزل پدری در چهارمنار. دهۀ ۱۳۴۰.

- بقایی: خاندان بقائی، با وجود آنکه حدود نود سال پیش از محله پیربرج به چهارمنار مهاجرت کرده‌اند، اما بنا بر روایتی، از اعقاب محمدتقی‌خان بافقی بوده و در مدت اقامت در کوی چهارمنار، از ساکنین معروف و سرشناس آن محله محسوب می‌شده‌اند؛ به نحوی که در اذهان اکثر اهالی یزد، این خانواده را چهارمناری می‌دانند. از جمله افراد برجسته و سرشناس این خانواده می‌توان به میرزا ابوالحسن بقائی (۱۳۴۰-۱۲۷۶ ه.ش)، فرزند میرزا محمدعلی‌خان بیگلربیگی [۱۷۶] ، اشاره کرد. وی که از نسل چنگیز مغول و از اعقاب سلطان محمد خدابنده (الجایتو) بود، خواهرزاده مشیرالممالک نیز محسوب می‌شد. حسن بقائی، فردی تحصیل‌کرده و مسلط به زبان انگلیسی بود و در طول دوران فعالیت خود، مسئولیت‌های متعددی در یزد بر عهده داشت که آخرین آن‌ها، معاونت فرمانداری یزد بود. فرزندان حسن بقائی نیز در زمره نخبگان یزد در دوران پهلوی به شمار می‌روند [۱۷۷].

دکتر غلامرضا بقائی، فرزند حسن بقائی و متخصص اعصاب، در یزد به خدمت رسانی می‌پرداخت. وی دو فرزند به نام‌های محمد و مهرداد داشت. محمد، فرزند او، متخصص مغز و اعصاب و فارغ‌التحصیل دانشگاه وین، به تدریس در دانشگاه‌های آلمان اشتغال داشت.

محمد بقائی یزدی دیگر، فرزند حسن بقائی، دارای مدرک پزشکی مغز و اعصاب از دانشگاه تهران بود. وی در سال ۱۳۳۲ شمسی به خدمت دولت درآمد و سپس به سمت پزشک دفتر نخست‌وزیر منصوب گردید. دکتر بقائی در دوره بیست‌ویکم مجلس شورای ملی، به نمایندگی از مردم تفت و در دو دوره بعد به نمایندگی از مردم تهران انتخاب شد. وی در فعالیت‌های خیریه نیز مشارکت داشت و از جمله در تاسیس بیمارستان سیدالشهدای یزد نقش بسزایی ایفا کرد. همچنین، تاسیس چندین آبادی از جمله «یزد نو» در خوزستان و تعمیر جاده شهربابک به یزد از دیگر اقدامات وی محسوب می‌شود. محمد بقائی پس از پیروزی انقلاب، به جرم پزشک ساواک بودن یا آنکه مرگ افرادی را که توسط ساواک به قتل رسیده بودند، طبیعی اعلام کرده بود - از جمله مرگ احمد آرامش بر اثر شلیک گلوله به قلب را مرگ طبیعی و پارگی رگ قلب گزارش داده بود، اعدام شد .

دکتر محمد بقایی صاحب دو فرزند است. نادر بقایی با کسب هفت مدرک (سه دکترا و چهارفوق لیسانس) از دانشگاه وین و برگزاری کلاس‌های زبان فارسی در دانشگاه‌های لندن، مورد تقدیر جهانی قرار گرفت. نامدار بقایی صاحب درجۀ دکترای بیوتکنولوژی از امپریال کالج لندن می باشد که با کشف باکتری تبدیل‌کنندۀ زباله‌های کشاورزی به الکل، برنده‌ی جایزه‌ی علمی غلات اروپا شد .علاوه بر این، نادر و نامدار بقایی یزدی از جمله چهره‌های شاخص سلطنت‌طلب و از مخالفان نظام جمهوری اسلامی در انگلیس به شمار می‌روند.  

از دیگر افراد سرشناس خاندان بقائی می‌توان به اقدس بقائی اشاره کرد. اقدس بقائی، رئیس انجمن زنان یزد، مدیر مدارس دخترانه و همچنین موسس اولین آموزشگاه خیاطی مدرن یزد به نام «شهرزاد» در سال ۱۳۳۲ بود. 

## هیئت عزاداران حسینی چهار منار
هیئت عزاداران حسینی کوی چهارمنار، بر اساس اسناد تاریخی، کهن‌ترین و قدیمی‌ترین هیئت شهر و استان یزد به شمار می‌رود که قدمت آن به سال ۷۳۶ هجری قمری (معادل با ۷۰۵ شمسی) و دوران ایلخانان مغول بازمی‌گردد. وقفنامه جامع الخیرات، که قدیمی‌ترین سند مکتوب تاریخ یزد است، مقرر می‌دارد که هر ساله روز عاشورا، در مدرسه شمسیه چهارمنار، مبلغ هفتاد و پنج دینار برای برگزاری مراسم عزاداری، تأمین غذای عزاداران و امور دیگر هزینه گردد. همچنین، مبلغ سی دینار به سخنران و مداح مراسم پرداخت شود، مشروط بر آن که پرهیزکار باشد و از خشک اندیشی و گزافه‌گویی بپرهیزد.
تعداد عزاداران فعلی هیئت چهارمنار به ۱۵۰۰ نفر بالغ می‌گردد. روانشاد علیرضا فرهنگ‌دوست، علی‌محمد کوهپایه‌ای زاده (مصدق)، علیرضا کریمی خواه، روانشاد عباس کفاش یزدی، محمدرضا فرهنگ‌دوست و حاج مهدی فرهنگ‌دوست در سالیان گذشته به عنوان اعضای هیئت امنا به فعالیت اشتغال داشته‌ یا می‌‌دارند.

محمدعلی ابراهیمی در مقابل نخل بزرگِ حسینیه چهارمنار. شهریور/محرم ۱۳۹۸ خورشیدی

از جمله اسناد کهن مربوط به هیئت، زیلویی است که در مسجد بزرگ چهارمنار واقع شده و وقف این هیئت می‌باشد. تاریخ این زیلو به سال ۱۳۰۰ هجری قمری برمی‌گردد. همچنین بر بدنه نخل حسینیه بزرگ چهارمنار نیز سال ۱۳۰۵ حک شده است. احتمالا این تاریخ، مربوط به گاه‌شماری هجری خورشیدی است؛ زیرا در میان روایات شفاهی نقل شده است که کوچه اصلی چهارمنار سراسر پوشیده از درختان توت بوده و به علتی نامعلوم، این درختان قطع و چوب‌های آنها در داخل حسینیه بزرگ چهارمنار نگهداری می‌شده است. پس از مدتی، تصمیم بر آن شد که از این چوب‌ها برای ساخت نَخلی بزرگ استفاده شود. پیش از ساخت این نخل، نَخلی کوچک‌تر نیز در میان حسینیه وجود داشته و در روز عاشورا و در مراسم پرسه‌زنی، به زیارتگاه سیدصحرا برده و در آنجا نخل‌گردانی صورت می‌گرفته است.
هیئت عزاداران چهارمنار از حدود هشت دهه پیش آیین سوگواری را به شیوۀ امروزی آغاز کرده است. این هیئت که نخستین بار با نام هیئت جوانان چهارمنار (کودکان چهارمنار) به اقامه عزاداری می‌پرداخت، پس از مدتی، به نام هیئت عزاداران حسینی کوی چهارمنار مسمّی گردید. در دوران معاصر، اشخاص زیر برخی از نوحه‌خوانان این هیئت محسوب می‌شوند:

سینه زنان هیئت عزاداری کوی حسینی چهارمنار یزد، محرم/مهر ۱۳۹۵ خورشیدی.

1. محمدحسین صوت‌داودی (حاجی‌صوت)، قدیمی‌ترین نوحه‌خوانِ از دوران پهلوی دوم.
2. علی‌محمد عابدی
3. سیدجواد بخشایش
4. عباسعلی عابدی
5. حسین نیرنگ فرزند قاسم سقا
6. علی‌محمد دوست‌حسینی (شاعر هیئت و تولیت حسینیهٔ بزرگ چهار منار)
7. علیرضا فرهنگ‌دوست
8. علی وکیل‌صمد
9. حسن ناصربافقی، مشهور به «حسن پهلوان» (چاوشی‌خوان هیئت)
10. محمدحسین چیتی (حسین حلوایی)
11. محمد چیتی (محتشم‌نیا)
12. میرزا محمد شریفی‌مقدم(هرکول)
13. حسین مزیدی
14. محمدعلی ابراهیمی
15. حمید ابراهیمی

علی فرهنگ‌دوست در کنار برادرش،رضا فرهنگ‌دوست.حسینیۀ بزرگ چهارمنار. دهۀ ۱۳۷۰ خورشیدی

از میان نوحه‌خوانان نامبرده، حاج علیرضا فرهنگ‌دوست با سابقه تقریباً شصت ساله نوحه‌خوانی در هیئت عزاداران حسینی چهارمنار، بیشترین استمرار را در این امر داشته است. حاجی علی فرهنگ‌دوست، فرزند حسین نیرنگ و متولد سال ۱۳۲۰ خورشیدی، از کودکی به مداحی علاقه‌مند شد و به روایتی، در سنین ۵ الی ۷ سالگی، به همت دایی خود، علی‌محمد دوست‌حسینی، بر فراز منبر قرار گرفته و به نوحه‌سرایی پرداخته است. فرهنگ‌دوست که در استخدام شرکت مخابرات استان یزد بود، از جمله فعالان انقلاب اسلامی ۱۳۵۷ نیز محسوب می‌شد. وی در جریان حوادث دهم فروردین ۱۳۵۷، مورد اصابت گلولۀ مأموران رژیم پهلوی قرار گرفت و از ناحیۀ پا مجروح گردید .

بر اساس گزارش شهربانی و ساواک یزد، نامبرده در پانزدهم فروردین همان سال پس از بهبودی نسبی از بیمارستان مرخص شد. در اسناد ساواک، گرایش وی به نهضت اسلامی به رهبری سید روح‌الله خمینی بدین شرح انعکاس یافته است:

«...علیرضا فرهنگ‌دوست، نوحه‌خوان محله چهارمنار یزد، روز ۵۷/۱/۱ در مسجد با منبع (امامی) صحبت کرده و تحت تأثیر صحبت‌های حمزه علی کلانتری تفتی، کارمند مخابرات، قرار گرفته و طرفدار خمینی و مخالف رژیم است...»
اشعار زیر نمونه‌ای از سروده‌های انقلابی وی در دوران پهلوی است :
| این نکته را طاغوتیان باید بدانند |  | آیات حق ما را به مقصد می‌کشاند |
| ما جز خمینی رهبر نداریم          |  | فرمانروایی دیگر نداریم        |
| بر خمینی درود بر خمینی درود      |  | بر خمینی درود بر خمینی درود   |

از علی فرهنگ‌دوست، نوحه‌های ماندگاری در ذهن و خاطر مردم یزد به یادگار مانده است. از جملۀ این آثار می‌توان به نوحۀ «ای زمین کربلا آیینه دارد» اشاره نمود که سروده‌ای از سید شهاب‌الدین موسوی متخلص به «شهاب» است و در دهۀ ۱۳۷۰ اجرا شده است .

آخرین اشعاری که فرهنگ‌دوست به عنوان نوحه‌خوان اصلی اجرا نمود، مربوط به سال‌های ۱۳۸۲ و ۱۳۸۳ است. وی در سال ۱۳۸۲ نوحۀ «آهسته برو ای یارم» و در سال ۱۳۸۳ نوحۀ «ای زمزمۀ خاموشان» را اجرا کرد که همچون بسیاری از اجراهای دیگر وی، سبک شور و حماسی داشت .

واپسین سالی که فرهنگ‌دوست به عنوان نوحه‌خوان اصلی هیئت چهارمنار به اجرای مراسم پرداخت، سال ۱۳۸۴ بود. وی در آن سال، به دلایلی مجدداً نوحۀ «ای زمین کربلا» را اجرا نمود. شایان‌ذکر است که در آن ایام، فرهنگ‌دوست با توجه به شرایط جسمانی نامساعد، و به مدد دارو و تزریقات پرتعداد روزانه، توان حضور در هیئت را حفظ می‌کرد؛ امری که نشان از علاقۀ وی به هیئت چهارمنار و ارادت قلبی وافر به  اباعبدالله الحسین داشت.

از سال ۱۳۸۵، با بازگشت محمدعلی ابراهیمی، که اصالتاً از اهالی محلۀ نظرکرده می‌باشد ، به هیئت چهارمنار و اجرای نوحۀ ماندگار «کیست که بر قضای حق سَجدۀ نور می‌کند» سروده‌ سیدشهاب‌الدین موسوی، فصل جدیدی در تاریخ هیئت عزاداران حسینی چهارمنار آغاز گردید. در این دوره، هیئت چهارمنار به یکی از هیئات نمونه و شاخص در سطح استان یزد و ایران تبدیل شد.

بنر یادبود حاج علی فرهنگ‌دوست، در حوض‌ملتکیه

از سال ۱۳۸۵ تا اواسط دهۀ ۱۳۹۰، علیرضا فرهنگ‌دوست عمدتاً اجرای نوحه‌های ابتدایی (ورودی) و پایانی (خروجی) مراسم هیئت چهارمنار را بر عهده داشت. وی با ابتلا به بیماری سرطان، توان نوحه‌خوانی در هیئت را از دست داد و به جز موارد معدودی، به عنوان نوحه‌خوان توان همراهی با هیئت را نداشت. با این حال، در سال‌های پایانی عمر و در جلسات قرائت زیارت عاشورا در حسینیۀ شهدا (کوچه بندون) و مسجد بزرگ چهارمنار به اجرای مراسم می‌پرداخت .

سرانجام، حاج علیرضا فرهنگ‌دوست در تاریخ ۲۳ تیرماه ۱۴۰۳ خورشیدی مصادف با ۷ محرم ۱۴۴۶ قمری، پس از تحمل دوران سخت بیماری، چشم از جهان فروبست و در آرامگاه خلدبرین یزد به خاک سپرده شد. مراسم سوم و هفتم وی که مصادف با شب تاسوعای حسینی و ۱۳ محرم بود، با حضور گستردۀ هیئات عزاداری یزد برگزار گردید..

سید علیرضا حیدری در مجتمع بیت‌الزهرا هیئت عزاداری چهارمنار در شهر مشهد، دهه آخر ماه صفر ۱۴۰۲ شمسی

علاوه بر آنچه ذکر شد، هیئت چهارمنار، نزدیک به شش دهه است که همه ساله در ایام دهه آخر ماه صفر، کاروانی را به مقصد مشهد اعزام می‌کند. همچنین، این هیئت در روز عاشورای حسینی، میزبان هیئت عزاداران کوچه بیوک برای برگزاری مراسم نخل‌برداری است.این مراسم با تشریفاتی خاص تحت عنوان «پرسه‌زنی» برگزار می‌گردد. در این راستا، هیئت چهارمنار با ادوات موسیقی نظیر طبل، سنج، شیپور، و همچنین پرچم و علم، به سوی محله کوچه بیوک رهسپار شده و  از اهالی آن محله جهت عزیمت به سوی حسینیۀ بزرگ چهارمنار، دعوت به عمل می‌آورد. در سراسر این پرسه‌زنیِ طولانی، افراد هیئت هر دو محله توسط ساکنین این محلات با کیک، شیرینی، شربت، آب‌میوه، میوه‌جات، شکلات و انواع نوشیدنی‌ها پذیرایی می‌شوند.

مراسم پرسه‌زنی هیئت چهارمنار یزد در محلۀ کوچه‌بیوک، عاشورا/شهریور ۱۳۹۸ خورشیدی

سایر اقدامات نمادین هیئت چهارمنار به شرح ذیل است:
1. در روز شهادت مولا علی بن ابی طالب حرکت هیئت به سوی امامزاده جعفر
2. روز شهادت بانو فاطمهٔ زهرا از شاهزاده فاضل تا امامزاده جعفر
3. روز شهادت امام جعفر صادق از امامزاده جعفر به سوی مسجد شاه تهماسب

همچنین هر پنجشنبه باطلوع آفتاب مراسم خواندن زیارت عاشورا در «حسینیهٔ شهداء» (کوچه بندون) با صرف صبحانه برگزار می‌شود .

## موقوفات محله چهارمنار
اماکن فرهنگی و مذهبی واقع در محله چهارمنار، از دیرباز تا کنون موقوفاتی را به خود اختصاص داده‌اند. واقفان نیک‌اندیش با هدف حفظ و صیانت این ابنیه از آسیب و احتمال تخریب، اقدام به وقف آنها می‌نمودند. شایان ذکر است که این اماکن در سالیان بعد، پس از هر بار آسیب‌دیدگی و مرمت، مورد توجه مجدد خیرین قرار گرفته و موقوفات جدیدی نیز به آنها افزوده می‌شد. با این وجود، در برخی موارد و به دلیل عدم توجه کافی، شاهد از بین رفتن این موقوفات بوده‌ایم.

- موقوفات مجموعۀ شمسیه

گروه «دوشنبه‌های رهایی» در مقابل ایوان مدرسۀ شمسیه، در برنامه‌ی بازدید هفتگی «دوشنبه‌بازدید». بهمن ۱۴۰۲

سیدشمس‌الدّین یزدی، پس از احداث یکی از عظیم‌ترین و فاخرترین ابنیه یزد ایلخانی در چهارمنار کنونی، موقوفات بی‌شماری را وقف مجموعه خویش نمود که شرح مبسوط آن در کتاب  «جامع‌الخیرات» مندرج است. بر مبنای قولی، موقوفات مذکور در جامع‌الخیرات، پس از موقوفات ربع رشیدی تبریز، دومین موقوفه عظیم جهان اسلام به شمار می‌رود. مجموعه شمسیه که مشتمل بر مدرسه، خانقاه، حمام، آب‌انبار، بازار، کاروانسرا، کتابخانه، بیمارستان، داروخانه، دارالسیاده و ...  بوده است، از موقوفاتی فراوان بهره‌مند بوده است .

در «جامع‌الخیرات»، قریب به دویست موقوفه شامل اراضی و املاک، باغات، آب قنات، مغازه، خانه و ... در نقاط مختلف و مضافات، از دل محله‌های شهری گرفته تا قراء و آبادی‌های اطراف، مانند محله پشت باغ، کوشک نو، فهادان، بازار یزد، چهارمنار، مسجد جامع، اهرستان و ... و روستاهایی چون کثنویه، فیروزآباد میبد، مهریز، تفت، فهرج، توران پشت، نه گنبد نائین، عقدا و همچنین  شهرهایی نظیر اصفهان، کاشان، تبریز، رفسنجان، ابرکوه و ... ذکر گردیده است که عواید آنها می‌بایست صرف امور مختلفی از جمله  نگهداری مجموعۀ  شمسیۀ  چهارمنار،  خدمت‌رسانی  و  پذیرایی  از  مراجعه‌کنندگان  به  شمسیه  و  پرداخت  حقوق  کارکنان  و  خادمان  مجموعه  می‌شده است.

میزان دستمزد  کارکنان  و  خدمۀ  مجموعۀ  شمسیه در  عصر  ایلخانی  به  حدی  مناسب و  درخور توجه   بوده  که  حقوق  سالیانۀ  آنان، نسل‌های بعد از ایشان را نیز از کار و تلاش بی‌نیاز می‌ساخت.

در  حال  حاضر،  بسیاری  از موقوفات  شمسیه  به  کام  نیستی  فرورفته‌اند و  یا   مورد  تصرف  و  دخل  و  خرج  غیر  قانونی  و  شرعی   واقع  شده‌اند و  در  مسیر  مناسب  و  مورد  نظر  وقف‌کننده  هزینه  نمی‌گردند.

- موقوفات مسجد میرخضرشاه

رونوشت وقف‌نامه مسجد میرخضر شاه متعلق به قرن ۱۲ هجری از روی نسخهٔ اصلی به سال ۹۰۲ ه. ق.

وقف‌نامه مسجد چهارمنار، از جمله مهم‌ترین اسناد تاریخی یزد و نخستین وقف‌نامه‌ای است که در ایران به ثبت اداره اوقاف کشور رسیده است . سرگذشت موقوفات این وقف‌نامه بدین قرار است که نزدیک به پنجاه سال پس از احداث خانقاه و مسجد ابواسحاقیه، معروف به مسجد میرخضرشاه یا چهارمنار، وقف‌نامه‌ای در سال ۹۰۲ قمری (برابر با ۸۷۵ شمسی) به منظور حفظ و نگهداری این مکان، در زمان حیات سید جلال‌الدّین معروف به میرخضرشاه، بنیان‌گذار مسجد، تنظیم گردید. بر اساس مفاد این وقف‌نامه، موقوفات متعلق به مسجد میرخضرشاه بسیار گسترده بوده است. به طوری که نزدیک به بیست قطعه خانه، مغازه، حمام، باغ، آب قنات، زمین کشاورزی و باغ‌های بزرگ وقف این مسجد شده‌اند که تنها یکی از این باغ‌ها ده هزار متر مربع مساحت داشته است.

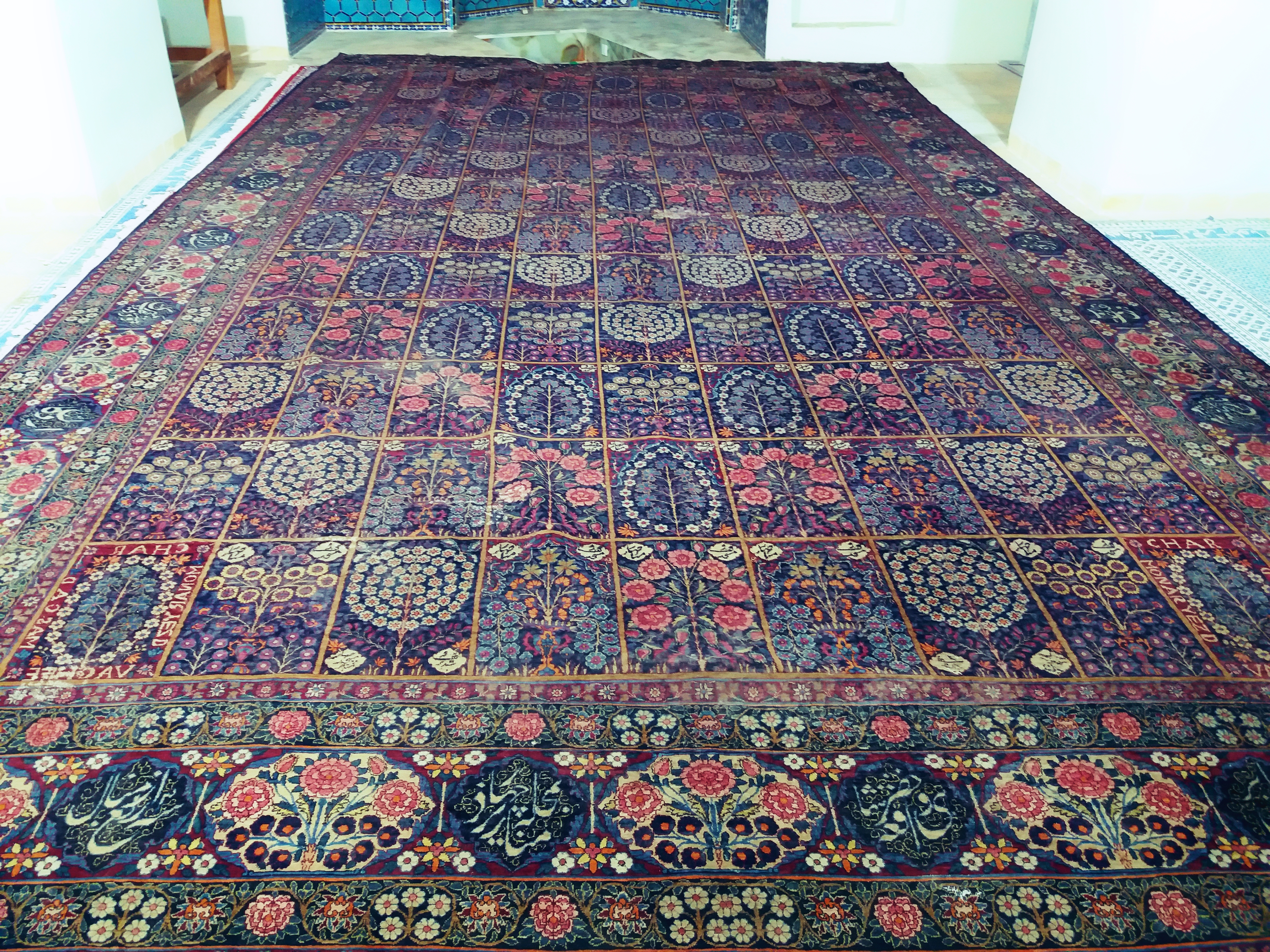
قالی وقفی مسجد میر خضرشاه چهارمنار. بافته شده در دهۀ ۱۳۰۰ خورشیدی

از جمله موقوفات وسیع  مسجد میرخضرشاه می‌توان به این موارد اشاره کرد: حمام زنانه و مردانه‌ای در محله شهرستان (حمام گودک، واقع در محله جنگل) ، مغازه نانوایی  واقع در جوار همان حمام (امروزه  توسط شهرداری تخریب و کاربری آن به پارکینگ عمومی تغییر یافته است.)، مغازه‌هایی در نزدیکی زندان اسکندر، خانه‌ای اعیانی در محله لردکیوان، باغاتی در اهرستان، چهار و نیم دانگ از روستای بهاءالدین‌آباد میبد و تمامی حومۀ آن (که بعدها از توابع اردکان شد)، آب قنات‌هایی در تفت و اهرستان و همچنین باغاتی در تفت و کوچه علیا (علیُک).

در ورودی حمام گودُک (Gowdok) محلۀ جنگل (شهرستان) وقف بر مسجد میرخضر شاه

این موقوفات باید خرج نگهداری و روشنایی چراغ‌های مسجد و تهیه زیلوها و فرش‌های محفوری {ارمنی}  برای پهن کردن در مسجد می‌شد. همچنین سالانه باید شش هزار کیلوگرم گندم از محل موقوفات، جهت پخت آش گندم هفتگی برای اهالی محله و درویش‌ها و مستمندان ابواسحاقیه تهیه می‌شد. به علاوه، باید توسط عواید آن موقوفات، دستمزد مؤذن، قاریان قرآن و طلبه‌های دینی در مسجد تأمین می‌شد. بدیهی است که این موارد، تنها بخشی از مفاد این وقف‌نامه بوده و جزئیات مفاد این وقف‌نامه به مراتب مفصل‌تر است .
دویست و چهار سال پس از  تنظیم وقف‌نامه، در سال ۱۱۱٢ هجری قمری، مصادف با ۱۰۷۹ هجری شمسی، در دوران شاه سلطان حسین صفوی، در حالی که اوضاع امپراتوری ایران  رو به  آشفتگی  نهاده بود، دست‌اندازی‌ها و تصرفات غیرمجازی در موقوفات این مسجد آغاز گردید. سید میرعکسرخضرشاهی، از نوادگان میرخضرشاه که خود را متولی شرعی موقوفات می‌دانست، به همراه برخی دیگر از بازماندگان میرخضرشاه، عواید حاصل از موقوفات را به نحو دیگری هزینه نموده و از رسیدگی به امور مسجد غفلت ورزیدند. در نتیجه، بنای مسجد رو به ویرانی نهاد و از رونق و شکوه پیشین خود بازماند .

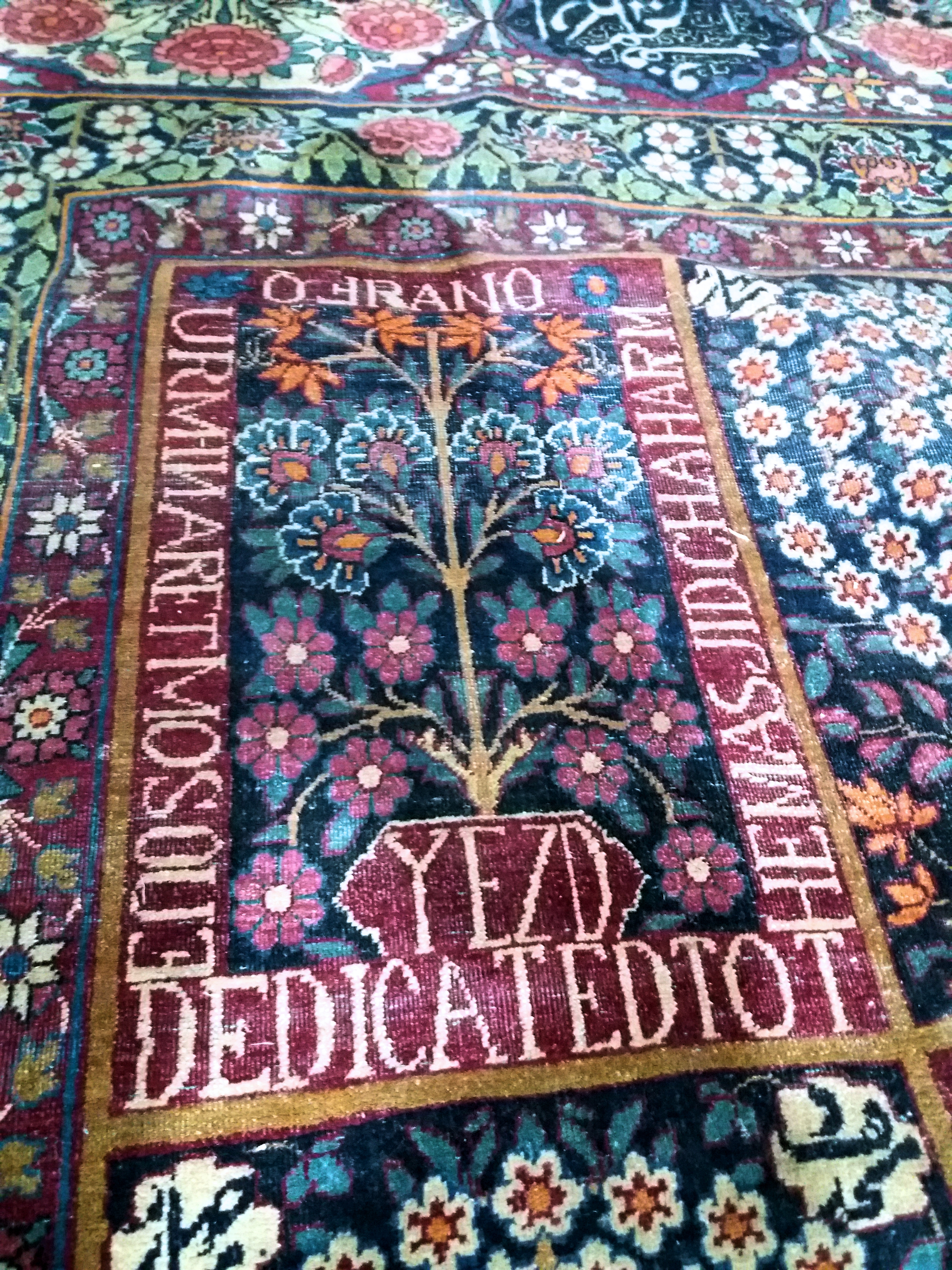
گوشه‌ای از فرش وقفی مسجد میرخضر شاه که عبارتی انگلیسی روی آن حک شده و معنای «وقف شد بر مسجد چهارمنار یزد» را می‌دهد.

صد و چهل و سه سال پس از آن، در سال ۱۲۶۰ قمری (مطابق با ۱۲۲۲ شمسی)، به همت اهالی محله، بخشی از موقوفات مسجد احیا گردید. از جمله موقوفات احیا شده، مزارع گندم بهاءالدین‌آباد اردکان، آب قنوات اهرستان و تفت و دو قفیز از اراضی قصبه تفت بود که عواید آن‌ها صرف نگهداری و روشنایی مسجد، تهیه آش هفتگی در آشخانه مسجد و پرداخت دستمزد قاریان قرآن، مؤذن و خطیب مسجد می‌گردید. در این دوره، تولیت شرعی مسجد از خاندان خضرشاهی منتقل شد و به محمدحسن پسر آخوند ملامهدی طبسی واگذار گردید .

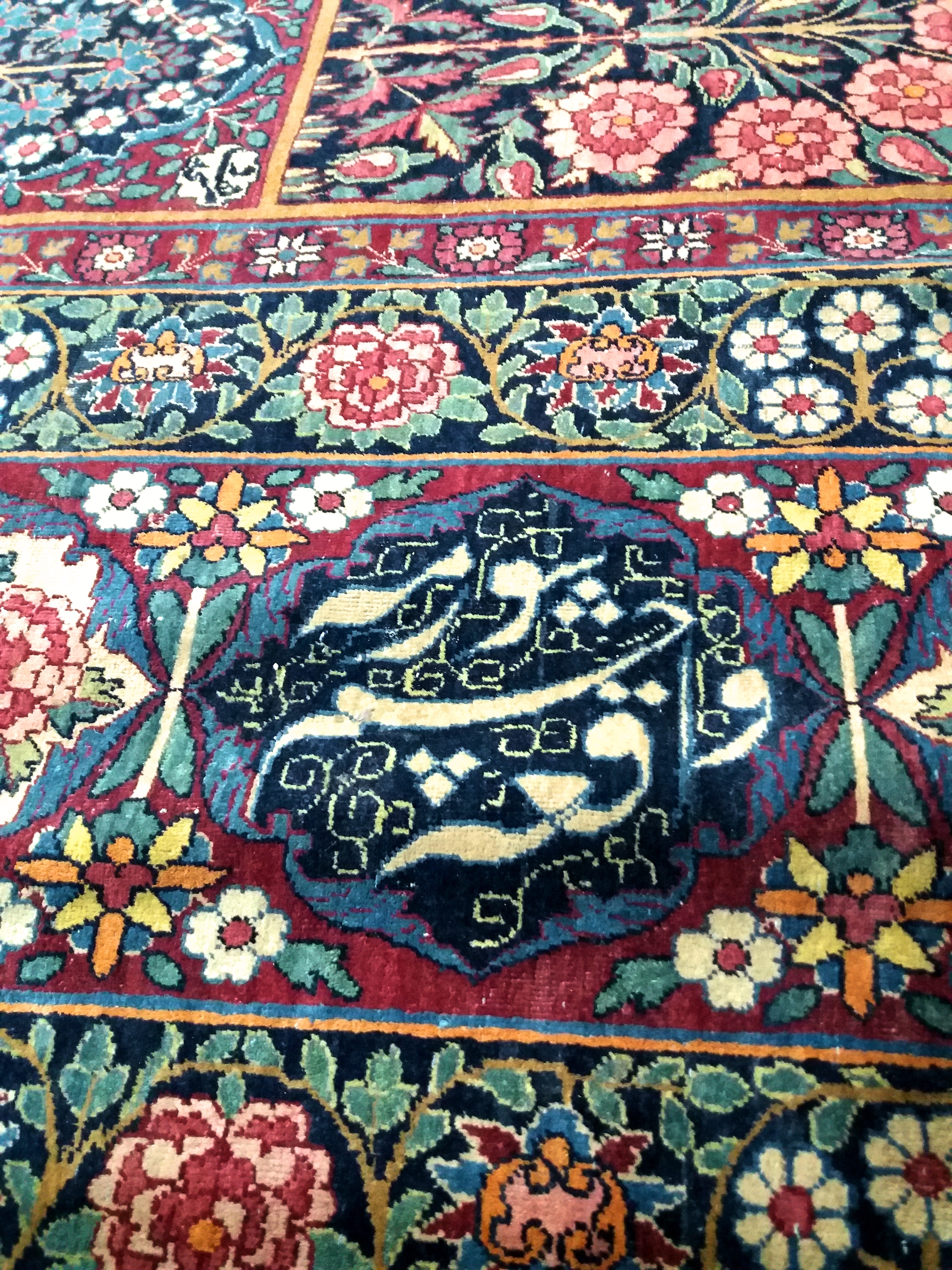
اشاره به موقوفات باغ چشمه سورمه تفت بر روی فرش مسجد میرخضر شاه

قریب به نه دهه بعد، در دوران سلطنت رضاشاه پهلوی، در هنگامه‌ای که سیاست‌های ضد دینی و هویت‌ستیزانه  حکومت وقت به اوج خود رسیده و موجبات تصرف غیرشرعی موقوفات بسیاری از مساجد و اماکن مذهبی یزد و یا صرف آنها در اموری غیرشرعی همچون آموزش رقص و موسیقی را فراهم آورده بود ، بر روی قالیچه‌ای دستبافت متعلق به مسجد میرخضرشاه، به تاریخ ۱۳۵۰ هجری قمری (۱۳۱۰ هجری شمسی)، که هم‌اینک زینت‌بخش موزه این مسجد است، فهرستی از موقوفات آن با خط و شیوه‌ای زیبا به رشته تحریر درآمده و عبارت "Dedicated to the Chahar Monar Masjid of Yazd" (وقف شده به مسجد چهارمنار یزد) نیز به خط لاتین و با زیبایی تمام، زینت‌بخش انتهای آن گردیده است. از جمله این موقوفات که بر بوم این قالی نقش بسته‌اند، می‌توان به مزارع بهاءالدین‌آباد اردکان، قنوات اهـرستان و تفت، باغ‌ چشمه سورمه تفت و شکر باغ اهـرستان اشاره نمود .

با این وجود، تصرفات غیرشرعی در موقوفات مساجد و ابنیه اسلامی در دوران پهلوی، وضعیت موقوفات مسجد چهارمنار را نیز دچار وخامت فراوان نمود. تا اینکه در سال ۱۳۲۷ خورشیدی، شیخ محمد خالصی‌زاده، روحانی مبارز علیه استعمار انگلیس، که دوران تبعید خود را در یزد سپری می‌کرد، به همراهی روحانیونی همچون سید علی‌محمد وزیری، اقدام به احیای بخشی از موقوفات اماکن مذهبی یزد، از جمله موقوفات مسجد امیرچقماق، مسجد جامع کبیر و مسجد میرخضرشاه چهارمنار نمودند.
در آن زمان، متولی موقوفات مسجد، غلامرضا حوضی، پدر محمدعلی حوضی (فرزام) مدیر کارخانه ریسکا آقا بود که توانایی احیای موقوفات را نداشت. از این رو، خالصی‌زاده تولیت را از حوضی تحویل گرفت و موقوفاتی از جمله املاک و مایملک مزرعه بهاءالدین‌آباد را احیا نمود .

صفحهٔ اول قرآن‌های وقفی تک‌جزئی موجود در موزه میرخضرشاه، متعلق به دوران فتحعلی‌شاه قاجار

با تبعید شبانه و  پنهانی  خالصی‌زاده از یزد در سال ۱۳۲۸، که  به  واسطه  سخنرانی‌های  آتشین  او  علیه  دربار شاهنشاهی  صورت  گرفت ،  روند  احیای  موقوفات  مسجد،  از  جمله  باغات  تفت  و  اهـرستان،  متوقف  گردید  و  این  امر  تا اواخر دهه  ۱۳۳۰ خورشیدی  به  طول  انجامید. چنانکه طبق گزارش شهربانی یزد، در اسفندماه سال ۱۳۳۷، در خیابان شاه {قیام یا انقلاب فعلی}، میان حاج محمد دوست‌حسینی فرزند غلامحسین و سید مهدی شاکری فرزند سید علی درگیری و نزاعی رخ می‌دهد. حاج محمد دوست‌حسینی مدعی است از سید مهدی شاکری، که موقتاً ساکن محلۀ گازرگاه یزد بوده، درخواست نموده که به‌عنوان متولی مسجد، خرابی‌های مسجد را تعمیر نماید و مانند هر سال، آش موقوفه را برای مردم طبخ کند؛ اما سید مهدی شاکری نسبت به وی فحاشی نموده و او را مورد ضرب و شتم قرار داده است. سید مهدی شاکری نیز در بازجویی، ادعای حاج محمد دوست‌حسینی را رد کرده و مدعی است که در پاسخ به او گفته است فردا برای تعمیر مسجد و طبخ آش به مسجد خواهد آمد که دوست‌حسینی وی را مورد ضرب و شتم قرار داده و به‌نحوی تکان داده که پیراهنش پاره شده است. در نهایت، طرفین در کلانتری با یکدیگر به صلح و سازش رسیده و حاج محمد دوست‌حسینی از شکایت خود صرف‌نظر نموده است.

گزارش شهربانی یزد در خصوص شکایت حاجی محمد دوست‌حسینی از سید علی شاکری مبنی بر عدم تعمیر و طبخ آش موقوفه مسجد چهارمنار. سال ۱۳۳۷

ظاهراً سید مهدی شاکری نتوانسته است به طور کامل وظیفۀ خود را انجام دهد، زیرا در سال بعد، بزرگان  محله  چهارمنار،  به  ریاست  سید  علی  سرائیان  و  همراهی  میرزا  علی  پدر  (دوست  حسینی)  و  سید  جلال میراب  مَهینی،  به  دیدار  غلامرضا  جهانفر (معروف به جمهور)،  رئیس  وقت  اوقاف  یزد  رفته  و  ضمن  اعلام  بی‌اطلاعی  از  سرنوشت  موقوفات  مسجد،  از  جمله  مغازه‌های  داخل  شهر  و  باغات  تفت  و  اهـرستان،  و  با  اشاره  به  این  موضوع  که  شخصی  به  نام «سید علی رفیعی» معروف به «سیدعلی  لوطی»  در  بهاءالدین‌آباد اردکان  تمامی  عواید  موقوفه  مسجد  را  تصاحب  کرده  و  ریالی  بابت  مخارج  مسجد  پرداخت  نمی‌کند،  خواستار  احیای  رقبه  موقوفه  مسجد  گردیدند.

جهانفر به همراه بزرگان محله چهارمنار و با ملازمت افتخاری، رئیس وقت اوقاف اردکان، رهسپار بهاءالدین‌آباد گردیدند. در آنجا مشاهده نمودند که سید علی لوطی در حال انبار نمودن گندم‌ها است. از آنجایی که هیئت همراه مجوز قانونی برای دریافت گندم‌ها نداشتند و سید علی لوطی نیز از تحویل آنها امتناع می‌ورزید، میان وی و غلامرضا جهانفر نزاع و درگیری شدیدی رخ داد که به شکایت و ارجاع امر به پاسگاه انجامید. در این میان، بزرگان چهارمنار، به توصیۀ پنهانی جهانفر، گندم‌ها را بار کامیونی کرده و به سوی یزد بازگشتند .

گزارش ژاندارمری اردکان دربارۀ شکایت سید جلال مَهینی از سید علی رفیعی {لوطی} به دلیل پرداخت نکردن اجاره‌بهای موقوفۀ بهاءالدین‌آباد اردکان. سال ۱۳۳۸

بر اساس اسناد موجود، جمعی از سکنۀ محله چهارمنار در سال ۱۳۳۸ خورشیدی، تقاضای پرداخت وجوه حاصل از اجارۀ موقوفۀ میرخضرشاه بهاءالدین‌آباد را به ادارۀ اوقاف اردکان نموده‌اند. مقصود از این پرداخت، صرف مصارف مربوط به موقوفۀ مسجد بزرگ چهارمنار بوده است. ضمناً، سید جلال مَهینی نیز در آن سال، دعوایی را علیه سید علی رفیعی در دادگستری یزد مطرح نموده‌ است. 

بنا بر گزارش ژاندارمری، از سال ۱۳۰۳ خورشیدی، متولی وصول اجاره‌بهای موقوفات مزرعۀ مذکور، سید علی شاکری اردکانی بوده است که به مدت ۳۵ سال این وظیفه را بر عهده داشته است. اما پس از مدتی، سید جلال میراب مَهینی را به عنوان وکیل خود برای انجام روند پرداخت تعیین نموده است. در این میان، سید علی رفیعی با استناد به حکمی از ادارۀ تحقیقات سازمان اوقاف استان دهم اصفهان، مخارج حاصل از مزرعه را صرف قنات مزرعه و مصارف دیگر می‌کرده و وجهی بابت موقوفۀ مسجد پرداخت نمی‌کرده است. مع‌الوصف، سید علی شاکری و سید جلال مهینی نیز حکمی از ادارۀ اوقاف یزد دایر بر تملّک موقوفه و منع سید علی رفیعی از دخالت در امور موقوفات و تملّک مزرعۀ بهاءالدین‌آباد در اختیار داشته‌اند. با توجه به گزارش ژاندارمری، مسبب این اختلاف، قصور سازمان اوقاف در صدور احکام متناقض بوده که منجر به نزاع میان شاکی و متشاکی شده است.

با این وجود، با توجه به اظهارات ساکنین محلّه چهارمنار، و نظر به اینکه روند انتقال گندم‌ها جهت طبخ آش موقوفه از مزارع بهاءالدین‌آباد اردکان به یزد توسط سید علی لوطی، چند سال بعد نیز ادامه یافته است، ظاهراً دادستانی حق را به هیئت امنای مسجد میرخضرشاه چهارمنار داده است و احتمالاً تولیت موقوفات از سید علی شاکری به سید علی رفیعی منتقل شده است. لیکن به سبب خلق و خوی خاص سید علی لوطی و بروز درگیری و نزاع با محمدعلی عابدی، این امر متوقف گردید .

تا به امروز و در دهه‌های مختلف پس از انقلاب اسلامی، جمعی از اعضای هیئت امنای مسجد میرخضرشاه، در صدد احیای موقوفات خضرشاهی برآمده و بخشی از آن را از جمله موقوفات در مجموعه زنگیان یزد، مزارع پستۀ بهاءالدین‌آباد اردکان، باغ‌های تفت و ... را نیز احیا نموده‌اند، اما هنوز عواید موقوفات به طور کامل به محل اصلی خود بازنگشته است. چنانکه، در اراضی واقع در حد فاصل ورزشگاه شهید نصیری در خیرآباد تا اهرستان، در محدودۀ بلوار شهید صدوقی و باغ ملی، به مساحت بالغ بر ده هزار مترمربع (معادل تقریباً هفت کیلومتر)، تنها یک واحد درمانی اجاره‌بهای مربوط به مسجد میرخضر شاه را پرداخت نموده و در مابقی این اراضی وسیع، بدون آنکه عایدی‌ای نصیب مسجد میرخضر شاه گردد، ساخت‌وساز صورت پذیرفته است.

- موقوفات خواجه نورالدین محمدکمال

احمد کاتب در کتاب «تاریخ جدید یزد» چنین نگاشته است: در سال ۸۳۱ هجری قمری، خواجه نورالدین محمد کمال، مباشر اموال یزد، اقدام به مرمت چهارمنار نمود و بازار دو ردیفی بنا کرد. وی همچنین مسجد سوجه را مرمت و املاکی را وقف آن ساخت. افزون بر این، چاهخانه را از نو ساخت و درب آن را در میان بازار گشود. چهارمنار به دست او آباد گشت و آن چاهخانه دارای آبی گوارا و مطبوع است .

در حال حاضر، از موقوفه خواجه نورالدین محمد کمال اطلاعی در دست نیست.

- موقوفات ملتکیه

سنگ مزاری ساده، در مُلتَکیهٔ چهارمنار، که منسوب به آرامگاه زنی است و احتمالاً مقبرهٔ ملکه خانم باشد

بانی موقوفات ملتکیۀ «ملکه خانم»، از سلسله میرزائیان عباسیه در عصر صفویه، بوده است. بر اساس وقف‌نامه، میاه اهرستان به میزان پنجاه و هفت جره و نیم و مداخل آن به ارزش بیست و هشت تومان و پنج هزار دینار، وقف تعزیه‌خوانی و عزاداری در همان بقعه شده است . همچنین، خانه‌ای که هم‌اکنون در مجاورت ملتکیه (پایگاه بسیج) قرار دارد و به «خانۀ حاجی حوضی» معروف است، نیز وقف حسینیۀ بزرگ چهارمنار واقع در حوض ملتکیه است.

## ملتکیه
مُلتَکیه یا ملکتیه موضعی است واقع در محله چهارمنار، ما بین کاروانسرای حیدری و آرامگاه سید شمس‌الدین. وجه تسمیه آن به اقدامات خواجه عمادالدین مسعود بنی تمیمی بازمی‌گردد که در سال ۸۴۴ هجری قمری بر فراز بقایای مجموعۀ شمسیه، ابنیه‌ای را عمارت و با کاشی‌کاری‌هایی بدیع، تزیین نمود. وی همچنین آب قنات گردفرامر را در میان این ابنیه جاری ساخت .

در عصر صفوی نیز، ملکه خانم، از سلسلۀ میرزایان عباسیه، موقوفاتی را به منظور برگزاری مراسم سوگواری در ملتکیه وقف نمود..

این احتمال می‌رود که آرامگاه ملکه خانم در مکان کنونی پایگاه بسیج محله چهارمنار، مجاور حسینیه بزرگ چهارمنار، واقع شده باشد.

## پل چهارمنار

زیرگذر پل چهارمنار شب اربعین/پاییز سال ۱۳۹۷

پل چهارمنار قبل از زیباسازی و مرمت. سال ۱۳۹۶

محله چهارمنار به واسطه عبور رودخانه‌ای خشک و سیلابی در میانش، دارای شش پل بر روی این مسیل می‌باشد. مشهورترین و کهن‌ترینِ این پل‌ها، «پل چهارمنار» است که مستوفی بافقی نیز در عهد صفویه به آن اشاره کرده است . با توجه به اقدام اتابک یوسف شاه در ایجاد رودخانه‌ای از تفت تا مردآباد یزد  به نظر می‌رسد قدمت این پل به دوران ایلخانان مغول بازگردد.

از دیگر پل‌های محله چهارمنار می‌توان به «پل پروانه» نزدیک چهارراه ایرانشهر، «پل شرافت» روبروی چاپارخانه، «پل آزادگان»(علی‌وحش) در مقابل کوچۀ بقعه شاه سیدرضا و «پل باغ دولت‌آباد» در مقابل درب باغ دولت‌آباد اشاره نمود.

## چاپارخانه چهارمنار (ادارۀ پست یزد)

رئیس و کارکنان چاپارخانه چهارمنار(اداره پست یزد)، سال ۱۲۸۵ خورشیدی. از چپ: ردیف دوم، نفر دوم: نایب محمد

چاپارخانه چهارمنار (چَــــپَــرخونه)، در مجاورت پل شرافت (ولیعصر) و در فاصله میان باغ دولت‌آباد و دروازه چهارمنار واقع شده بود. این بنا، همچون سایر چاپارخانه‌های احداث‌شده در دوران قاجار، از اسلوبی ساده و عاری از هرگونه تزئینات خاص معماری برخوردار بود .

آلبرت شیندلر، که در زمان ناصرالدین شاه قاجار به عنوان مأمور خطوط تلگراف در نواحی مرکزی و جنوبی ایران فعالیت می‌کرد، در خاطرات خود، چاپارخانه چهارمنار یزد را در مقایسه با چاپارخانه‌های کرمان و نائین، مکانی بسیار مطلوب و آراسته توصیف کرده است. به گفته وی، این چاپارخانه به منظور رفاه و آسایش مسافران، دارای اتاق‌های فرش‌شده با نور کافی از چراغ‌های لاله بود و سماوری نیز برای پذیرایی و ارائه چای به رهگذران در آنجا مهیا بود.

چاپارخانه چهارمنار، پس از تأسیس وزارت پست در سال ۱۲۹۷ قمری و در دوران سلطنت ناصرالدین شاه قاجار، به عنوان ادارۀ پست یزد مورد استفاده قرار گرفت. این چاپارخانه، علاوه بر وظیفۀ مرسوم خود که عبارت از ارسال و دریافت نامه‌ها و فرامین حکومتی بود، مانند سایر چاپارخانه‌های موجود در ایران، به مسافران و رهگذران نیز خدماتی ارائه می‌داد  .

چاپارخانه چهارمنار سال ۱۳۰۲ خورشیدی. اولین نفر از راست: حبیب‌الله شاعری یزدی فرزند نایب محمد

در ساختار اداری پست ایران قاجار، به بالاترین مقام مسئول، «چاپارچی باشی» اطلاق می‌شد. چاپارچی باشی، برای هر یک از چاپارخانه‌های موجود در سراسر کشور، مسئولی را با عنوان «مباشر» یا «رئیس» برمی‌گزید.کلیه کارکنان چاپارخانه، اعم از معاون، شاگردان، غلام و سایرین، تحت نظارت و سرپرستی رئیس مشغول به خدمت بودند. . جالب توجه آنکه، نایب و معاون چاپارخانه چهارمنار و اداره پست یزد، شخصی به نام «نایب محمد» فرزند میرزا رضا کرمانی، قاتل ناصرالدین شاه قاجار بود. نایب محمد، از دوران کودکی در همان محل و در جوار چاپارخانه بزرگ شده بود .

نایب محمد، در سال ۱۳۰۲ خورشیدی چشم از جهان فروبست و در یکی از صفه‌های میدان‌شاه (بعثت) به خاک سپرده شد. او دارای هفت فرزند، شامل پنج پسر و دو دختر بود.  امروزه، نوادگان پسری چهارمناری وی، نام خانوادگی «نیک‌بخش» و «شاعری» را برای خود برگزیده‌اند. همچنین، خاندان فرخ‌پور، از ساکنین قدیمی چهارمنار، از طریق ازدواج با یکی از دختران نایب محمد به نام عصمت خانم، با این خاندان پیوند خویشاوندی برقرار کردند .

نایب چاپارخانه موظف بود با نهایت دقت و اهتمام، اسب‌های سالم و کافی را برای امور چاپاری فراهم و همواره آماده نگاه دارد. وی همچنین مکلف به استخدام شاگردان چاپار و غلامان، مرمت و بازسازی بناهای چاپارخانه، و فراهم آوردن اسباب آسایش برای چاپاران و مسافرانی بود که در این مکان اقامت می‌گزیدند. از دیگر وظایف نایب چاپارخانه، حسابرسی دقیق مخارج سالانه، ارائه گزارش مفصل به مسئول خط چاپاری، و درخواست تنخواه مالی و جنسی به‌منظور تأمین نیازهای چاپارخانه به شمار می‌رفت .

غلام ادارۀ پست یزد در چاپارخانۀ چهارمنار. سال ۱۲۸۹ خورشیدی

علاوه بر این، در مجموعه چاپارخانه و اداره پست، از جمله وظایف شاگردان و غلام و متصدیان حمل و نقل، افزون بر اجرای دستورات رئیس و نایب و انجام امور جاری چاپارخانه، بازگرداندن اسب یا شتر از طریق مسیر تعیین‌شده به چاپارخانه مبدأ پس از رساندن مسافر به مقصد بود. حقوق این متصدیان، به استثنای انعامی که از مسافران دریافت می‌کردند، دو تومان در ماه بود. چاپارها معمولاً به همراه خود یک خورجین کوچک، یک قمه، شمشیر، تیردان و کمان، و در دوره‌های متأخرتر تفنگ، حمل می‌کردند و چماق یا تازیانه‌ای نیز در دست داشتند .

بقایای چاپارخانه چهارمنار. سال ۱۳۸۴ خورشیدی

از سال ۱۳۰۰ خورشیدی، ادارۀ پست یزد به مسئولیت عبدالجواد میرزا دولتشاهی، معروف به شاهزاده مقبل‌السلطان، به بازار خان، جنب بانک کارگشایی فعلی، منتقل و با چهار نفر پرسنل راه‌اندازی شد. در آن زمان، همچنان بخش مراسلات، امانات پستی و چاپارخانه در محلۀ چهارمنار قرار داشت.

طبق اظهارنظر كارشناسان سازمان میراث فرهنگی یزد، بنای چاپارخانه چهارمنار، در اثر سیل ویرانگری که در سال ۱۳۱۶ یا ۱۳۳۵ خورشیدی و در دوران پهلوی به وقوع پیوست، به شدت آسیب دید و تخریب شد .بخش‌های باقی‌مانده از این بنای تاریخی نیز، چندسال قبل به کلی ویران گردید.اما با توجه به مشاهدۀ بنای چاپارخانه در دهه‌ی ۱۳۴۰ خورشیدی توسط ایرج افشار و عدم ‌اشاره وی به آسیب‌دیدگی آن ، این احتمال قوت می‌یابد که بنای مذکور که پیش‌تر ملک شخصی بوده، در دوران پهلوی به فروش می‌رسد و مالک جدید در جریان احداث منزل مسکونی، بخش اعظم آن را تخریب می‌نماید.

## دروازه چهارمنار

محدودۀ دروازه چهارمنار در کوچه شهید زابلی

محله چهارمنار از دوران زندیه یا اوایل قاجار، مجهز به دروازه و حصاری مستحکم گردید که می‌توان آن را از جمله اقدامات حکومت خوانین یزدی در راستای ارتقاء امنیت شهر یزد دانست . در دوران قاجار، دروازه چهارمنار به عنوان یکی از دروازه‌های اصلی شهر، اهمیت بسزایی یافت، به‌ویژه با توجه به مجاورت آن با اداره پست یزد.همچنین وجود محلی به نام «نواقلی» در جوار مسجد کوچک چهارمنار که مسئولیت دریافت عوارض از بارهای ورودی را بر عهده داشت، گواهی بر اهمیت این دروازه ورودی شهر است  .

علاوه بر این، اهالی یزد برای تأمین سوخت مورد نیاز خود و یا استفاده از ابزاری به عنوان عایق جهت پوشاندن منافذ دیوارها، به ویژه در حمام‌ها که از آن برای گرم کردن آب استفاده می‌شد، به سرگین شتر نیاز مبرم داشتند. دروازه چهارمنار، محل اصلی تجمع شترها و صاحبانشان به شمار می‌رفت. .

آب‌انبار چاپارخانه

در جوار دروازه چهارمنار، آب‌انباری واقع شده است که به دلیل مجاورت با چاپارخانه، و به تعبیری دقیق‌تر، قرارگیری در ضلع جنوبی آن، به آب‌انبار چاپارخانه شهرت یافته است. این آب‌انبار دو بادگیری، وظیفه تأمین آب ساکنین محل، به ویژه مسافران و رهگذران دروازه چهارمنار را بر عهده داشتند، قریب به هشتاد سال قبل در اثر سیل یزد تخریب و به همت «سید جواد هنزایی» یا «سید عباس عقدایی» مرمت گردید. لذا در بین اهالی محل به آب‌انبار سید جواد هنزایی یا سید عباس عقدایی! نیز معروف است . هر چند، انتساب بنا نهادن این آب‌انبار به سیدحسین مازاری، پدر سیدمرتضی مازاری و جد سیدولی چراغچی، نیز دور از ذهن نیست.

علاوه بر آنچه ذکر شد، دروازه چهارمنار و آب انبار چاپارخانه، آخرین منزلگاهی بود که اهالی یزد برای بدرقه مسافران، به ویژه زائران کربلا، تا آن جا آنان را همراهی می‌کردند. از این منظر، دروازه چهارمنار نسبت به سایر ورودی‌های شهر یزد برتری و امتیاز ویژه‌ای داشته است .

در جوار دروازه چهارمنار، کاروانسرایی به نام «صدری» قرار داشت که محل اقامت و استراحت مسافران و رهگذران بود. امروزه از این کاروانسرا و دروازه چهارمنار، به جز بقایای اندکی، اثر دیگری بر جای نمانده است.

## یخچال چهارمنار

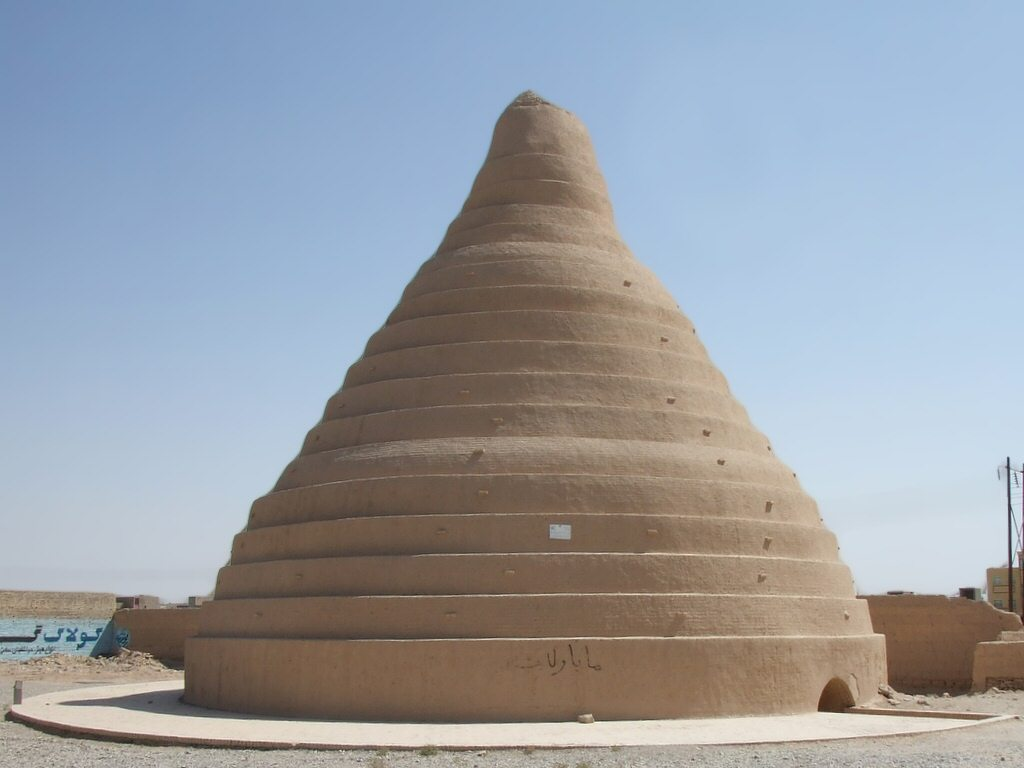
نمونه‌ای از یخچال‌های سنتی یزد در ابرکوه

محمدتقی‌خان بافقی، علاوه بر احداث باغ‌های متعدد، آب‌انبارها و سازه‌های آبی، اقدام به ساخت یخچالی در نزدیکی باغ دولت‌آباد نمود تا در فصل گرما، مردم و حکومت‌نشینان از یخ آن بهره‌مند گردند. این یخچال در جریان لشکرکشی جعفرخان زند، پادشاه زندیه، به یزد، به عنوان محل نگهداری اذوقه سپاهیان وی مورد استفاده قرار گرفت. پس از شکست سپاه زند از تقی‌خان، مقادیر فراوانی از خوراکی‌ها، از جمله برنج، گندم و ظروف بزرگ حاوی عدس، لوبیا، خرما، شکر، نبات و ... به غنیمت سپاه یزد درآمد و اذوقه چندین ساله ایشان را تأمین نمود .

این یخچال که از معماری زیبایی نیز بهره‌مند بود، چند دهه پیش ویران و به «مسجدالزهرا فردوس»، واقع در خیابان ایرانشهر، تبدیل گردید.

## باغ‌های محلۀ چهارمنار
محله چهارمنار از گذشته‌های دور دارای باغات متعددی بوده و در کتب تاریخی یزد غالباً نام این محله در کنار اهرستان، که قدیمی‌ترین باغستان یزد به شمار می‌رود  ، ذکر شده است. هرچند چهارمنار، برخلاف اهرستان که در حومه شهر واقع بود، جزئی از ظاهر شهر محسوب می‌شد  و فاقد باغات وسیع و گسترده اهرستان بود، اما برخی از بزرگان و اشراف یزد در طول هشت قرن گذشته، باغاتی را در این محله به منظور تفریح، ایجاد فضای سبز مطبوع، و یا مقاصد اقتصادی و وجاهت اجتماعی احداث کرده‌اند که از جمله مهم‌ترین و شاخص‌ترین آنها می‌توان به باغ دولت‌آباد اشاره کرد.

بی‌گمان محله چهارمنار در ادوار گذشته یکی از دل‌انگیزترین محلات شهر یزد به شمار می‌رفته است. برای نمونه، شاه یحیی مظفری و دیگر شاهزادگان این خاندان هنگام عزیمت به باغ ساباط (ابوسعیدی) در اهرستان، از مسیر چهارمنار عبور می‌کردند. از همین رو، این مسیر روزانه در دو نوبت توسط ملازمان شاه، آب‌پاشی می‌شد تا گرد و غبار از لباس و دامن شاه دور بماند . افزون بر این، از باغ ساباط تا نزدیکی پل چهارمنار و مدرسه شمسیه، خیابانی طراحی شده بود که در دو سوی آن درختان بید و چنار کاشته بودند تا حتی برای لحظه‌ای، آفتاب بر سیمای شاهزادگان و حاکمان نیفتد .

برخی از باغاتی که در طول تاریخ در این چهارمنار وجود داشته‌اند، عبارتند از:

- باغ فیروزی

باغ فیروزی، به همت مجدالدین حسن قاضی در عصر ایلخانان مغول و در جوار چهارمنار و نزدیک گورستان کوچه بهروک بنا نهاده شد . از دیگر بوستان‌های دل‌انگیز آن عصر در این محله می‌توان به باغِ سید شمس الدین، باغِ شیخ عبدالقادر البارسایی (پارسایی) و باغِ شمس‌الدین ابوبکر شاه، اشاره نمود .
- باغ ابواسحاقیه

میر خضرشاه در جوار خانقاه مسجد چهارمنار، که امروزه به عنوان حسینیه توتُک یا قمر بنی‌هاشم شناخته می‌شود، بوستان‌هایی سرسبز و دل‌انگیز احداث نمود. این بوستان‌ها مأمن آسایش و تفریح عموم مردم گشته و در آن روزگار، نقشی مشابه پارک‌های امروزی را ایفا می‌کردند .

- باغ دولت‌آباد

روضه‌ صبحگاهی در باغ دولت‌آباد.دهۀ ۱۳۹۰

محمدتقی‌خان بافقی، بانی احداث باغی نام‌آور در این محله گردید که به «باغ دولت‌آباد» شهرت یافت . گفتنی است که این باغ، امروزه در فهرست میراث جهانی یونسکو به ثبت رسیده است.

- باغ دلگشا

محمدتقی‌خان بافقی، علاوه بر باغ دولت‌آباد، به احداث باغی دیگر در جوار دروازۀ چهارمنار نیز همت گماشت که به «باغ دلگشا» معروف گردید. این باغ، مشتمل بر گونه‌های متنوع درختان میوه و گل‌های رنگارنگ بوده است. لیکن عمر او کفاف نداد تا تکمیل این باغ را به چشم خود مشاهده نماید و بدین ترتیب، روحش به عالم اعلی پر کشید .

- باغ حرم

محدودۀ باغ حرم و درختان خشکیده آن. سال ۱۳۹۷

محمدتقی‌خان بافقی، در راستای علاقۀ وافرش به ایجاد بوستان‌ها، باغی دیگر با نام «باغ حرم» بنیان نهاد که در نزدیکی پل چهارمنار و روبروی پل پروانۀ امروزی، در حوالی چهارراه ایرانشهر واقع بود. این باغ منحصربه‌فرد، ویژه فرمانروا، فرزندان و زنان اندرونی بوده و از دسترس عامه مردم به دور بوده است.
در میانۀ این باغ، حوضی بزرگ و دریاچه‌مانند قرار داشته که آب زلال و گوارایش، در میان اهالی شهر شهرت  داشته است. تمامی  درختان این باغ را درختان میوه تشکیل می‌داده‌اند، از جمله درختان انار که مورخین، مرغوبیت این انارها و رنگ‌دانه‌های زیبایشان را به سرخی گونه‌های زنان زیبا تشبیه کرده‌اند.
همچنین در این باغ، درختی نارنج وجود داشته است که بر اساس روایات، از میوه‌هایش در شب نوری چون مشعل ساطع می‌شده است و گفته می‌شود نظیرش در یزد وجود نداشته است . هرچند، مشخص نیست که این شب‌تابی میوه، ناشی از تغییرات بیولوژیکی بوده یا صرفاً تشبیهی ادبی از سوی نویسنده بوده است. امروزه باغ حرم، از شکوه و زیبایی سابق خود بی‌بهره مانده است.

- دیگر باغ‌های دورۀ زندیه

درختان حاشیۀ رودخانۀ چهارمنار، تا حدودی تداعی‌گر باغات آباد این محدوده در دوران زندیه هستند.

در روزگار زندیه و اوایل دوران قاجار، در فاصلۀ میان پل چهارمنار و باغ دولت‌آباد، چند باغ دیگر وجود داشته‌اند که از آن جمله می‌توان به باغ دختر محمدتقی خان (جنب باغ دلگشا) که مشهور به نام شوهرش «میرزا‌اکرم» بود، باغ میرزا علیرضا و ... اشاره نمود. ثمره درختان این باغات، میوه‌های رنگارنگ و دلپذیری چون شفتالو، هلو، انار، لیمو، نارنج، ترنج، توت، بادام و غیره بود که همگی از آب قنات دولت‌آباد سیرآب می‌شدند . امروزه در اثر تحولات گوناگون شهری، نشانی از اکثر این باغات برجای نمانده و تنها یاد و وصفی از آنها در متون تاریخی باقی مانده است.

- باغ‌های کوچه بندان

در واپسین سال‌های حکومت قاجار، در کوچه بُندان، باغ‌های متعددی متعلق به فردی زرتشتی به نام «نَـمیر نَـمیریان» ملقب به «گُور (Gowr) نمیر تفتی» وجود داشته است که امروزه، جز چند درخت خشکیده، اثری از آن همه سرسبزی و طراوت برجای نمانده است. شایان ذکر است که خانه تاریخی «حاجی صوت» واقع در خیابان انقلاب، از جمله بقایای یکی از باغ‌های متعلق به این فرد زرتشتی محسوب می‌شود .

- باغ‌های کوچه بیدآباد چهارمنار

از دیگر برزن‌های سرسبز و پرباغ کوی چهارمنار، می‌توان به کوچه «بید و باد» که در گویش عامه به «بیدآباد» معروف است، اشاره کرد. آب وقف‌آباد با گذر از میان این کوچه ، چنان صفایی به آن بخشیده بود که به گواه روایات، نسیم ملایم بهاری با رقص در میان شاخسارِ گلستان‌ها و درختان سر به فلک کشیدۀ بید، برگ‌ها و گلبرگ‌ها را به رقصی دلنشین وا می‌داشته و بر دامن چمنزار فرو می‌ریخته است. گویا همین طراوت و زیبایی منحصربه‌فرد و رقص دلنشین برگ‌ها با نسیم، نام «بید و باد» را به این کوچه بخشیده است. امروزه از باغات کوچه بیدآباد چهارمنار، نشانی برجای نمانده و تنها نامی از آنها در میان روایات شفاهی باقی است.

## خانۀ هلال چهارمنار

حضور کادر خانۀ هلال چهارمنار در بین اهالی محله و اهتمام ایشان در اجرای طرح یلدا‌نه با هدف سنجش سلامت ساکنین.

محمدجواد دشتی، از بانیان تأسیس خانۀ هلال چهارمنار، در حال ایراد سخنرانی در حسینیۀ بزرگ چهارمنار

هفتادمین خانۀ هلال‌احمر استان یزد با عنوان «خانه‌ی هلال امام حسن مجتبی» با هدف آموزش کمک‌های اولیه به ساکنین محلۀ چهارمنار و ارائه‌ی خدمات درمانی رایگان به نیازمندان، در آذرماه ۱۴۰۰ خورشیدی افتتاح شد. در مراسم افتتاحیه، محسن حرازی‌زاده، سرپرست جمعیت هلال‌احمر استان یزد، و جمعی از مسئولین استانی حضور داشتند .

خانۀ هلال، بنایی قدیمی در جوار بازارچۀ میرخضر شاه است که پیش‌تر محل استقرار صندوق خیریۀ «بیت‌الزهرا» بوده و اکنون با همت و مساعدت اهالی محل، هیئت امنای مسجد میرخضر شاه و به ویژه امام جماعت مسجد، محمدجواد دشتی، به مرکز خدمات درمانی تبدیل شده است.

در این مرکز به طور معمول هفته‌ای یک مرتبه پزشک حضور می‌یابد و مراجعین بدون پرداخت وجه ویزیت و به صورت رایگان ویزیت می‌شوند. افراد نیازمند علاوه بر ویزیت رایگان، از داروهای رایگان این مرکز نیکوکاری نیز بهره‌مند می‌گردند.

## اماکن و بناها
محلهٔ چهار منار دارای ۱۱ مسجد، ۶ حسینیه و تکیه، ۴ زیارتگاه، چندین خانهٔ تاریخی، ۳ گرمابه و حمام ،۷ آب‌انبار، ۸ مدرسه، ۱ مجموعۀ ورزشی ، ۳ پارک، ۱ باغ بزرگ و ۱۵ هتل و بوم‌گردی‌ و رستوران سنتی و ۱ کارخانه است که به شرح زیر می‌باشد:
مساجد
- مسجد میر خضر شاه (مسجد بزرگ چهار منار)
- مسجد آقا سید جواد حیدری (دروازه)
- مسجد موسی بن جعفر
- مسجد حسنیه
- مسجد حوضی
- مسجد امام هادی (سید علی رشتی)
- مسجد حضرت ابوالفضل (سنگ‌تراشی)
- مسجد الزهرا فردوس
- مسجد علوی (علویه)
- مسجد ردایی
- مسجد بی‌بی‌زینب نیشابوری

حسینیه‌ها
- حسینیهٔ بزرگ چهار منار (حسینیهٔ مُلتکیه/مُلتکیه)
- حسینیهٔ شهدا چهار منار (کوچه بندن)
- حسینیهٔ قمر بنی هاشم (توتُک)
- حسینیهٔ فردوس
- بیت الرقیه چهار منار
- بیت الزهرا

زیارتگاه‌ها
- بقعهٔ سید شمس الدین
- بقعهٔ شاه سید رضا
- زیارتگاه سید جلال‌الدین حسن
- بقعهٔ پیرعلم

خانهٔ‌های تاریخی
- خانهٔ شیشه بری
- خانه تریاکچی (عدل)
- خانه عالِمی
- خانهٔ جنب مدرسهٔ شمسیه
- خانه عاشق طوسی
- خانۀ بقایی
- خانۀ علومی
- خانه نقیب‌زاده
- خانۀ زرگرها

حمام‌ها
- حمام چهار منار
- حمام کلاه‌دوز
- حمام بهار انقلاب

آب‌انبار
- آب‌انبار کوچه بندون
- آب‌انبار کاروانسرا
- آب‌انبار حوض ملتکیه چهارمنار

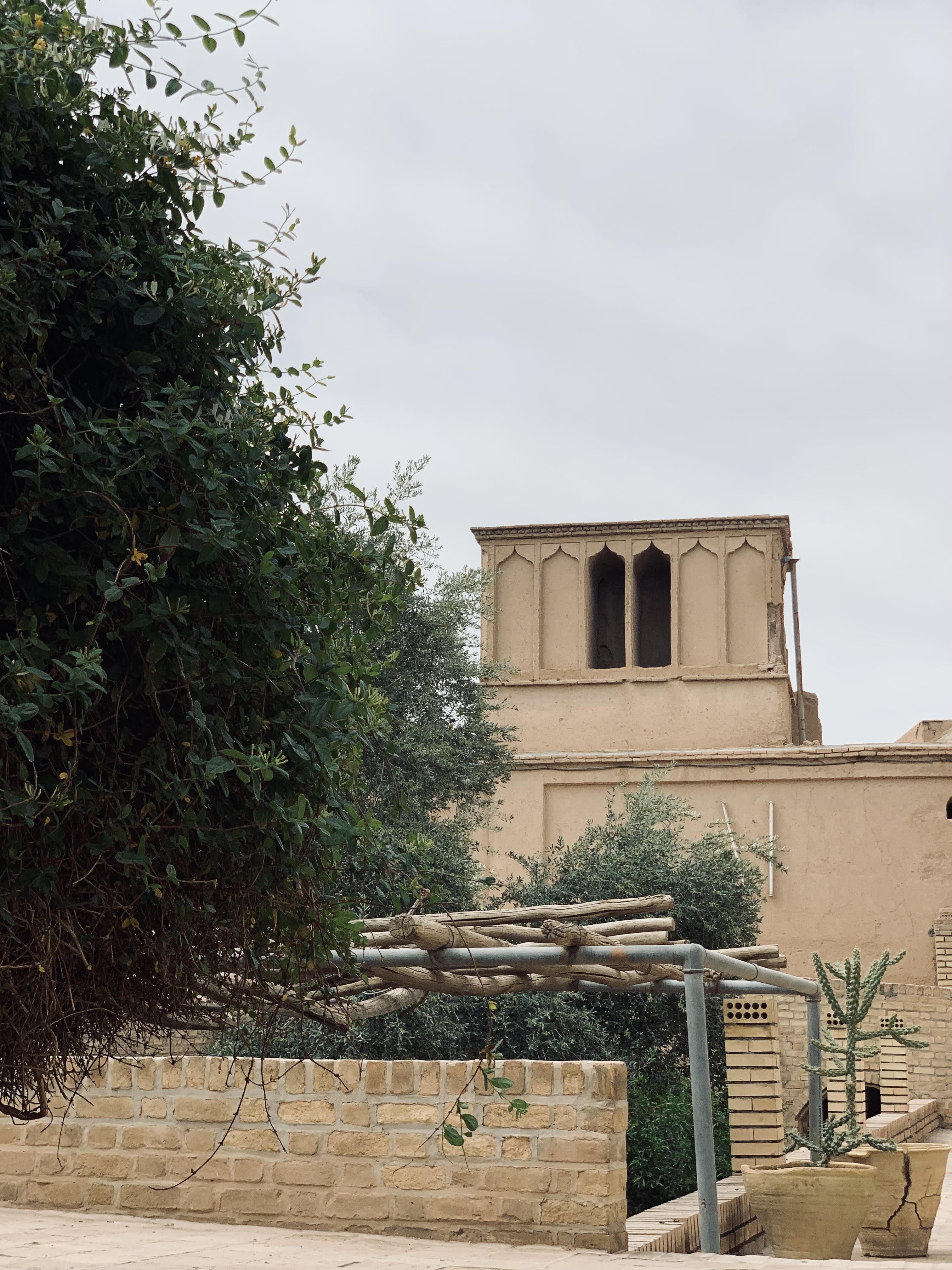
خانه عاشق طوسی

- آب‌انبار مقابل زیارتگاه سید شمس‌الدّین
- آب‌انبار بیدآباد (دکتر طاهری)
- آب‌انبار باغ دولت‌آباد

مدارس و آموزشگاه‌ها
- مدرسه شهید مهندس اصغرنعمت‌اللهی (آذر یزدی)
- مدرسه شهید مرادی (سمیه)
- مدرسه شهید قدک فروشان (بزرگسالان البرز)
- مدرسه شاه‌ولی
- مدرسه صدریه (آموزشگاه استثنائی‌ها)
- مدرسه پروفسور حسابی
- مدرسه ۱۷ شهریور

پارک‌ها
- پارک و مجموعهٔ ورزشی چهار منار (کاونسرای سید حیدری)
- پارک شهید سبحانی
- پارک رودخانۀ چهارمنار

هتل‌ها و بوم‌گردی‌ها
- هتل چهارمنار
- بوم‌گردی‌ مهران
- بوم‌گردی‌ شاخه‌نبات یزد
- اقامتگاه نارگل
- اقامتگاه و بوم‌گردی‌ سرای اوروزا
- اقامتگاه بابابزرگ
- هتل سنتی خان دوحد یزد
- بوم‌گردی میرزا بابا
- اقامتگاه کاراکال
- اقامتگاه سنتی بادگیر
- عمارت‌ امیرخان
- خانه مسافر ترمه

رستوران سنتی
- رستوران سنتی شب‌های کویر
- رستوران و اقامتگاه سنتی ساباط
- کافه گندم

باغ‌ها
- باغ دولت‌آباد [۲۵۴]

کارخانه
- کارخانهٔ یخ صدف

## نگارخانه

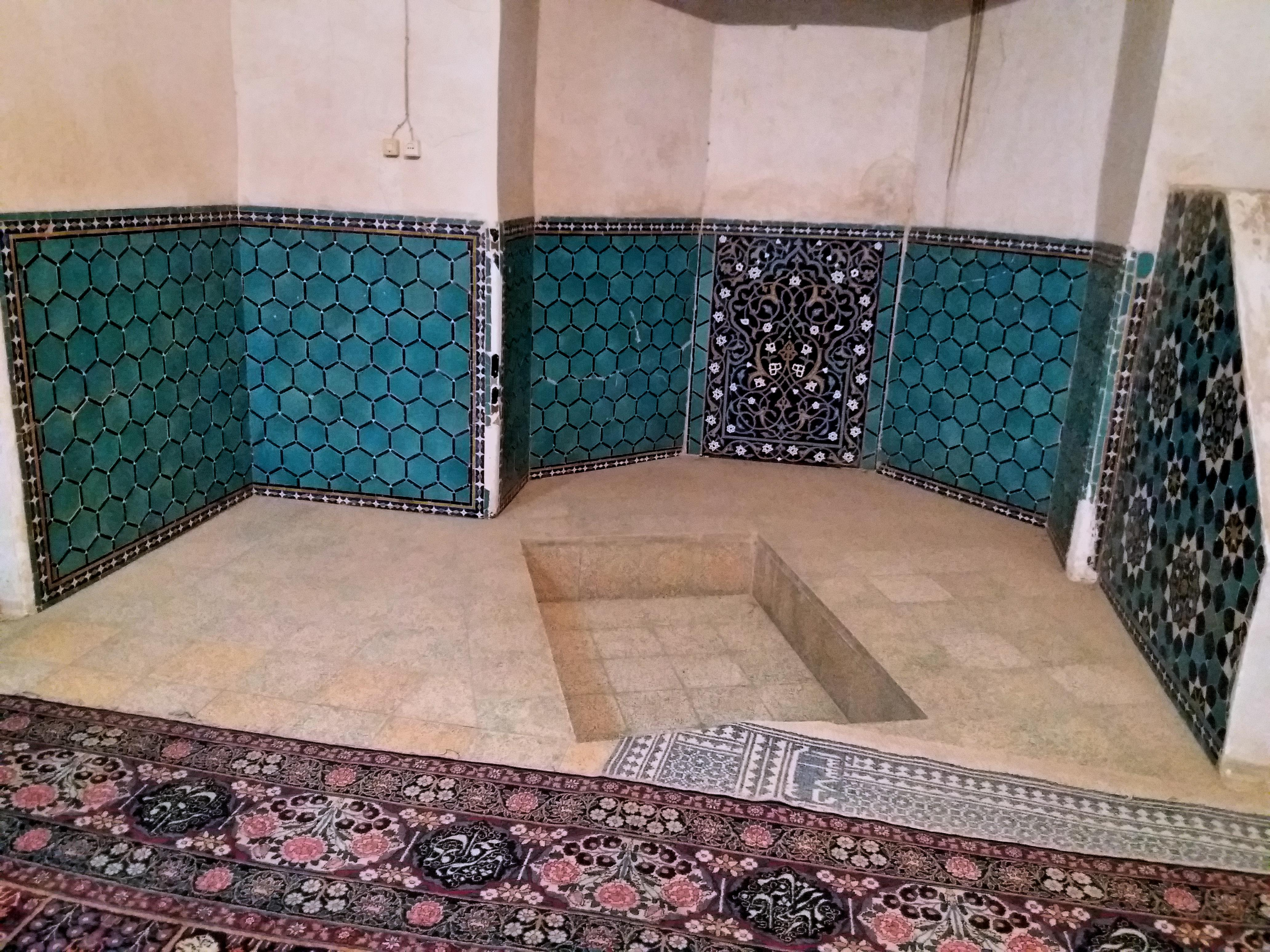
محراب مسجد بزرگ چهار منار متعلق به دوران تیموریان
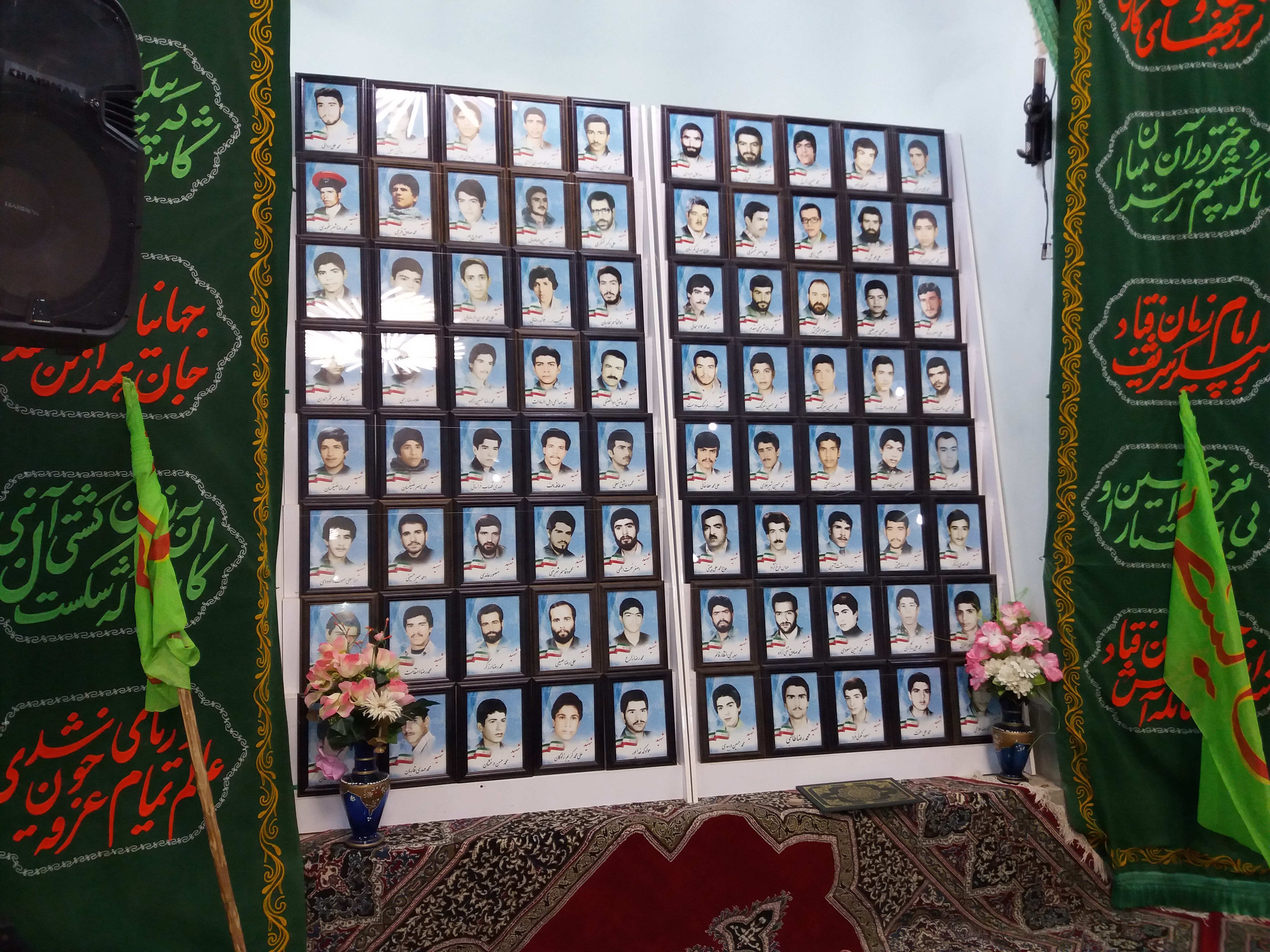
تصاویر شهیدان محله چهار منار در حسینیه بزرگ این محله
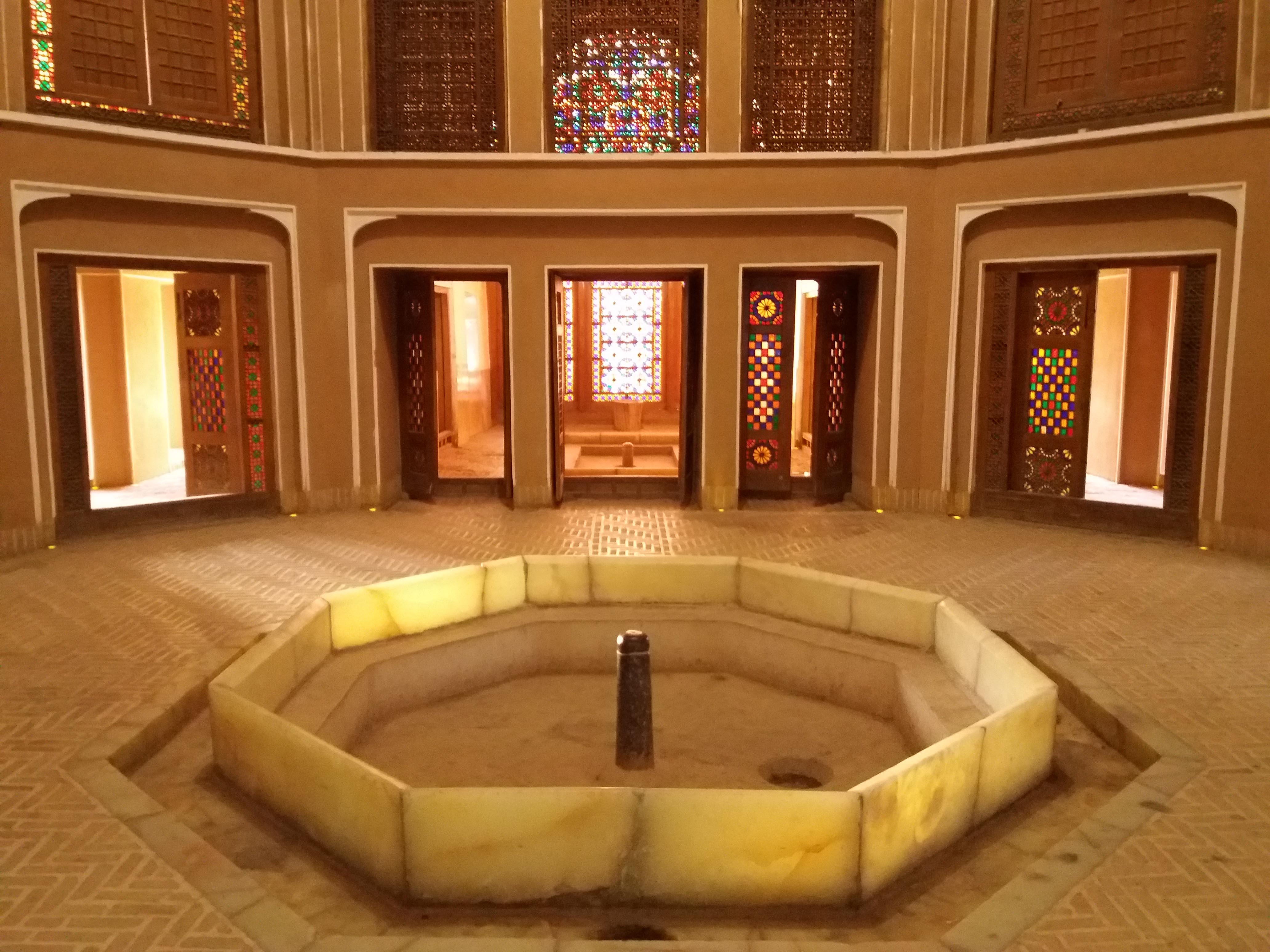
نمای داخلی عمارت باغ دولت آباد یزد
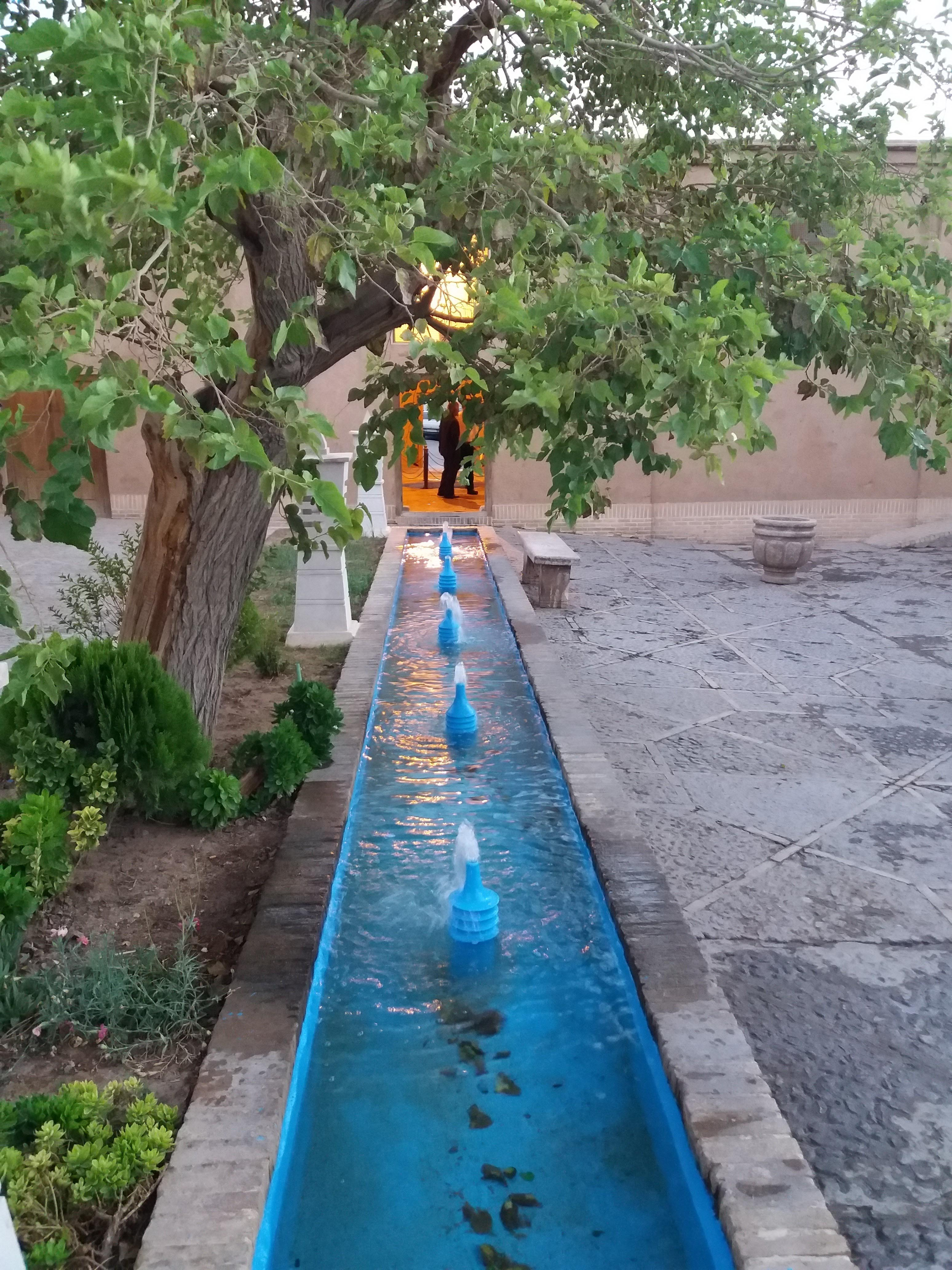
نمای ورودی باغ دولت آباد یزد
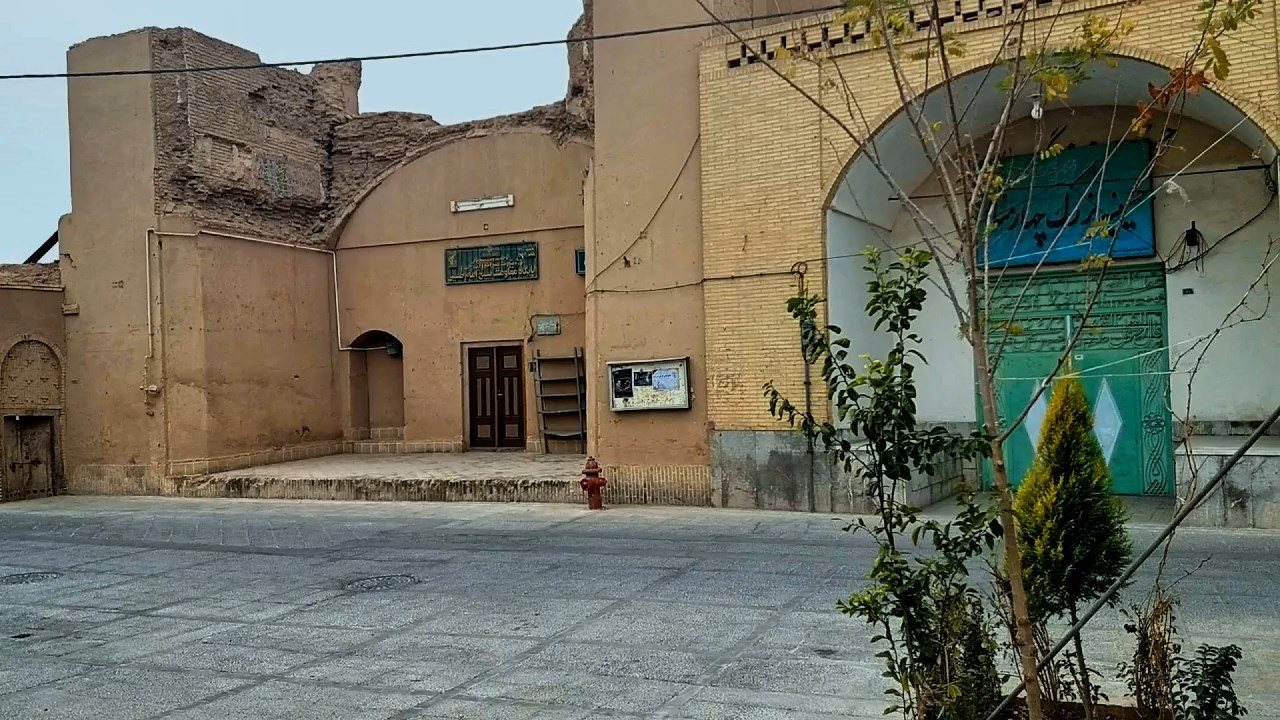
حوض‌ملتکیه و حسینیه بزرگ چهارمنار یزد
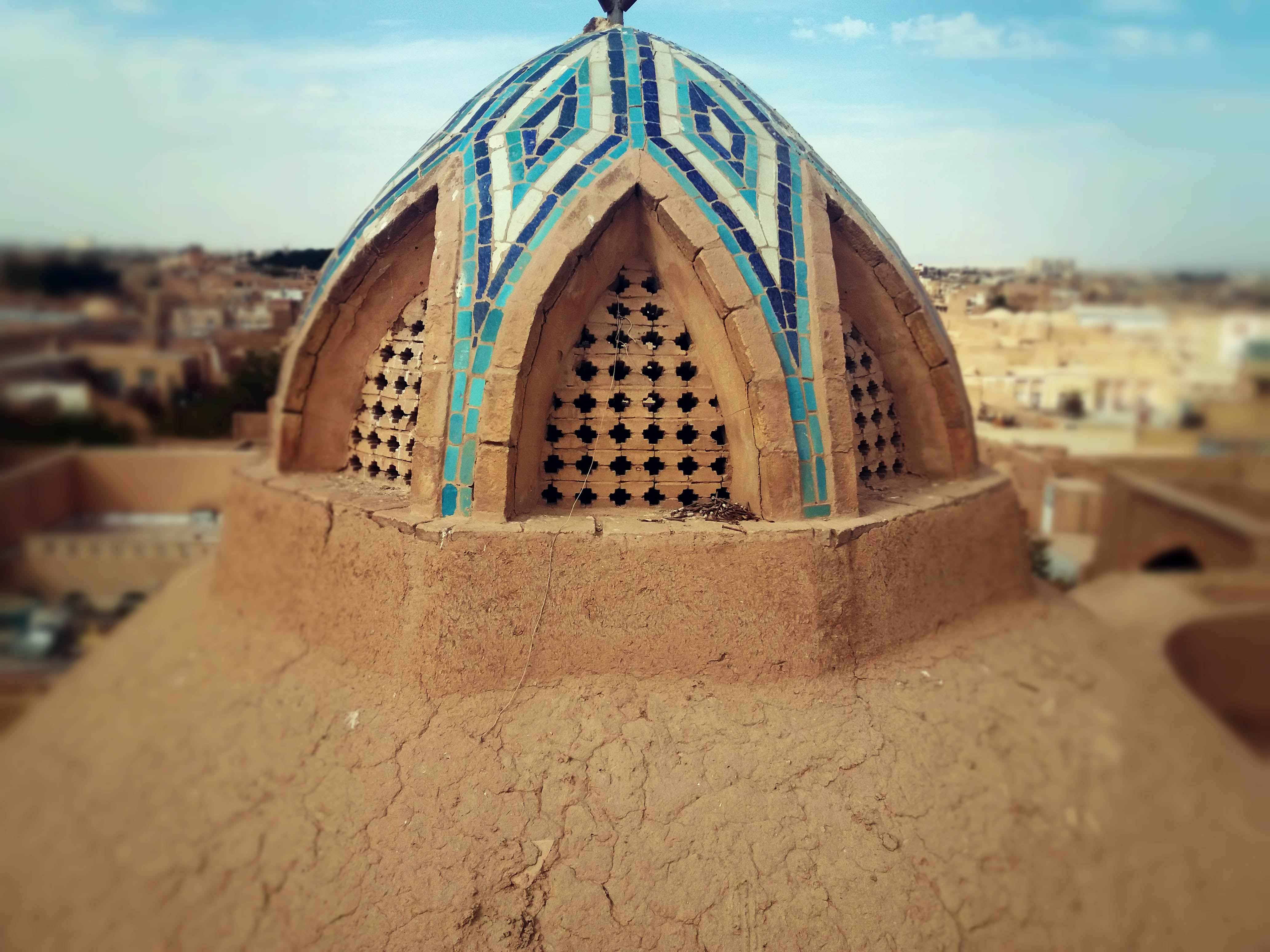
گنبد مدرسه شمسیه چهارمنار
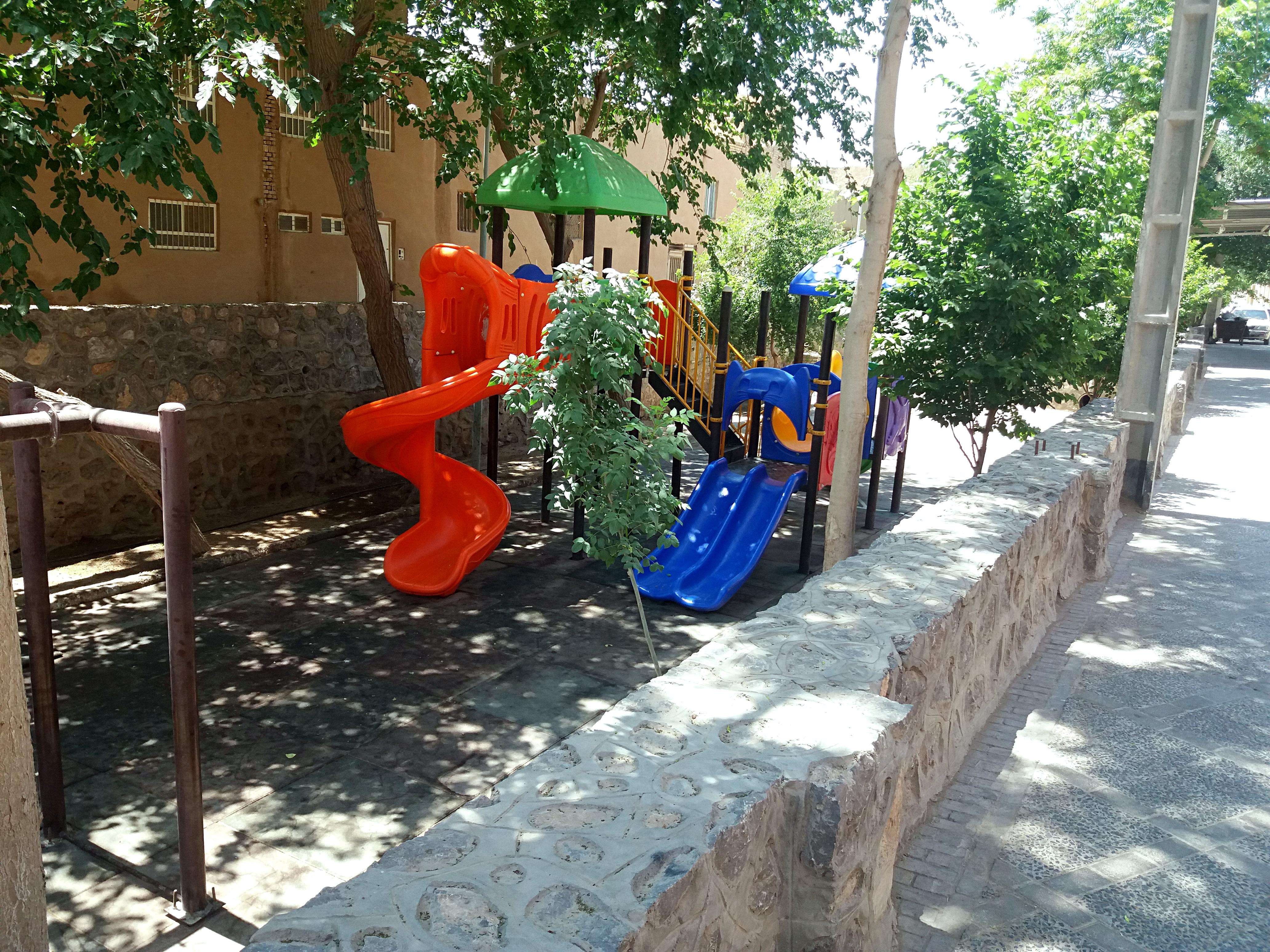
رودخانهٔ چهار منار و وسایل بازی کودکان
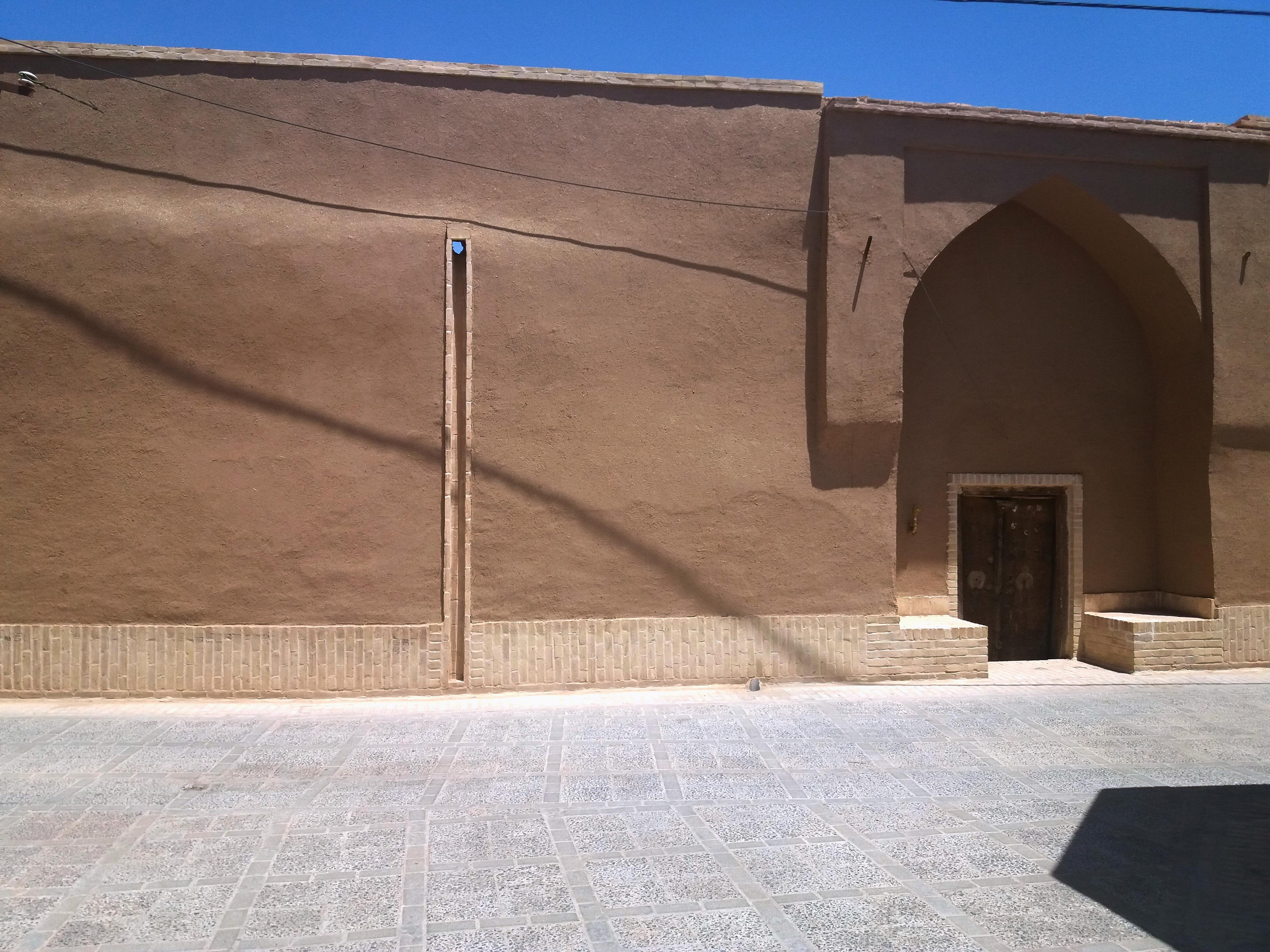
در ورودی خانهٔ ناصر الدّین شاهی یا خانه بزرگ
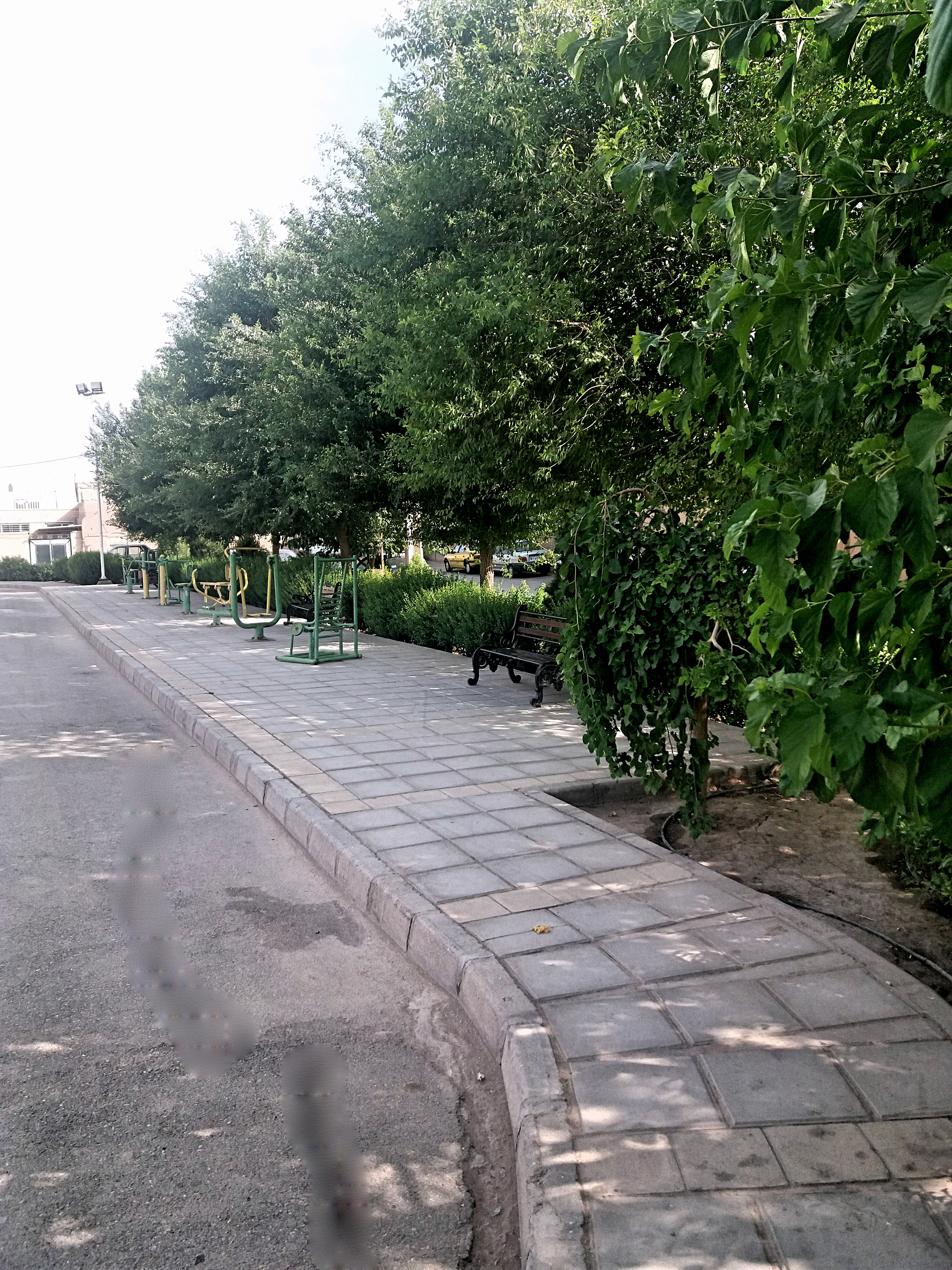
فضای سبز چهارمنار در کاروانسرای قدیم
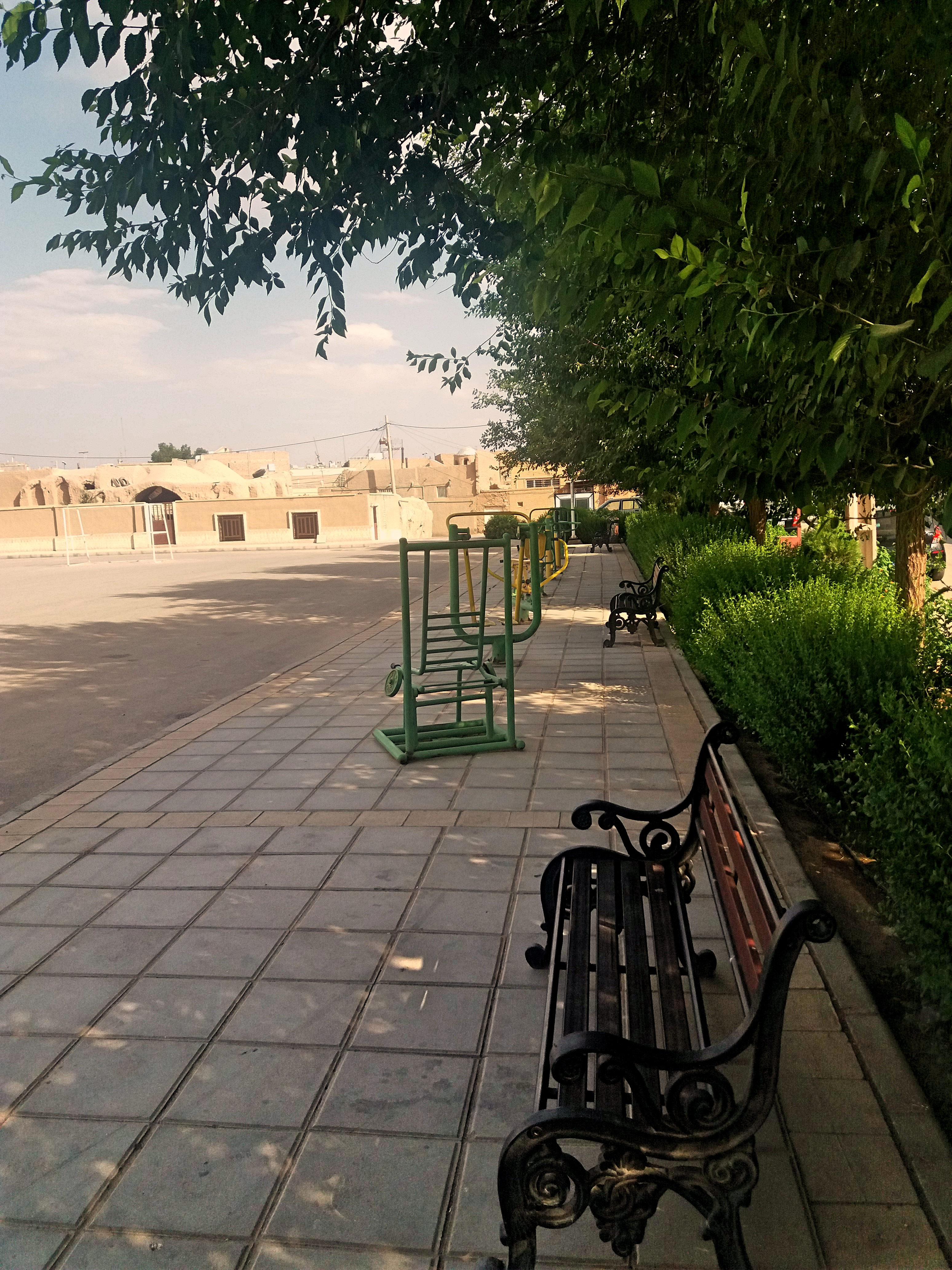
نیمکت و وسایل ورزش در پارک و پارکینگ چهار منار
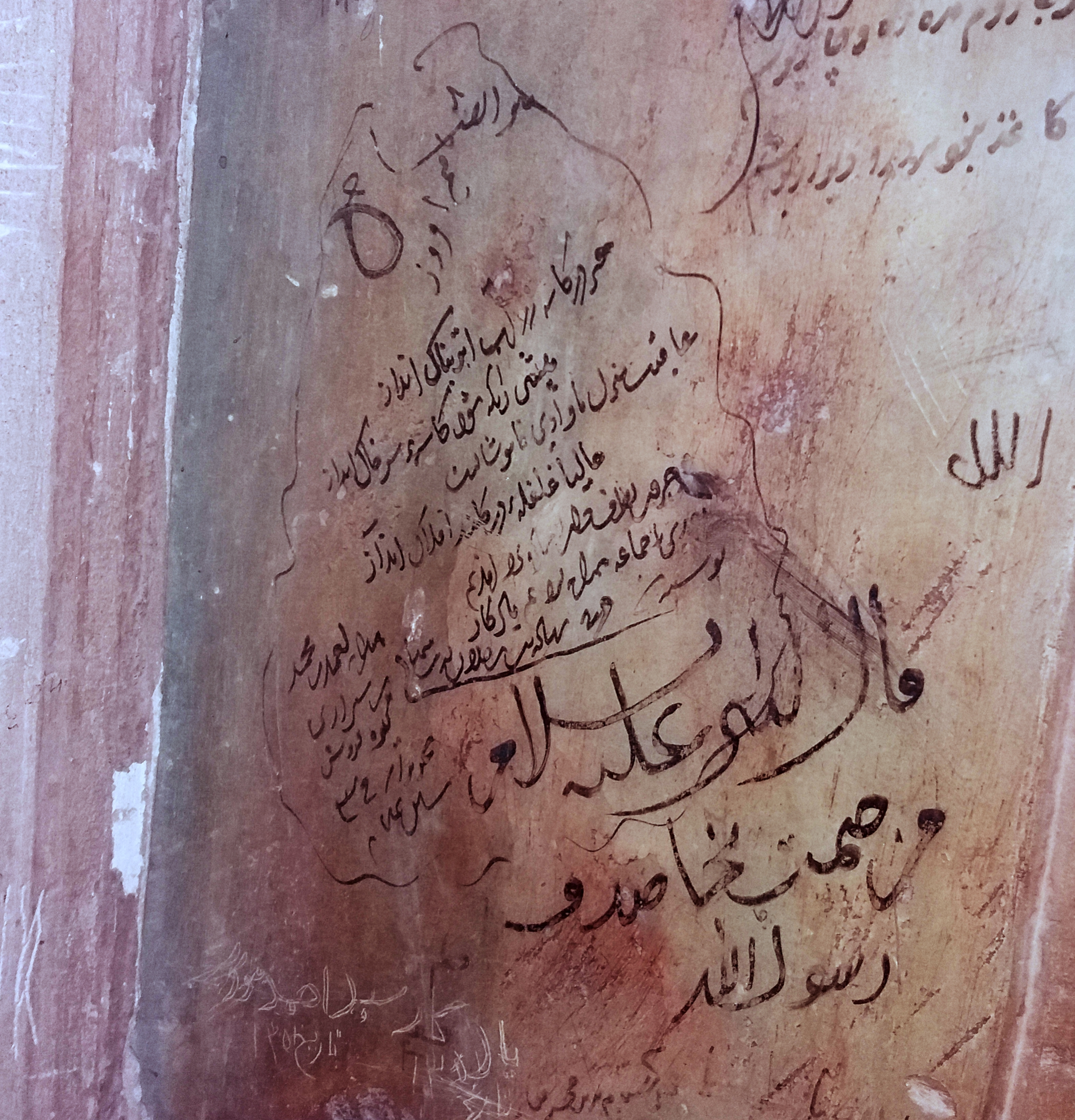
قدیمی‌ترین دیوار نوشته و یادگاری از اشعار حافظ در جهان، بر روی سنگ محراب مدرسه شمسیهُ متعلق به قرن نهم هجری
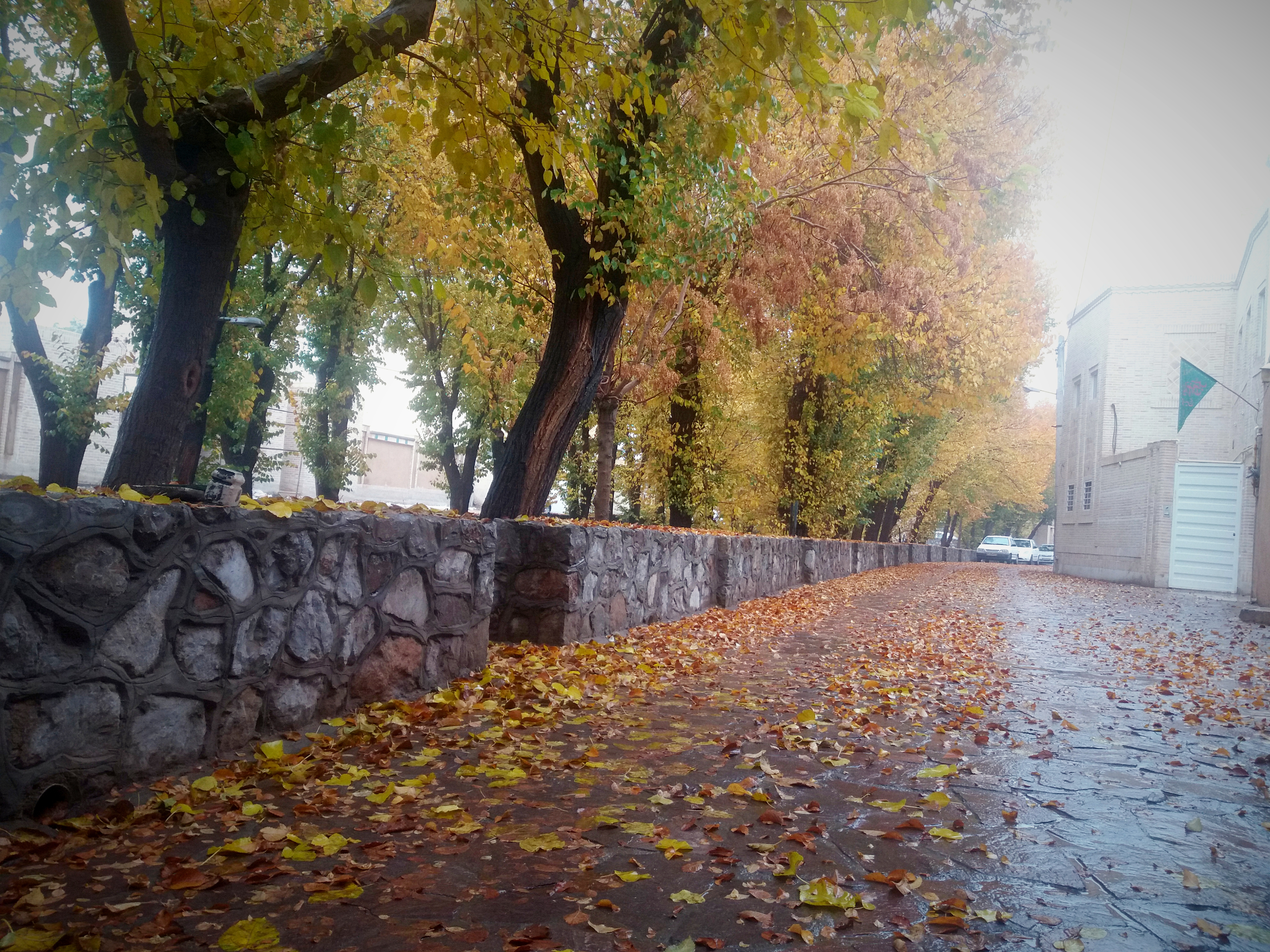
یک روز بارانی در فصل پاییز چهارمنار
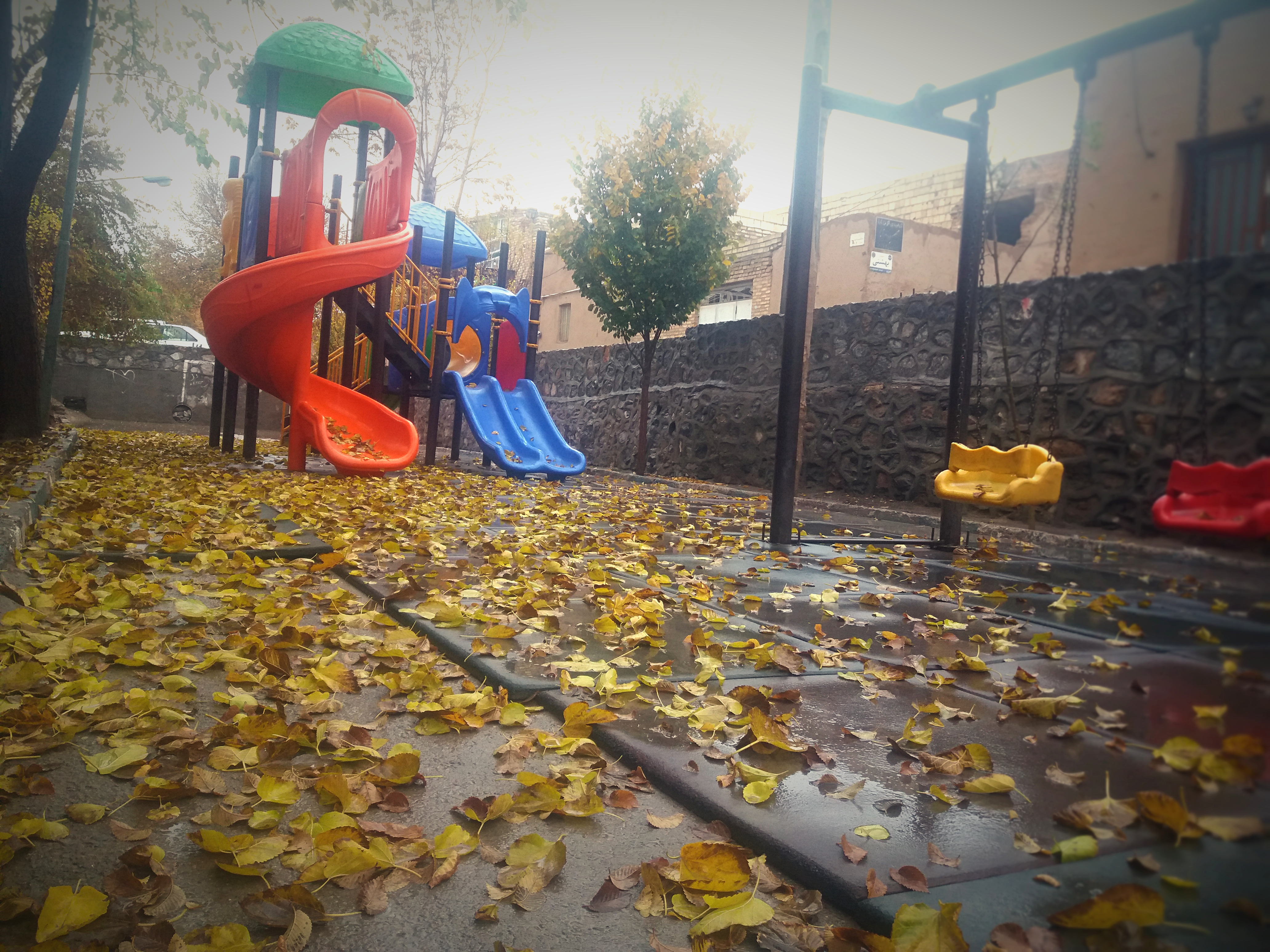
یک روز بارانی در فصل پاییز، پارک چهارمنار
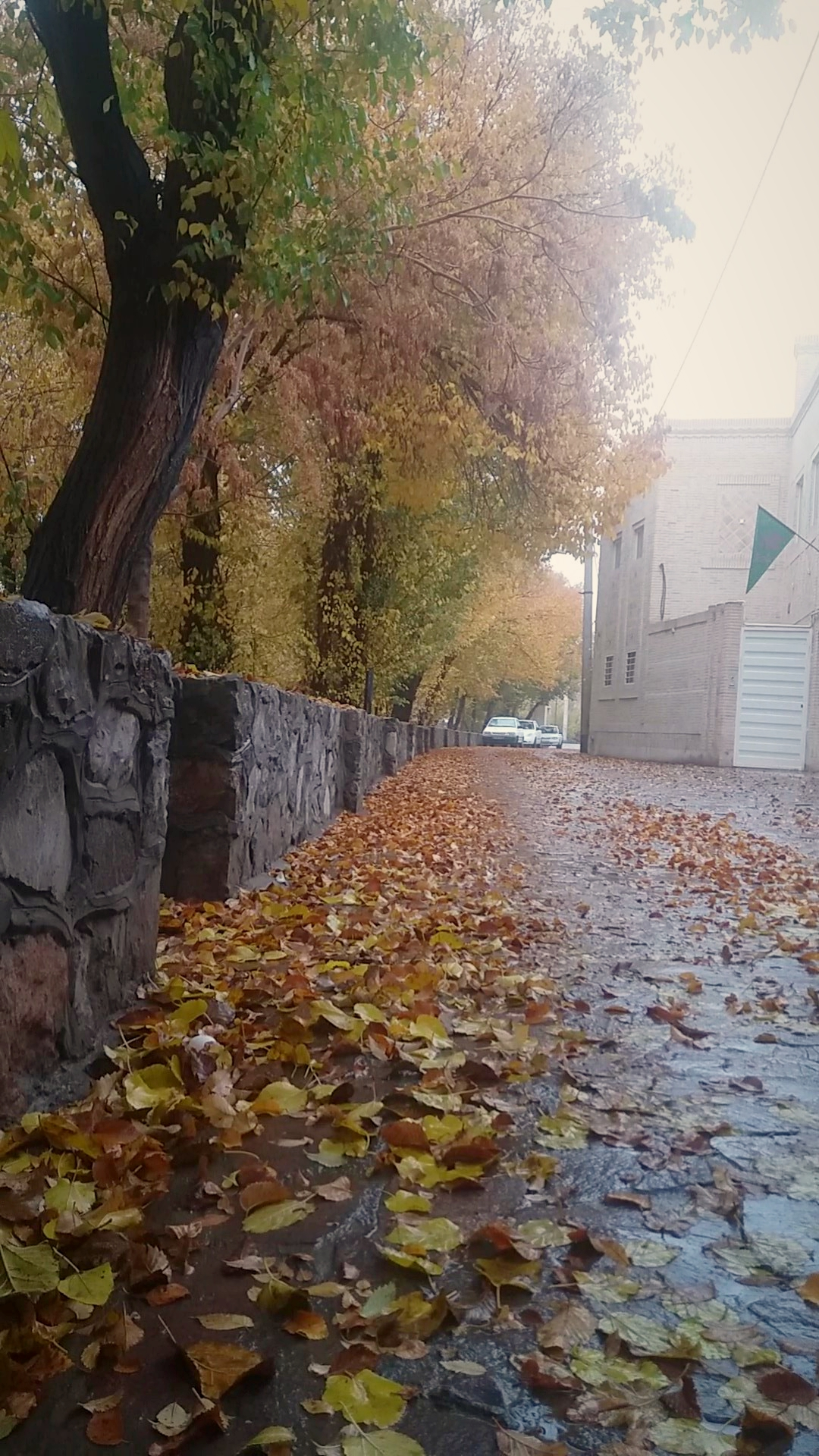
یک روز بارانی در فصل پاییز، پارک چهارمنار
مراسم پرسه‌زنی هیئت چهارمنار، به سمت محلۀ کوچه بیوک
عزاداران هیئت چهارمنار، در مراسم پرسه‌زنی و پیاده‌روی به سمت حسینیۀ کوچۀ بیوک
مراسم پرسه‌زنی و پیاده‌روی، چهار راه بعثت، بلوار امامزاده جعفر
حضور خادمان آستان قدس رضوی در حسینیه چهارمنار
آشپزخانۀ مسجدمیرخضر شاه در تاسوعای حسینی.۲۰ مهر ۱۳۹۵ خورشیدی
مسجد سیدعلی رشتی چهارمنار، که به مسجد امام هادی تغییر نام یافته است
تنها برج دیده‌بانی باقی‌مانده از باغ دولت‌آباد.پاییز ۱۳۸۷ خورشیدی
ایستگاه باد موتور صلواتی مقابل منزل علی افسرکلاهی
ایستگاه صلواتی کودکان و خردسالان چهارمناری، در شب اربعین
پخت آش گندم در پل پروانۀ محلۀ چهارمنار.پاییز ۱۳۹۷
بادگیر مسجد میرخضر شاه چهارمنار.۲۴ بهمن ۱۳۹۶ خورشیدی
سماوری قدیمی و زغالی در موزۀ مسجد میرخضر شاه
دیدار نهایی مسابقات فوتبال جام رمضان در مجموعه ورزشی شهدای چهارمنار
نمایی از خانه‌ای سنتی، واقع در پل شرافت چهارمنار